# Geschichte Schottlands
Die Geschichte Schottlands umfasst die Entwicklungen auf dem Gebiet Schottlands, eines Landesteils des Vereinigten Königreichs Großbritannien und Nordirland, von der Urgeschichte bis zur Gegenwart. Sie beginnt mit der Besiedlung des Landes durch steinzeitliche Jäger und Sammler gegen Ende der letzten Eiszeit, also am Anfang der Mittelsteinzeit um 10.000 v. Chr. Durch den nach der Eiszeit steigenden Meeresspiegel wurde etwa gegen 6500 v. Chr. der Ärmelkanal geflutet und Großbritannien mit England und Schottland wieder zu einer Insel. Aus der durch Viehhaltung und Bodenbearbeitung, d. h. durch die Produktion und Bevorratung von Lebensmitteln, gekennzeichneten Jungsteinzeit (etwa ab 4500 v. Chr.) zeugen zahlreiche Großsteingräber und Steinkreise in Schottland. Um 2500 v. Chr. wurde Kupfer-, später Bronzebearbeitung bekannt, und Glockenbecherleute gelangten ins Land. Die Bearbeitung von Eisen kannte man ab etwa 400 v. Chr. Zu einem noch ungeklärten Zeitpunkt kamen die Pikten (die entweder eine keltische Sprache sprachen, wohl aus der britannischen Gruppe, oder aber möglicherweise keine indogermanische Sprache, sondern ein vorindogermanisches Substrat), nach Schottland.

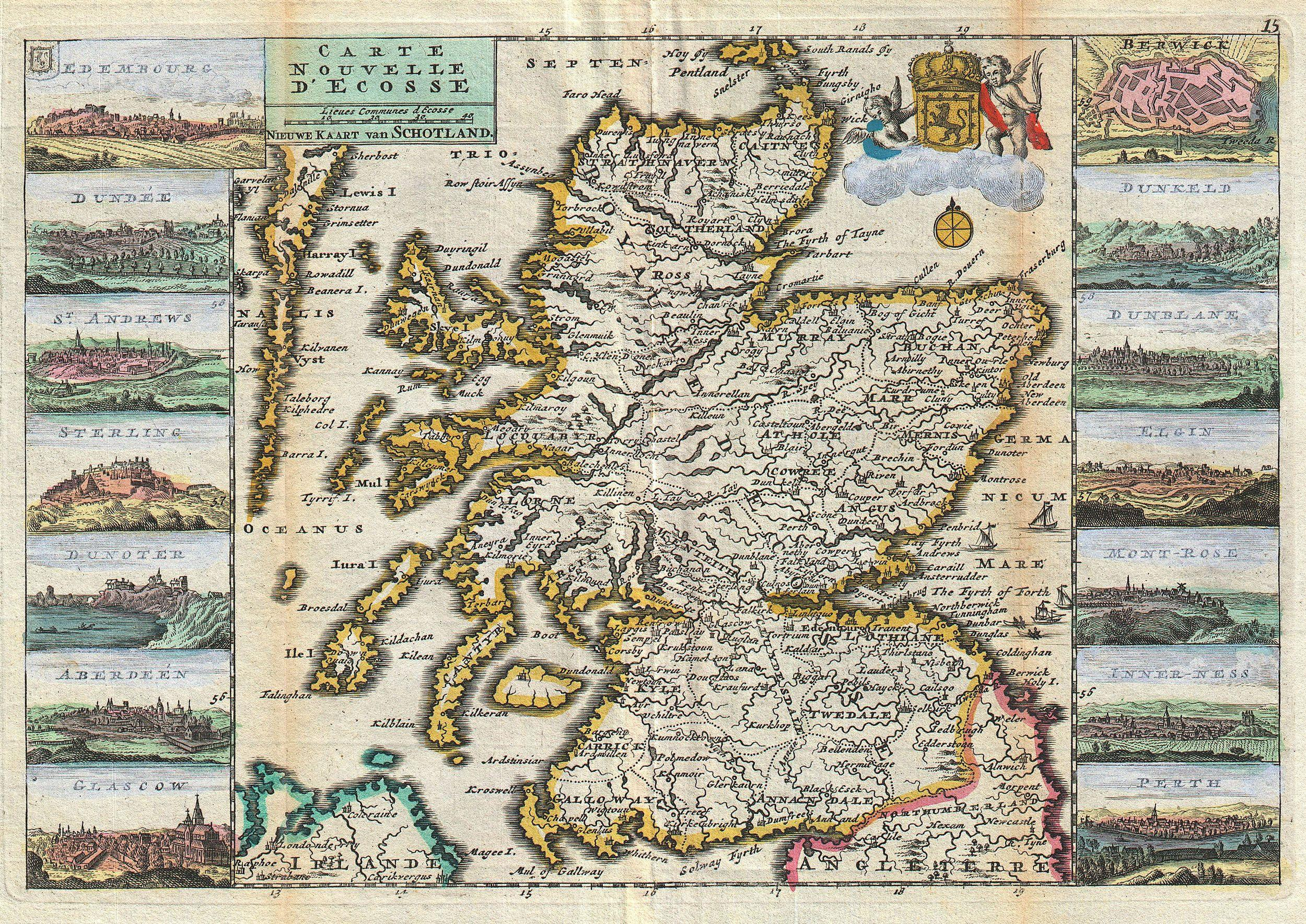
Karte des Königreichs Schottland von 1747

Spätestens um 600 v. Chr. kamen heute als Kelten bezeichnete Gruppen nach Schottland. Ab etwa 200 v. Chr. errichteten irische Zuwanderer in Dalriada Turmbauten in Form von Brochs. Ab 43 n. Chr. begannen die Römer, Britannien zu erobern, 80 n. Chr. stießen sie erstmals nach Schottland vor, doch misslang die Eroberung. Kaiser Hadrian ließ ab 122 den nach ihm benannten Hadrianswall errichten, sein Nachfolger Antoninus Pius ließ den Süden Schottlands besetzen und durch den weiter nördlich gelegenen Antoninuswall sichern. 209 bis 212 scheiterte ein letzter Eroberungsversuch. Ab dem letzten Drittel des 4. Jahrhunderts stießen Pikten, jene Einwohner Schottlands, die die Römer Kaledonier nannten, ins römische Britannien vor. Gegen Ende des Jahrhunderts setzte die Christianisierung ein.

Das Andreaskreuz ist eine der ältesten Nationalflaggen

Nach dem Abzug der Römer besiedelten zunächst um 400 sukzessive germanische Stämme und um 500 mit den Skoten aus Irland erneut Kelten den Süden Schottlands. Diese Skoten gaben Schottland den Namen. In den nächsten Jahrhunderten bestanden vier kleine Reiche in Schottland: das piktische Reich im Norden und Osten, das gälische Reich Dál Riata im Westen, die anglischen Northumbrier im Südosten und das von romanisierten Briten getragene Strathclyde im Südwesten. Unter dem Druck der Wikinger, die ab dem späten 8. Jahrhundert die Küsten plünderten und die Orkneys besetzten, vereinigten sich in den 840er Jahren die Königreiche der Skoten und Pikten, während die Inseln vor der Nord- und der Westküste von Normannen besiedelt und von Norwegen beherrscht wurden. Bis 1000 verdrängte das Gälische die piktische Sprache im gemeinsamen Königreich Alba, die Wikinger eroberten die westlichen Inseln Schottlands. In der zweiten Hälfte des 11. Jahrhunderts setzte sich der Einfluss der römischen gegenüber der keltischen Kirche durch, und es entstanden zahlreiche Klöster. Der normannisch-englische Einfluss verstärkte sich, im Süden wurde eine feudale Lehnsordnung errichtet, die in den Highlands jedoch nicht durchsetzbar war, wo sich die Clanstrukturen erhielten. Zugleich nahm die Bedeutung der Städte und des Handels rapide zu, und aus England, Flandern und Nordfrankreich kamen Zuwanderer mit ihren Fertigkeiten.
1174 bis 1189 wurde Schottland nach Einmischung in den englischen Thronstreit zum englischen Vasallen, 1237 die heutige Grenze zwischen den Königreichen anerkannt. 1266 kamen die westlichen Inseln von den Normannen an die Schotten. Der englische König griff in den schottischen Thronstreit ein und ernannte 1292 einen König, 1296 musste Schottland den englischen König als Oberherrn anerkennen. Bis 1357 kam es immer wieder zu Aufständen, die schließlich in die Unabhängigkeit mündeten. Dabei kam Schottland ein dauerhaftes Bündnis mit Frankreich, die Auld Alliance, zugute.
Ab 1371 stammten die schottischen Könige aus dem Hause Stewart. 1385 stand erstmals ein französisches Heer im Land. König Jakob I., d. h. James I., 1406 bis 1424 in englischer Gefangenschaft, verfocht eine Politik, die sich gegen die große Eigenständigkeit der lokalen Herrschaften insbesondere in den Highlands und auf den westlichen Inseln richtete. Während in England die Rosenkriege wüteten, stand das schottische Königreich auf dem Höhepunkt seiner Macht. 1493 erlangte der König die Herrschaft über die westlichen Inseln.
Doch 1513 unterlag die schottische Armee den Truppen Heinrichs VIII. von England. Für Spanien und Frankreich wurde Schottland zu einem wichtigen Verbündeten gegen England und zu einem Werkzeug gegenreformatorischer Bemühungen. 1537 wurde dies durch ein französisch-schottisches Ehebündnis besiegelt, doch 1542 unterlagen schottische Truppen abermals. Maria Stuart versuchte von Frankreich aus den Thron zu gewinnen, doch scheiterte sie und wurde 1587 auf Fotheringhay Castle hingerichtet. Ihr Sohn James VI. wurde 1603 König von England. Er herrschte in England und in Schottland in Personalunion, doch behielten die Länder ein eigenes Parlament. Verwaltungs- und Rechtswesen sowie Nationalkirche – Schottland war seit 1560 calvinistisch – blieben ebenfalls in eigener Hoheit.
Der König und der Hofstaat siedelten von Edinburgh nach London um. Währenddessen kam es in Schottland zu religiös motivierten Unruhen, die sich gegen den englischen Einfluss richteten, woraufhin der König 1640 das Parlament einberief, um die Finanzierung des Kampfes gegen die schottische Kirche zu sichern. In England kam es zum Umsturz. König Karl I. geriet in schottische Gefangenschaft, doch er lehnte es ab, die presbyterianische Kirche in England einzuführen. Daher übergaben die Schotten ihren König an die Puritaner; er wurde 1649 hingerichtet. Daraufhin wurde in Schottland letztmals ein König gekrönt, nämlich Charles II. Infolgedessen besetzte Oliver Cromwell Schottland. 1660 sagte der zurückgekehrte König jedem Religionsfreiheit zu, woraufhin er in London wieder König beider Reiche wurde. Gegen die Wiedereinführung der Bistümer kam es jedoch in Schottland zu Aufständen. Die Verfolgung der Presbyterianer erreichte 1681 bis 1689 ihren Höhepunkt, König Jakob II. versuchte England zu rekatholisieren. Er wurde 1688 in der Glorreichen Revolution abgesetzt.
Das schottische Parlament erkannte nun den als König berufenen protestantischen Wilhelm von Oranien als König an. Er ließ die Clanführer des Hochlands einen Treueeid schwören. Die Jakobiten blieben Stuart-Anhänger, die sich in England, Irland und vor allem in Schottland nach ihrem ehemaligen König Jakob benannten. 1689 kam es zum Aufstand der katholischen Royalisten, 1692 zu einem Massaker an einem der schottischen Clans. Die Gelegenheit zur Vereinigung der Königreiche rückte mit einem gescheiterten kolonialen Siedlungsunternehmen in Mittelamerika und dem dadurch drohenden Staatsbankrott in greifbare Nähe, denn Schottland suchte aus wirtschaftlichen Gründen die Nähe zu London. 1701 untersagte das englische Parlament Katholiken, ein Staatsamt zu bekleiden, und es verlangte einen protestantischen Thronfolger aus dem Haus Hannover. 1707 wurde England, das die Schulden übernahm, mit Schottland vereint; 1715, 1719 und 1745 kam es zu Jakobitenaufständen in Schottland. An strategisch wichtigen Punkten wurden englische Besatzungen in Festungen gelegt. Die am Aufstand Beteiligten flohen ins Ausland oder wurden hingerichtet.
Mit Öffnung des Zugangs zum britischen Weltmarkt kam es zu einer Phase wirtschaftlicher Prosperität und zur Schottischen Aufklärung. Eine der Grundlagen war die rücksichtslose Räumung vieler schottischer Gebiete, vor allem in den Highlands und auf den Inseln, um dort Schafe zu züchten, während die heimatlos Gewordenen auswandern mussten oder in die Städte des Südens strömten. Daraus entwickelte sich ein Proletariat, das die Grundlage der industriellen Revolution bildete, die aus dem Süden eine Industrieregion machte. Glasgow wuchs mit der Industrialisierung, während sich Edinburgh zum Kulturzentrum entwickelte. Der Niedergang der Fischerei und der Schwerindustrie setzte in den Nachkriegsjahren ein, das vor der Küste gewonnene Öl schuf neue Abhängigkeiten und Ungleichheiten. 1997 stimmten in einer Volksabstimmung vier Fünftel der Wahlberechtigten für den Autonomiestatus des Landes, 2014 fand eine Abstimmung über die Unabhängigkeit statt, bei der 55,3 % der Wähler die Unabhängigkeit Schottlands ablehnten.

## Urgeschichte

### Jäger und Sammler (ab etwa 10.000 v. Chr.)
Menschliche Spuren aus der Zeit vor der letzten Kaltzeit fanden sich in Schottland nicht, doch schon vor der jüngeren Dryaszeit, also vor etwa 10.730 v. Chr., tauchten solche Spuren im englischen Creswell Crags auf, die, folgt man genetischen Untersuchungen, auf Zuwanderung aus dem östlichen Balkangebiet im Mündungsbereich der Donau zurückgehen, und zwar über Friesland auf dem noch vorhandenen Landweg. Um 16.000 v. Chr. erreichte die Vereisung Britanniens, das zu dieser Zeit noch eine Halbinsel darstellte und über die heutige Nordsee erreichbar war, ihren Höhepunkt. Zu dieser Zeit dürfte Schottland noch für Menschen unzugänglich gewesen sein. Einige Zeit war Schottland um 11.500 v. Chr. eisfrei, allerdings dehnten sich die Gletscher um 10.500 v. Chr. erneut aus. Es reichte bis zum Loch Lomond im Süden und Glen Almond im Osten.
Die einzige altsteinzeitliche Fundstätte in Schottland ist Howburn, das bei Biggar in South Lanarkshire liegt. Das Lager für Steinwerkzeuge mit über 800 Artefakten wurde 2005 wohl beim Pflügen entdeckt. Eine genaue Altersbestimmung ist nicht möglich, doch lassen die Steinwerkzeuge eine ungefähre Datierung auf die Zeit um 12.000 bis 10.000 v. Chr. zu. Die Werkzeuge haben Ähnlichkeiten zu denen der späten Hamburger Kultur, aber auch zu skandinavischen Funden, was die aus genetischer Perspektive geäußerte Vermutung über eine nordwesteuropäische Zuwanderung bestätigen würde. In den Küstenregionen des Westens und Nordens erfolgte hingegen eine Zuwanderung aus dem Pyrenäengebiet Spaniens, von wo Jäger und Sammler der sich mit den Eismassen zurückziehenden Tundrenlandschaft und ihrem Beutespektrum folgten.
Um 9500 v. Chr. schmolzen die letzten Eismassen ab, wobei dieser Vorgang sich über weniger als ein Jahrhundert erstreckte. Die fast vegetationslose Landschaft, die das Eis zunächst hinterließ, wurde in einem langen Prozess von Moosen und Flechten, Gräsern, Büschen und Bäumen zurückgewonnen. Die ersten Bäume waren Birken, die um 7800 v. Chr. aus dem Süden zurückkehrten. Um 3000 bis 2000 v. Chr. dürfte selbst das im Atlantik gelegene, noch zu Schottland gehörende St. Kilda von Bäumen bewachsen gewesen sein. In vielen Gegenden waren die Wälder so dicht, dass Menschen nur an ihren Rändern leben konnten. Sie dürften sich über Flüsse und Seen, wohl auch entlang der Küste bewegt haben oder oberhalb der Baumgrenze, die bei etwa 600 bis 700 m gelegen haben dürfte.
Im Mesolithikum, der Mittelsteinzeit, die durch nacheiszeitliche Jäger- und Sammlerkulturen definiert ist, fanden sich die zweitältesten Spuren menschlicher Tätigkeit. Ähnlich bedeutend für das tägliche Überleben wie Jagdbeute waren Wurzeln und Beeren, aber auch Haselnüsse, von denen sich auf Colonsay, das zu den Inneren Hebriden zählt, ein Lager von 30.000 bis 40.000 Stück fand. Die frühesten Bewohner lebten in Höhlen und hölzernen Hütten, fellbespannte Gestelle boten Schutz vor Wind und Regen bei längeren Jagdexpeditionen. Die frühen Bewohner stellten steinerne Beile, Kratzer, Klingen und Messer her und verbanden sie mit Holz oder Geweih zu Kompositwerkzeugen. Mehr als zwanzig Fischarten und über dreißig Vogelarten ließen sich als Teil der mesolithischen Speisekarte belegen. Hinzu kamen Meeressäugetiere, Hirsche und Wildschweine.
Glenbattrick auf Jura konnte auf etwa 8030 v. Chr. datiert werden und galt damit bis 2008 als älteste Fundstätte. Bis 2009 galt das 2001 entdeckte Cramond bei Edinburgh, um 8500 v. Chr. ein temporäres Lager, als älteste Stätte. 2009 wurde mit Howburn die erste altsteinzeitliche Stätte entdeckt.
Die älteste nachweisbare Siedlung lag bei Kinloch auf Rùm. Sie bestand um 7700 bis 7500 v. Chr. Zwischen dem sechsten und vierten Jahrtausend v. Chr. lebten immer noch Fischer, Jäger und Sammler in Schottland, vor allem auf Inseln wie zum Beispiel Rùm, Oronsay oder in den Küstenregionen, an Flussläufen oder am Fuß schützender Berghänge. Eine Siedlung bei Inverness wurde um 6200 v. Chr. durch einen Tsunami zerstört, als ein Kontinentalhang im norwegischen Storegga abrutschte.
In Schottland existierte keine erreichbare Lagerstätte des glasartigen, vulkanischen Gesteins Obsidian, das für die Werkzeugproduktion von größter Bedeutung war, oder von „Feuerstein“. Daher wich man auf den gleichfalls geeigneten Pechstein aus, der allerdings nur auf der Insel Arran erreichbar war. Es ließen sich drei Verteilungszentren auf dem Festland nachweisen, in denen eine extreme Fundhäufung auf einer Fläche von vielleicht 10 km mal 10 km auftritt. Diese Zentren lagen um Biggar in South Lanarkshire, um Glen Luce in Dumfries und um Ballygalley im nordirischen Antrim. Im schottischen Argyll und Bute fand sich eine einzige, sehr große Lagerstätte. Wahrscheinlich hatten deren Bewohner und die Leute von Arran selbst als einzige freien Zugang zu dem seltenen, aber wertvollen Material, das von hier aus Eingang in ein weiträumiges Handels- und Tauschnetz fand.

### Neolithikum (ab 4500 v. Chr.)

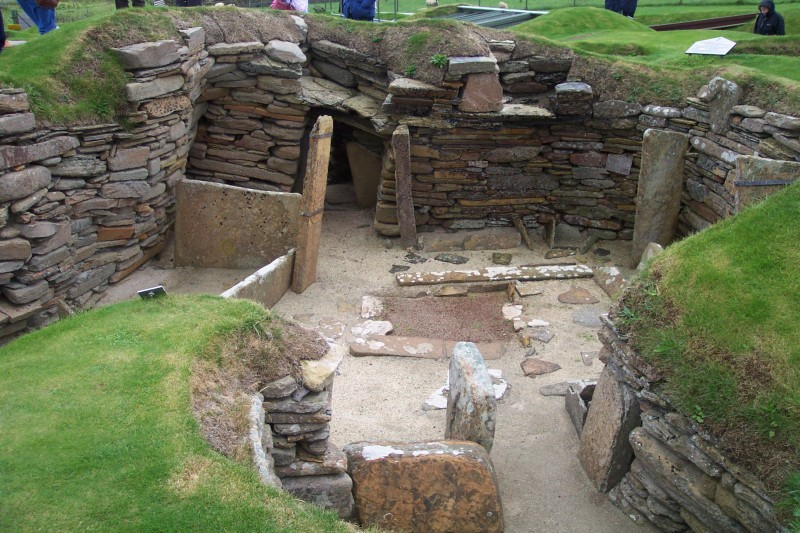
Neolithische Siedlung Skara Brae

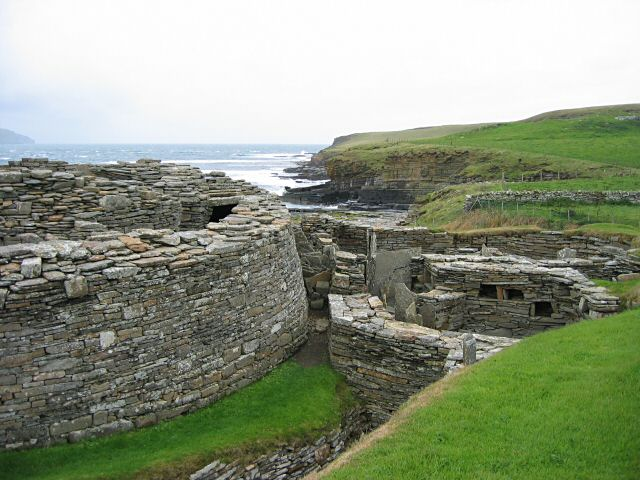
Midhowe Broch auf den Orkneyinseln

Das Neolithikum (Jungsteinzeit) brachte ab etwa 4500 v. Chr. den Übergang von Jagen und Sammeln zu Bodenbebauung und Viehhaltung, also den Übergang zur Produktion von Lebensmitteln. In Balbridie in Kincardineshire und Claish Farm in Stirlingshire wurden die Überreste von hölzernen Langhäusern des Frühneolithikums gefunden. Die Menschen lebten in Holzhäusern mit Lehmbewurf, hielten Rinder, Ziegen, Schweine, Schafe und Hunde. Im Sommer zogen sie zum Fischen an die Küste, an Wasserläufe oder Seen. Fischplätze aus der Zeit um 4000 v. Chr. fanden sich an der Argyll-Küste.
Die Menschen stellten Tonwaren her, die sie zum Kochen und zum Lagern von Lebensmitteln nutzten. Auf den Äußeren Hebriden und auf Orkney ist das früheste Neolithikum mit der Unstan Ware verbunden. Hier wurden auch Gebäude aus Stein (Barnhouse) erbaut, wie in der Zeit des Mittelneolithikums, die mit der so genannten Grooved Ware verbunden ist. Dreghorn in der Grafschaft Ayrshire könnte sich aufgrund von Grooved Ware aus der Zeit um 3500 v. Chr. als der älteste, durchgängig bewohnte Ort Großbritanniens erweisen.

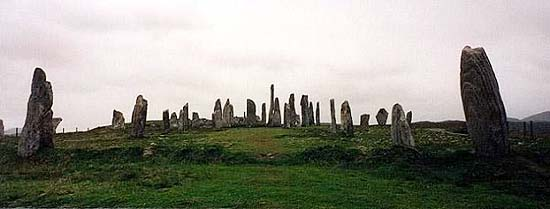
Steinkreis von Callanish, die größte Steinformation der Megalithkultur auf den Britischen Inseln, Isle of Lewis

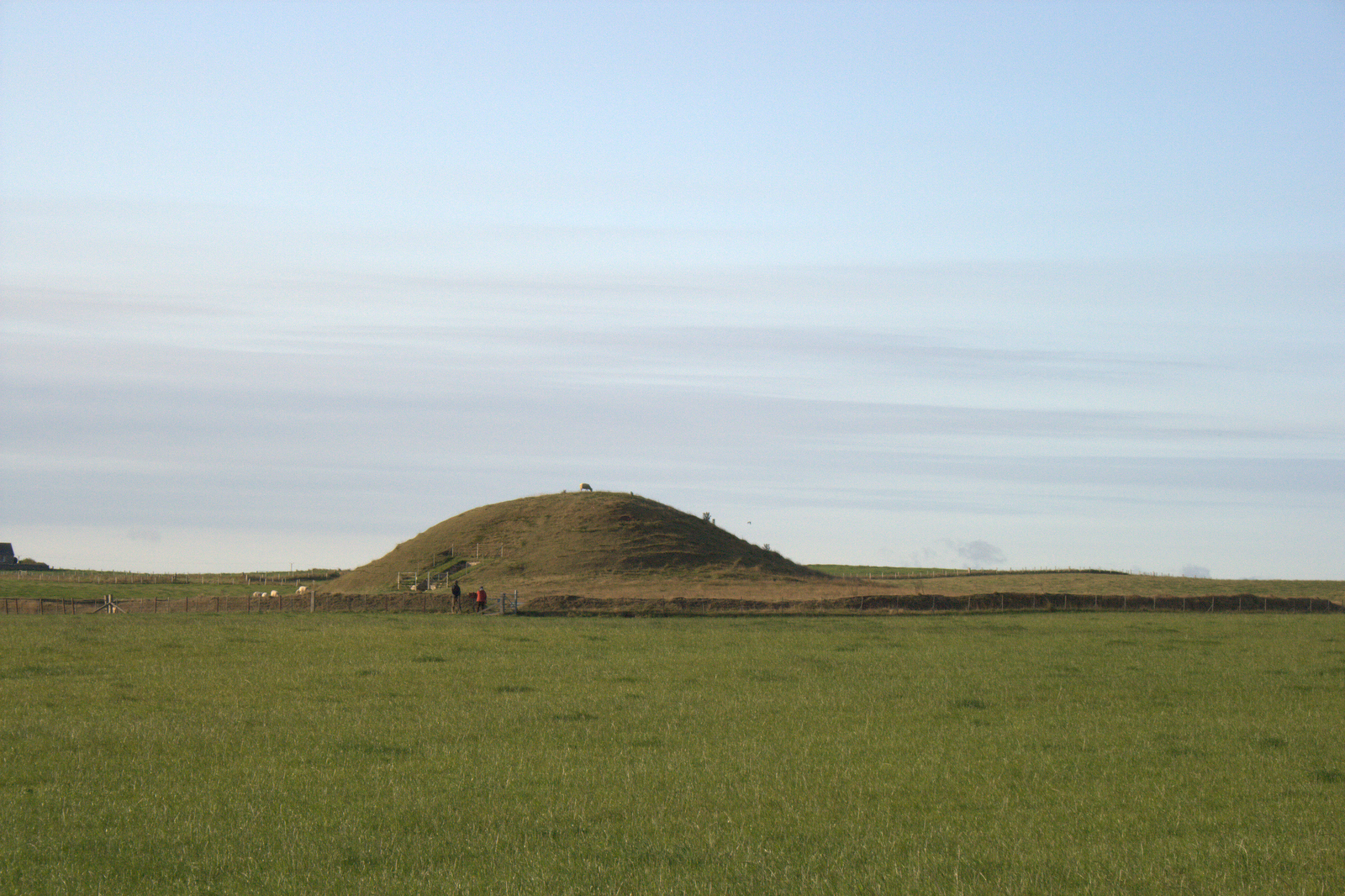
Maes Howe, Grabhügel auf Mainland, Orkney Islands

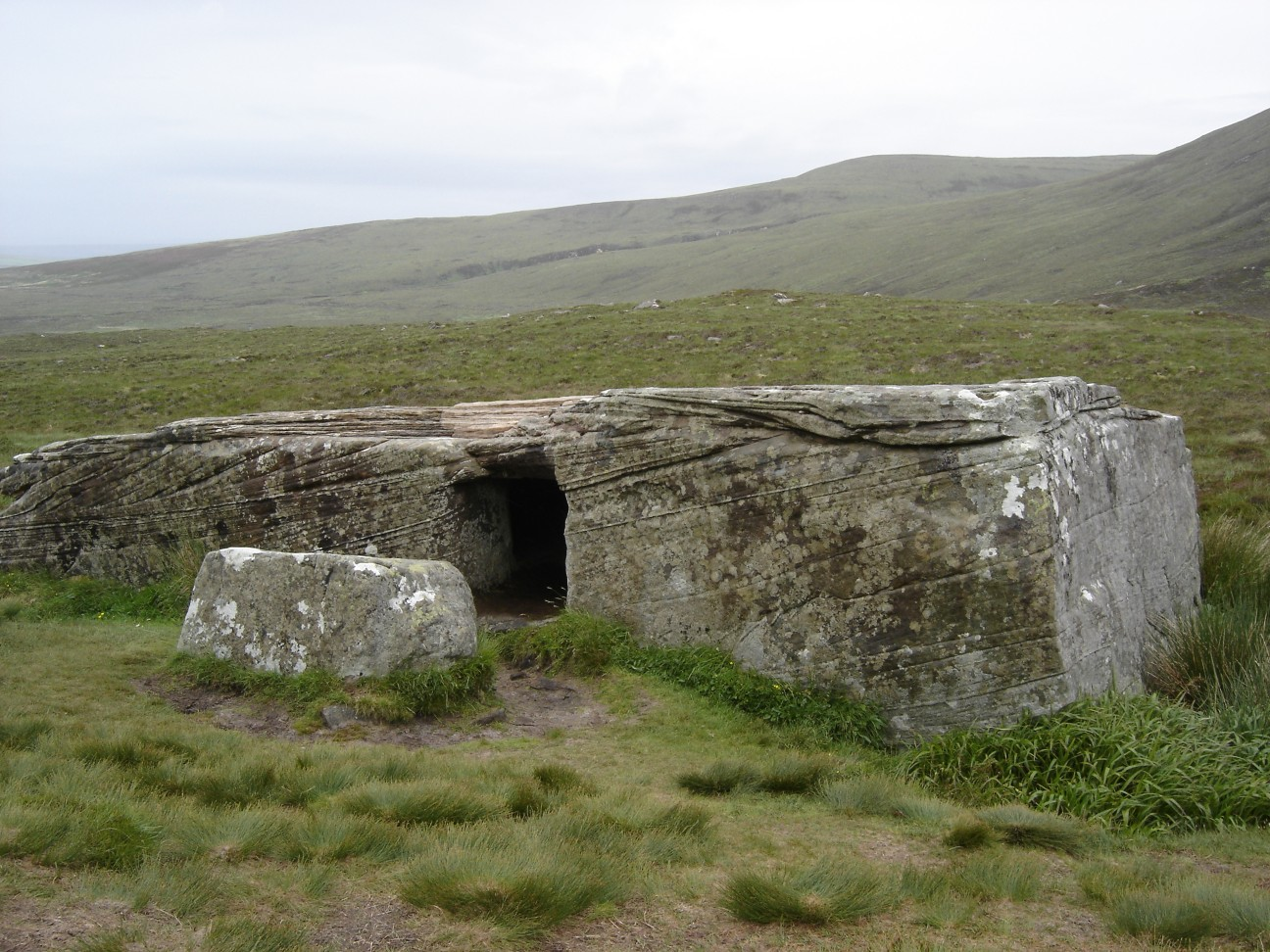
Dwarfie Stane (Dwarf's Stone) auf der Insel Hoy, Orkney Islands. Ein riesiger Monolith bildet den Eingang.

Ihre Toten setzten die Bewohner in Hügelgräbern, Steinkammern oder unterirdischen, aus Stein gemauerten Gräbern bei. Im Isbister Cairn auf South Ronaldsay, einer der Inseln der Orkneygruppe, fand man etwa 340 Tote, die zwischen 3200 und 2800 v. Chr. beigesetzt worden waren. Die durchschnittliche Größe der erwachsenen Männer lag bei 1,70 m, die der Frauen bei 1,63 m. Vielfach waren die Stirnen der Frauen von Tragebändern deformiert, da sie offenbar schwere Lasten getragen hatten. Viele der Bewohner hatten Verletzungen erlitten, so dass nur wenige über 50 Jahre alt wurden, davon keine einzige Frau. Auf Papa Westray, einer kleinen Insel der Orkneygruppe, fand man Überreste zweier Häuser, die dort zwischen 3600 und 3100 v. Chr. bewohnt und aus Stein errichtet worden waren, vermutlich weil es auf der Insel fast keine Bäume gab. Eine hierarchische Gliederung der Gesellschaft lässt sich hier nicht erkennen.
Die Siedlung Skara Brae wurde auf 3100 bis 2450 v. Chr. datiert. Ähnlich wie Rinyo auf Rousey, also den Orkneyinseln, wies der Ort Überreste eines Entwässerungssystems aus Birkenrinde auf. Vorratskisten für Fisch wurden in Kellern entdeckt. Geheizt wurde offenbar mit Torf, es fanden sich Bettkästen, Regale und einfache Schränke. Die Dächer wurden wohl von Treibholz oder Tierknochen getragen, die Häuser waren in den Boden vertieft. Reste von Sumpf-Schwertlilien deuten auf erste Medizinalien hin, ebenso wie Bauchpilze. Erstere könnten bei Verdauungsproblemen hilfreich gewesen sein, letztere wurden bis ins 19. Jahrhundert bei blutenden Wunden eingesetzt.
Rätsel geben nach wie vor die Steinkreise oder Henges aus Megalithen auf, wie der Ring von Brodgar mit einem Durchmesser von 104 m oder die Stones of Stenness (beide auf Orkney, wo sie zusammen mit Skara Brae als The Heart of Neolithic Orkney seit 1999 zum Weltkulturerbe zählen) oder die Steinformationen von Callanish auf der Isle of Lewis. Dort umstehen 13 aufgerichtete Großsteine einen mittleren Stein, der fast 5 m hoch ist. Bis zu 80 m lange Steinreihen bilden ein riesiges Kreuz. Im inneren Kreis befindet sich ein Grab. Diese Stätten, zwischen 3000 und etwa 2500 v. Chr. errichtet, werden häufig als Kalender interpretiert. So ergibt am Ring von Callanish die Mondumlaufphase alle 18,6 Jahre eine mögliche astronomische Konstellation. Von der dortigen Prozessionsstraße aus gesehen, erweckt der Mond über den umliegenden Hügeln den Eindruck, als ginge er in dem Steinkreis unter.

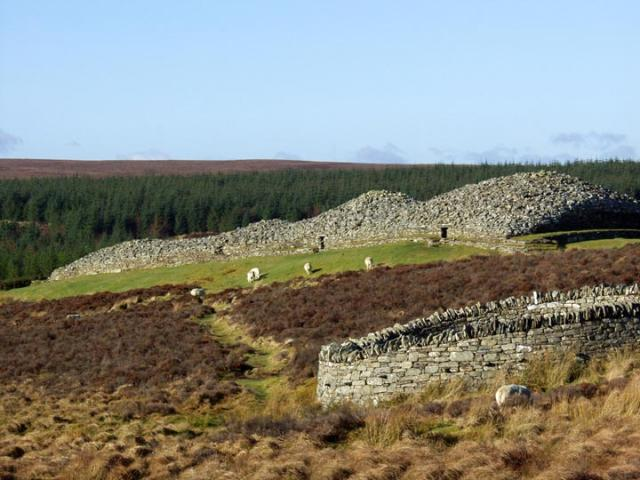
Die „Gray Cairns of Camster“ im Nordosten Schottlands, unweit von Wick

Ab etwa 3000 v. Chr. entstanden die Großsteingräber, Cairns genannt, vermutlich Kollektivbestattungsorte für die Führungsschicht einer ganzen Siedlung oder Siedlungskammer. Die Grabkammern wurden mit Hügeln aus Erde oder Steinen bedeckt. Beispiele dieser Gräber sind Maes Howe Cairn auf Orkney, die „Gray Cairns of Camster“ südwestlich von Wick in der Region Caithness und die Clava Cairns bei Culloden in der Nähe von Inverness.
Die größte zeremonielle neolithische Stätte der Britischen Inseln ist der Ness of Brodgar auf der Hauptinsel der Orkneys, auf Mainland. Die seit 3200 v. Chr. errichtete Stätte wurde um 2600 v. Chr. stark ausgebaut, und es entstand ein tempelartiges Gebäude. Dieses als Structure 10 bezeichnete Bauwerk ist 25 m lang und 20 m breit und war Teil einer erheblich größeren, ummauerten Anlage. Es fand sich ausschließlich neolithische Keramik, jedoch keinerlei bronzezeitliche. Unter großen Feierlichkeiten – es fanden sich Überreste von etwa 600 Rindern, die offenbar der Bewirtung von Tausenden Besuchern gedient hatten, sowie ein einzelner Hirsch – wurde die Anlage um 2300 v. Chr. aufgegeben.

### Bronze- und Eisenzeit

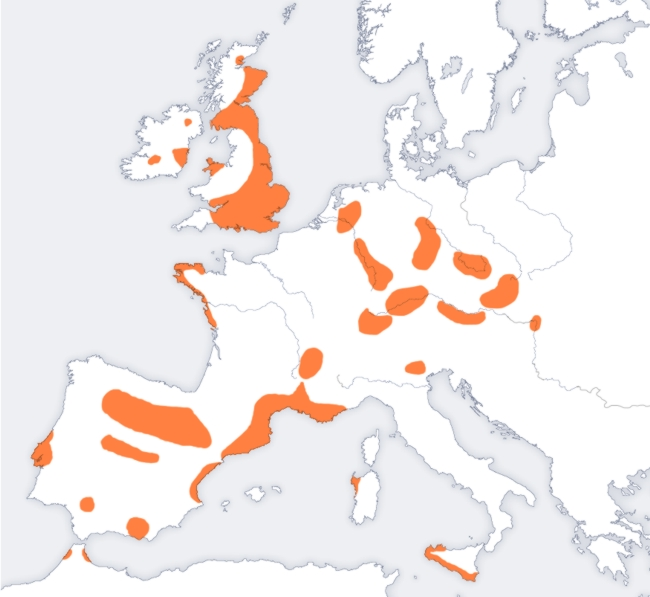
Verbreitung der Glockenbecherkultur, 2900 bis 2200, in Großbritannien bis 1800 v. Chr.

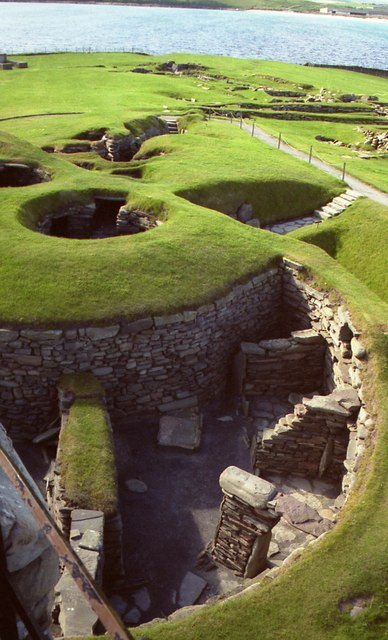
Prähistorische Stätten Jarlshof auf den Shetlandinseln

Verbunden mit der in ganz Westeuropa verbreiteten Glockenbecherkeramik, kamen ab 2500 v. Chr. neuartige Techniken, insbesondere die Kupfer- und Bronzebearbeitung, landwirtschaftliche Methoden und soziale Strukturen, nach Schottland. Gerste und Emmer waren weiterhin das Grundnahrungsmittel, die von Lesesteinmauern umgrenzten Äcker wurden mit Ards, von Ochsen gezogenen einfachen Holzpflügen, bearbeitet.
In der Bronzezeit entstanden in der Border- und Grampianregion, die sich von den Highlands etwas unterscheidet, die liegenden Steinkreise (Recumbent Stone Circles, z. B. Loanhead of Daviot, in Aberdeenshire) und gegen Ende der Bronzezeit die Hillforts. Der regelmäßige Fernhandel über die Flussläufe lässt sich durch für den Handel von sperrigen Gütern gebaute Boote belegen, wie etwa den um 1000 v. Chr. entstandenen Carpow-Einbaum oder den um 1400 v. Chr. entstandenen Einbaum, der im Trent entdeckt wurde. Die Dörfer wurden ab etwa 600 v. Chr. befestigt. Diese Anzeichen von Unsicherheit und Bedrohung gehen möglicherweise auf den Zuzug von Kelten zurück, die nach historischen Quellen zwischen 700 und 500 v. Chr. einwanderten. Die vielleicht ab etwa 2000 v. Chr. als Handelssprache entstandene keltische Sprachgruppe umfasste eine Vielzahl von Völkern in ganz Europa und Vorderasien.
In der Bronzezeit und in der darauf folgenden Eisenzeit (etwa 400 v. Chr.–200 n. Chr.) spielten die Fertigkeiten in der Metallverarbeitung eine wichtige Rolle. Sie veränderten die Formen des Schmucks, des Hausrats und der Waffen. Letztere wurden nicht mehr nur für die Jagd benutzt, sondern auch im Kampf. Vor allem aber erlaubten die eisernen Werkzeuge eine leichtere Abholzung und Gewinnung von Boden für den Getreideanbau. Hingegen nutzten die Kelten nur wenig die Möglichkeiten der Schrift, so dass sich bei ihnen Wissen nur über die mündliche Überlieferung auf die folgenden Generationen übertragen ließ. Ende des 2. Jahrhunderts legten die Kelten im Süden Englands Münzen auf, jedoch blieb es in Schottland beim Tauschhandel.

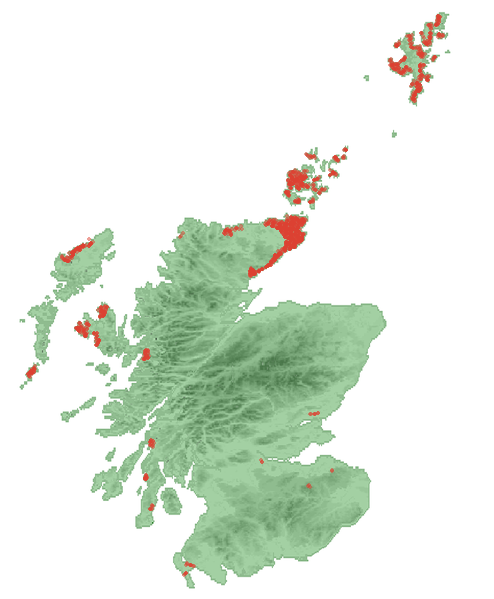
Verbreitungsgebiet der Brochs in Schottland

Überreste von mehr als 500 Turmbauten in Form von Brochs belegen einen starken irischen Einfluss im nordwestlichen und nordöstlichen Schottland. Um 200 v. Chr. bis 150 n. Chr. wurden die erst später Broch genannten Türme erbaut. Anlagen in exponierter Höhenlage, so genannte Hillforts, demonstrierten in der Borderregion (Dunnideer) durch ihre gewaltigen Ausmaße die Bereitschaft der Bevölkerung, auch nach der oft nur regionalen Christianisierung ihre alten Kultplätze zu bewahren. Es entstanden Piktensteine, aber zunehmend auch Cross Slabs genannte Kreuzsteine, die etwas anders als Keltenkreuze aussehen und neben dem Kreuz vorchristliche Motive im Tier- und Knotenstil zeigen. In Ortsnamen sind diese Brochs, die die alte gälische Bezeichnung Dun oder Carn im Namen führen, heute noch neben den Überresten präsent. Bestes Beispiel ist der Name Edinburgh, der sich aus der alten keltischen Bezeichnung ‚Dun Eidyn‘ entwickelt haben soll.

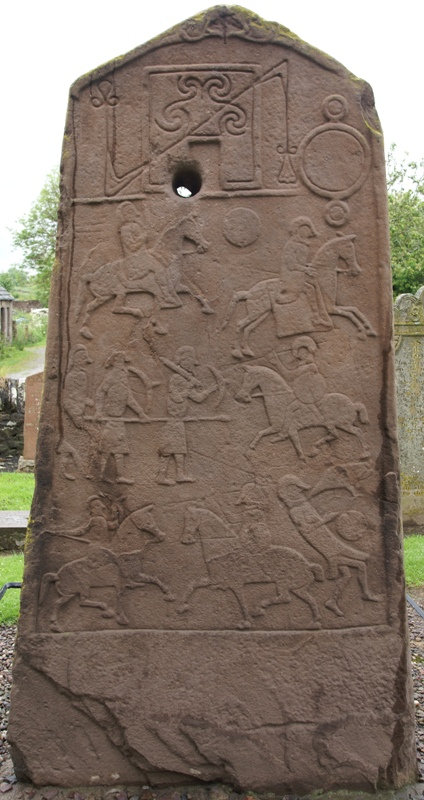
Cross Slab in Aberlemno, Angus, auf dem eine Schlacht dargestellt ist

1996 wurde einer der wenigen Hinweise auf Schmelzöfen für Eisen bei Inverness entdeckt. Die Kohlereste konnten auf die Zeit zwischen 180 v. Chr. und 70 n. Chr. datiert werden. In der Nachbarschaft ließ sich die Herstellung von Bronzeschwertern belegen sowie die Bearbeitung von Kupferlegierungen. Folgt man Cassius Dio (150–235), so aßen die Kelten im Norden und in der Mitte Schottlands trotz des reichhaltigen Angebots keinerlei Fisch, sondern zogen Fleisch vor.
Handelskontakte zwischen irischen und schottischen Kelten bestanden spätestens um 250 v. Chr., wie etwa ein Trinkhorn, verziert im irischen Stil, belegt. Um 150 v. Chr. gelangten, nachdem über lange Zeit keltische Gruppen wohl nur eingesickert waren, belgische Kelten in den Südosten Englands und breiteten sich bis zum Humber aus. Tacitus hielt die Caledonii für Abkömmlinge von Germanen, sie hatten demnach blaue Augen und rote Haare. Sie färbten sich für den Kampf mit Waid blau, wie Caesar im Gallischen Krieg (V, 14) berichtete, um mit ihrem Aussehen Schrecken zu verbreiten. Frauen griffen ebenfalls in die Kämpfe ein, wie sie insgesamt deutlich besser gestellt waren als die nichtkeltischen Frauen. Sie übten Berufe aus, konnten Königin werden, hatten gleichberechtigten Zugriff auf das gemeinsame Ehevermögen, waren erbberechtigt, durften nicht gegen ihren Willen verheiratet werden und suchten sich ihre Ehemänner wohl selbst aus. Cassius Dio berichtet, die Brüder oder auch Väter und Söhne der schottischen Caledonii und Maeatae würden sich ihre Frauen teilen und dass diese die Kinder gemeinsam aufziehen. Zur Führungsgruppe zählten neben den Landbesitzern und Kriegern Druiden, die ihre Kunst zwanzig Jahre lang erlernten, Seher, die sich ihre Fertigkeiten über zwölf Jahre aneigneten, und Barden. Unbekannt ist, ob es auch weibliche Druiden gab, sicher gab es aber unter den Sehern und Königen Frauen. Die Gesellschaft war insgesamt stärker geschichtet. Das Ansehen der Bauern hing von der Größe ihrer Herden ab, hinzu kamen Handwerker, die oftmals gleichfalls in hohem Ansehen standen. Weniger bedeutende Handwerker oder Kleinbauern, auch wenn sie Freie waren, wurden in politischen Angelegenheiten nicht gefragt, noch weniger die Sklaven. Letztere waren meist Kriegsgefangene, Schuldner oder waren von Sklavenhändlern herbeigebracht worden.
Der Erste, der aus eigener Anschauung das heutige Schottland kannte und in schriftlicher Form darüber berichtete, war Pytheas von Massalia (heute: Marseille), der um 325 v. Chr. Nordeuropa bereiste. Die Reise ist, außer bei Strabo und Plinius, bei Diodor überliefert, wobei hier die Bezeichnung Orkas bzw. Orca für die Hauptinsel der Orkneys auftaucht. Die antiken Autoren liefern jedoch nur Zitate aus dem verlorengegangenen Werk des Pytheas.

## Die Römer im Süden Schottlands, Eroberungsversuche (1. bis 4. Jahrhundert)

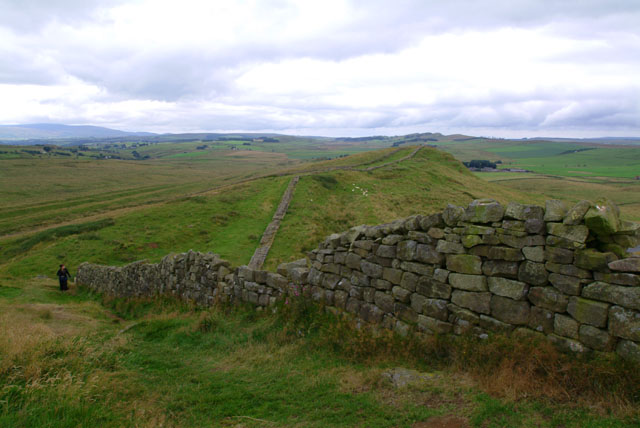
Der 120 km lange Hadrianswall war die Grenze zwischen Schottland und dem Römischen Reich

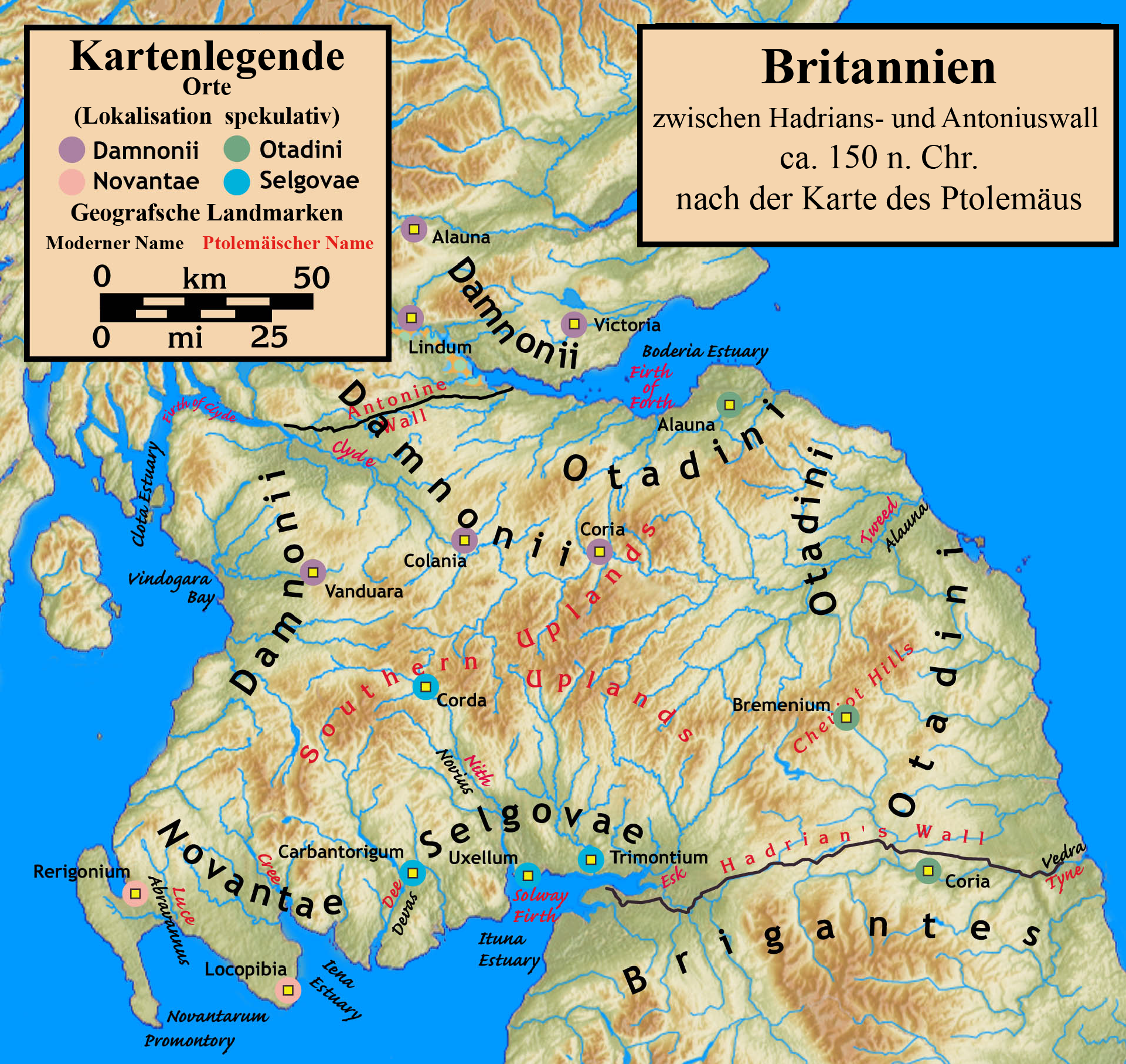
Das römische Gebiet zwischen Hadrians- und Antoninuswall

Julius Caesar unternahm während seiner Eroberung Galliens im August 55 v. Chr. als erster römischer Feldherr eine Expedition auf die Britischen Inseln, da er vermutete, dass die Gallier, die sich selbst Celtae nannten, wie er konstatierte, von britischen Celtae unterstützt wurden. Er kehrte im Juli des folgenden Jahres zurück, doch verbündeten sich die Kelten diesmal unter Cassivellaunus. Dieser hatte jedoch den Vater des Mandubracius getötet, der einige Stämme auf die römische Seite zog. Der folgende Sieg Caesars kam gerade zur rechten Zeit, denn er musste noch im September eilig nach Gallien zurückkehren. Obwohl er letztlich scheiterte, begann im 1. Jahrhundert die Romanisierung der Briten. Zu Ende des Jahrhunderts prägten die Häuptlinge im Süden bereits ihre Münzen nach römischem Vorbild.
Im Jahre 43 n. Chr. eroberten die Römer unter Kaiser Claudius den südlichen Teil Britanniens; es entstand die römische Provinz Britannia. Wie so oft wollten sie einen der lokalen Machthaber, in diesem Falle den vertriebenen Verica, der nach Rom gekommen war, unterstützen. Vier Legionen, davon drei vom Rhein, dazu Hilfstruppen, insgesamt 40.000 Mann und 15.000 Tiere, setzten im Frühsommer über den Kanal. Der Befehlshaber Aulus Plautius zog auf die bedeutendste Stadt Camulodunum. Der Kaiser selbst wurde verabredungsgemäß um Hilfe gebeten, und in den 16 Tagen seiner Anwesenheit konnte die Stadt erobert werden. Er und sein zwei Jahre alter Sohn Tiberius (41–55) erhielten den Titel Britannicus. Möglicherweise löste dieser Feldzug eine Fluchtwelle aus, die sicher bis nach Wales reichte, vielleicht auch bis auf die Orkneyinseln. Möglicherweise baten die dorthin Geflohenen um römischen Schutz vor ihren Nachbarn. Diese Annahme bestätigt ein archäologischer Fund, denn eine einzelne römische Amphore, die auf den Inseln entdeckt wurde und die in dieser Art nur vor 60 n. Chr. hergestellt wurde, ist das einzige Exemplar dieser Art nördlich von Esses. Cartimandua führte eine Stammeskoalition, die zeitweise eine Art Pufferzone zwischen dem römischen und dem keltischen Britannien bildete. Die Geschichte Britanniens ist von einer kontinuierlichen Expansion römischen Einflusses gekennzeichnet. Er dehnte sich vom Süden ausgehend nach Wales aus, aber auch nach Schottland, das die Römer Caledonia nannten. Sie betrachteten das spätere England und Schottland beinahe als zwei Inseln, die durch eine Landbrücke verbunden waren. Auch auf der Hereford-Karte aus dem 13. Jahrhundert sind England und Schottland noch als getrennte Inseln dargestellt.

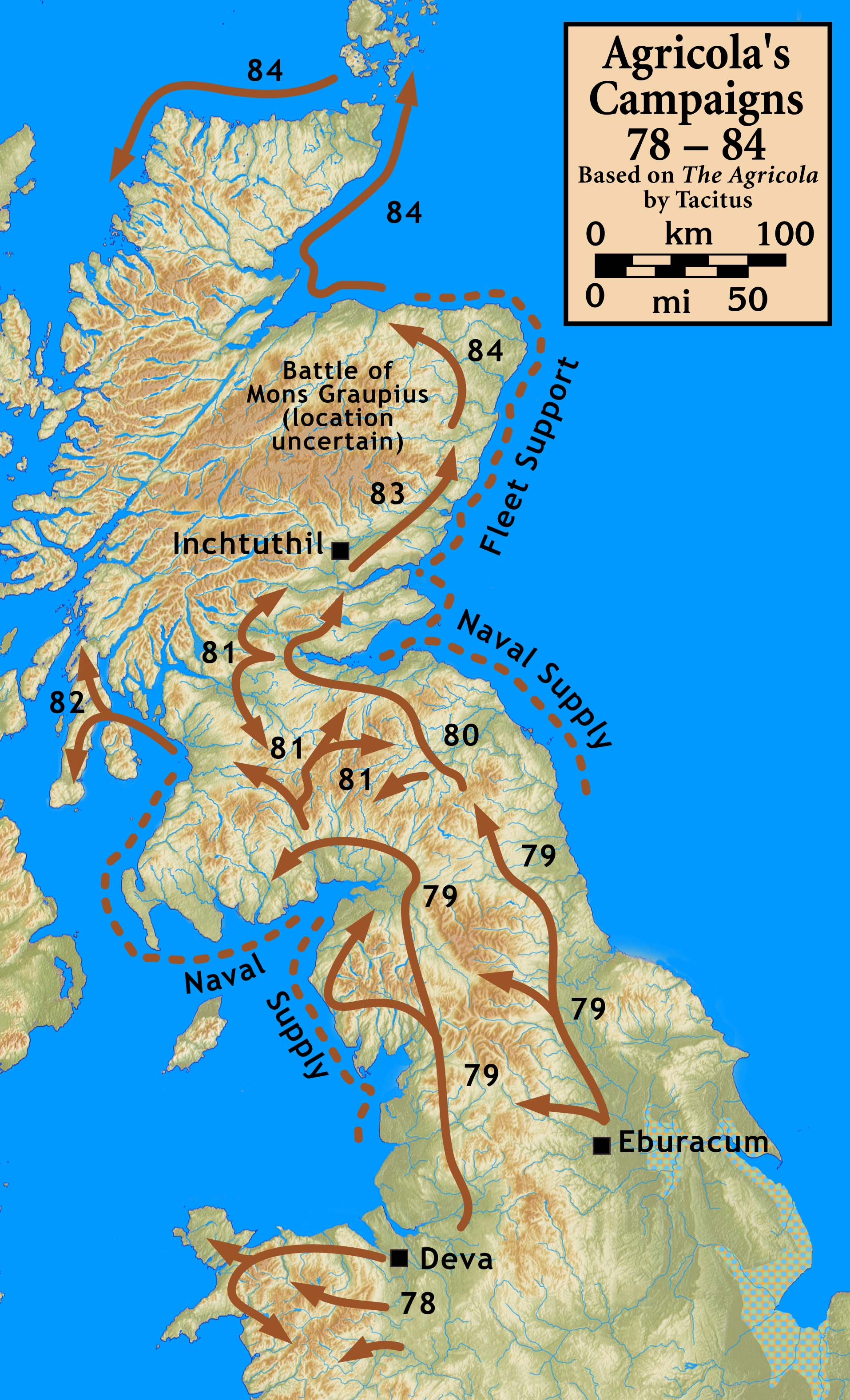
Die Feldzüge der Römer in den Jahren 78 bis 84 Richtung Wales, Nordengland und Schottland

Ab 80 gelang dem römischen Statthalter Britannias Gnaeus Iulius Agricola ein Vorstoß bis ins heutige östliche und nördliche Schottland, wobei er keltische Truppen gegen die Kaledonier einsetzte. Entlang seiner Eroberungsroute baute Agricola eine Reihe von Lagern und Stützpunkten, von denen eine Reihe von Grundrissen zeugt. 84 schlug Agricola in der Schlacht am Mons Graupius, einem nicht genau lokalisierbaren Ort, die erstmals vereinten Stämme der Kaledonier vernichtend. Nach den Beschreibungen des Claudius Ptolemäus liegt das Schlachtfeld an der Nordostküste Schottlands. Die Kaledonier zogen mit Streitwagen in die Schlacht; 2003 fand man einen von ihnen in Ost-Yorkshire, einem Gebiet, das die Parisier bewohnten. Der Wagen wurde auf die Zeit zwischen 500 und 400 v. Chr. datiert und hatte Räder von einem Meter Durchmesser. Da diese Art von Kampftechnik auf dem Kontinent längst aufgegeben und vergessen worden war, sorgte sie für Verwirrung, als sie den Truppen Caesars erstmals begegnete (Bellum Gallicum, IV, 33). Zudem enthaupteten die Pikten ihre Feinde, wie ein Fund von Skeletten in der Sculptor’s Cave am Moray Firth belegt, eine Stätte, die bis um 600 in Gebrauch war. Die Enthaupteten konnten auf die Zeit zwischen 231 und 395 datiert werden. Agricola ließ schon während seiner Feldzüge Kastelle, vor allem im Land der Selgovae, und Straßen bauen, um das eroberte Gebiet zu sichern. Keine militärische Sicherung erfolgte jedoch im Gebiet der Novantae, Damnonii und Votadini, mit denen Rom anscheinend nicht im Krieg lag. Doch nachdem Agricola im Jahr 84 vom Kaiser abberufen worden war, wurden die Bauarbeiten am Lager Pinnata Castra (Inchtuthil) aufgegeben, ebenso wie die Befestigungsanlagen entlang der Gask Ridge in Perthshire, der Grenzlinie zu den Highlands. Rom genügte offenbar eine formelle Unterwerfung.
Kaiser Hadrian wollte nach seinem Besuch auf der Insel ein Bollwerk errichten lassen. So ließ er ab 122 den mit Wachtürmen, Kastellen und Forts verstärkten Hadrianswall auf der Tyne-Solway-Linie (dicht an der heutigen englisch-schottischen Grenze) errichten. 138, nur wenige Monate nach Hadrians Tod, sandte sein Adoptivsohn und Nachfolger Antoninus Pius seinen neuen Gouverneur Quintus Lollius Urbicus aus, um das südliche Schottland wieder zu besetzen und 160 km weiter nördlich einen neuen Grenzwall an der engsten Stelle der Provinz, dem Isthmus zwischen Firth of Forth und Firth of Clyde, zu bauen. Es entstand ein Erdwall mit Wachtürmen und Forts und die nördlichste Verteidigungsanlage des Imperiums. Von diesem Antoninuswall sind noch zahlreiche Spuren zum Beispiel in Falkirk zu sehen. Viele der von den Römern vormals gebauten und bei ihrem Abzug geschleiften Forts und Straßen wurden wiederhergestellt. Um 142 war der Süden des heutigen Schottland wieder römisch. Der neue Befestigungswall erfüllte bis 183 seine Aufgabe, musste dann jedoch aufgegeben werden. Um 197 wurde er nochmals in Besitz genommen. Doch bereits seit 142 kam es trotz der Schutzwälle immer wieder zu Übergriffen auf römisches Territorium. Die Angreifer waren keinesfalls Angehörige eines einzelnen Stammes, wurden von den Römern aber mit dem Sammelbegriff Pikten belegt.
Einige Jahrzehnte lang zogen sich die römischen Legionäre hinter den Hadrianswall zurück, kamen aber 209 unter Kaiser Septimius Severus zu einem dritten Vorstoß wieder weiter nach Norden. 209 behauptete der Kaiser, von den Maeatae provoziert worden zu sein, und schickte zahlreiche Legionäre und Hilfstruppen nordwärts. Erst massive Verluste, Cassius Dio spricht von 50.000 Mann, zwangen die Römer, von dem Vorhaben abzulassen. Während der Vorbereitungen zu einem zweiten Feldzug starb Kaiser Septimius Severus 211 in Eboracum (York), sein Sohn Caracalla gab die Eroberungspläne 212 auf. Mit welcher Verachtung die Römer die Menschen jenseits des Hadrianswalls betrachteten, die sie mit mehreren brutalen Kriegen überzogen hatten, zeigen die Vindolanda-Tafeln, in denen die Pikten als „Brittunculi“ bezeichnet wurden. Auf diesen Holztafeln des 1. und 2. Jahrhunderts aus dem nordbritannischen Kastell Vindolanda erfahren wir erstmals von Vorgängen und Haltungen wie insgesamt von der Kultur des Grenzraums.
367 bis 370 erfolgten erste massive Angriffe von Pikten über den Hadrianswall auf die römischen Garnisonen. General Fullofaudes fiel in Gefangenschaft, während Franken oder Sachsen die römischen Provinzen weiter im Süden angriffen. Gleichzeitig mit dem Niedergang des Römischen Reichs begann sich 383 die 212 geteilte Provinz Britannia aufzulösen. Die Truppenstärke in Britannia wurde bald drastisch reduziert, was von den Pikten aus Schottland, den Skoten aus Irland und keltischen Stämmen aus dem westlichen Britannien zu Raubzügen genutzt wurde. Als Magnus Maximus, im Jahr 383 von seinen Soldaten zum Kaiser erhoben, nach Gallien übersetzte, wurde die Provinz weiter geschwächt; als er 384 ohne Erfolg zurückkehrte, musste er Pikten und Skoten abwehren. Um 400 zog der britische Usurpator Konstantin III. die römische Feldarmee aus Britannien ab, um die Rheingrenze zu sichern. Um diese Zeit setzte mit dem hl. Ninian die christliche Missionierung ein. Er soll um 397 als Bischof in Whithorn residiert haben.

## Christianisierung (ab etwa 400)

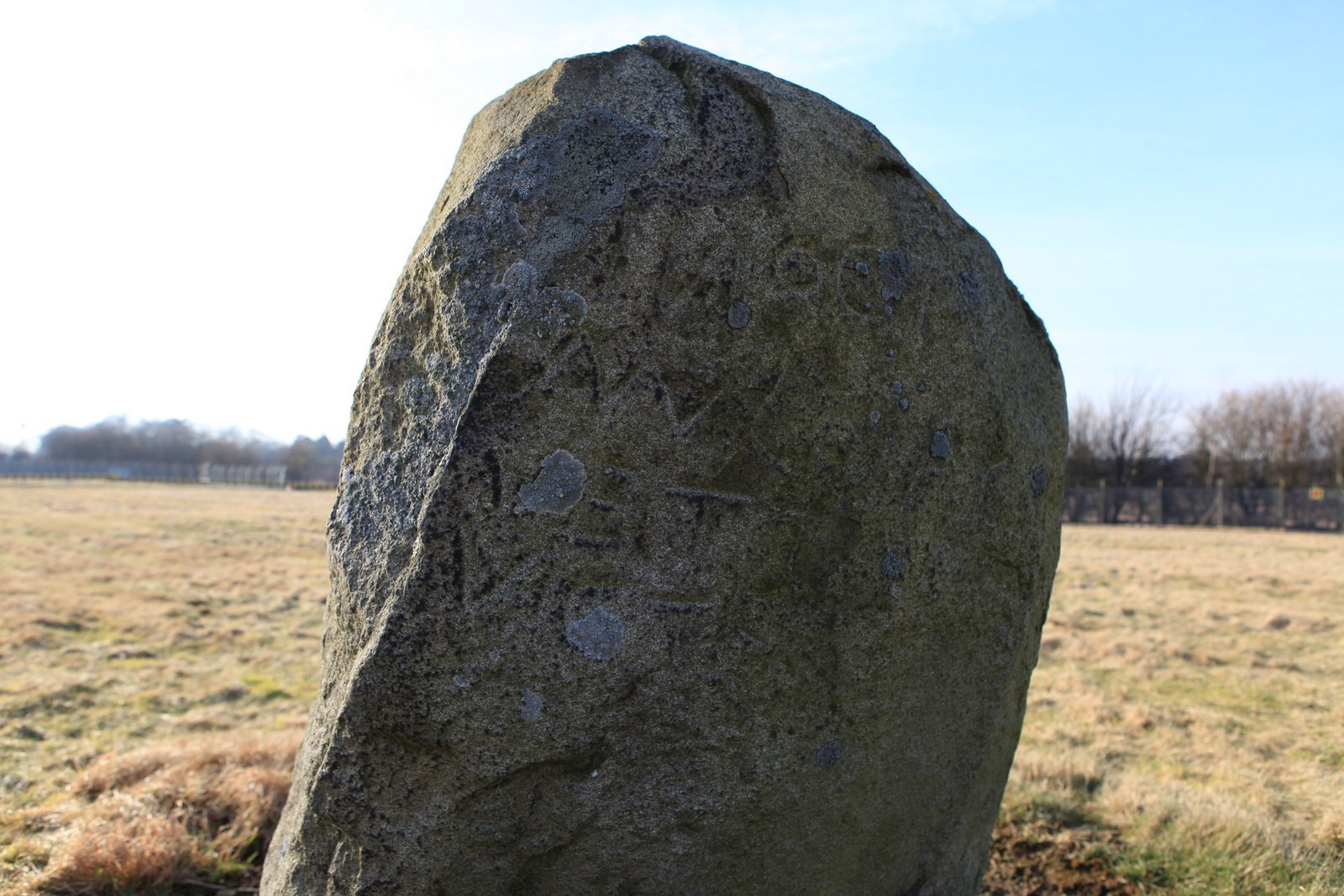
Der Cat Stane ist mit seiner lateinischen Inschrift eines der ältesten christlichen Zeugnisse in Schottland. Er befindet sich auf dem Gelände des Flughafens von Edinburgh und ist nicht öffentlich zugänglich.

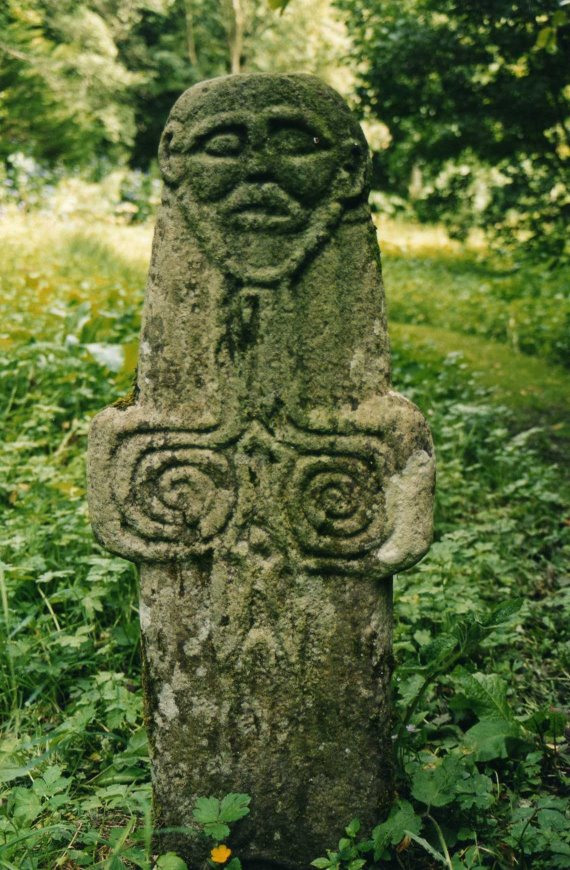
Riasg Buidhe Cross, ein Kreuz aus dem 8. Jahrhundert

Fast gleichzeitig mit der Auflösung der römischen Macht setzte die Christianisierung Schottlands ein, während sie südlich des Hadrianswalls sicherlich sehr viel früher begann. Diese Religion war schon durch christliche Römer in die Provinz gebracht worden und sickerte daher in das tägliche Leben der Briten, Gaelen und südlichen Pikten ein. An den südlichen Küsten des heutigen Schottland bekehrten zunächst wohl irische Mönche die Kelten.
Whithorn am Solway Firth wurde der Legende nach 397 unter St. Ninian – durch Abschreibfehler ist wahrscheinlich dieser Name aus Uinniau entstanden – zum Zentrum der Mission in Schottland. Doch den entscheidenden Impuls gab ein anderer Missionar. Der Anfang des 5. Jahrhunderts aus der Region des heutigen Glasgow nach Irland entführte Patrick konnte fliehen. Er kam in Frankreich zum Christentum, wurde zum Bischof erhoben und im Jahre 432 von Papst Coelestin I. auf Grund seiner Sprachkenntnisse nach Irland gesandt. Dort missionierte er und legte die Basis für eine christlich geprägte Kultur, die vielfach als keltische Kirche bezeichnet wird. Dieser iroschottischen Mission ist auch der heilige Columban zuzurechnen, der von Iona seine Missionare ausschickte. 563 landete der aus einem irischen Königshaus stammende Mönch mit einer kleinen Schar Mönche auf der Hebrideninsel Iona. Er kam zu seinen gälischen christlichen Landsleuten in Dalriada, und wahrscheinlich christianisierte er von dort aus auch Teile von Westschottland. Um mit den Pikten Kontakt aufnehmen zu können, brauchte er allerdings einen Dolmetscher, wie Adomnan von Iona in seiner Biographie des heiligen Columban schreibt. Der Einfluss Ionas weitete sich zudem nach Süden und über die Grenzen aus. Zu Patricks Zeit lassen sich nur Gemeinden in Galloway, Clydesdale, Lothian und Fife nachweisen.
Aidan von Lindisfarne wurde einer von Columbans Nachfolgern. Von Iona kommend, gründete er mit Hilfe des northumbrischen Königs Oswald das Kloster Lindisfarne auf einer vor der Ostküste Englands gelegenen Insel (Holy Island bei Newcastle). Lindisfarne wurde die Urzelle mehrerer späterer Klöster wie Hartlepool und Whitby im Nordosten Englands, wo Hilda von Whitby Äbtissin war. Lindisfarne und Hartlepool beeinflussten auch Bonifatius.

## Vier Königreiche, vier Ethnien: Piktenreich, Dál Riata, Strathclyde, Bernicia

Die Britischen Inseln um 802

Zu der Zeit, als die Pikten 297 zum ersten Mal unter diesem Namen auftauchten, bewohnten sie das Land nördlich vom heutigen Stirling und Aberfoyle. Einige der Stammesnamen sind von Claudius Ptolemäus, dem alexandrinischen Geographen und Schwiegersohn Agricolas, überliefert worden, darunter Caledonii, Maeatae und Verturiones. Die römischen Legionen belegten aber – für die Nachwelt nicht sehr aufschlussreich – der Einfachheit halber alle ihre nördlichen Feinde mit dem gleichen Namen, nämlich dem des mächtigsten keltischen Stamms im 1. Jahrhundert n. Chr. – den Kaledoniern. Deren Gebiet lag um den Berg Schiehallion im Zentrum des heutigen Schottland und um ihren Stützpunkt Dunkeld herum. Eumenius setzte 297 Caledonii und Picti gleich, ebenso Ammianus Marcellinus. Mitte des 6. Jahrhunderts unterschied man zwei Gruppen, von denen die nördliche zwischen den Grampian-Bergen und den Shetlandinseln, die südliche zwischen Loch Fyne und Aberdeenshire siedelte.
Nach 500 kamen Kelten (Scoti) aus dem irischen Ulster. Diese gälischsprachigen Iren siedelten sich im heutigen Argyll im Westen an, das sie eroberten, ohne ihre Herkunftsgebiete aufzugeben. Sie gründeten dort im 6. Jahrhundert das Königreich Dalriada (Dál Riata). Unter König Aidan Mac Gabhráin (etwa 574 bis 608) kam es zu Raubzügen nach Man und zu den Orkneys (um 580), doch unterlag er 603 bei Daegsastan, dessen Lage nicht bekannt ist, gegen die Angelsachsen. Die Pikten besiegte er zunächst um 590 bei Leithri, unterlag aber 598 bei Circin. Im Westen Schottlands spielten dabei Schiffe vom Typ Birlinn oder Birling, auch West Highland Galley genannt, eine wichtige Rolle, ein Langschiff, das sowohl gerudert als auch gesegelt wurde.
Im Frühmittelalter existierten in Schottland vier kleine Reiche: das piktische Reich im Norden und Osten, das gälische Reich Dál Riata im Westen, die anglischen Northumbrier von Bernicia im Südosten (der Legende nach ist der Angelnkönig Edwin der Namensgeber von Edinburgh) und das von romanisierten Briten getragene Strathclyde im Südwesten. Die Führungsgruppen dieser Reiche waren durch dynastische und politische Verbindungen bald vielfach miteinander verbunden.

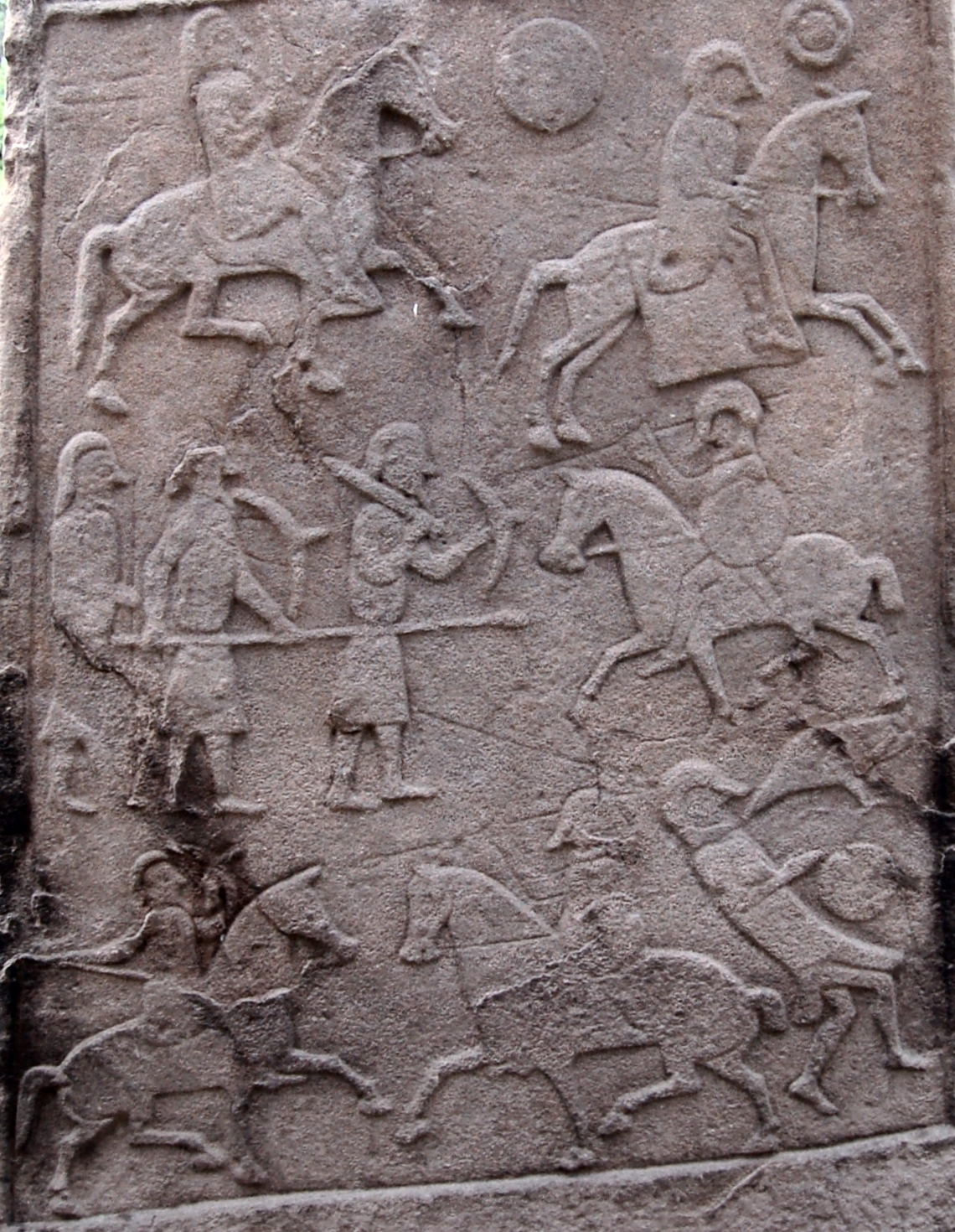
Piktenstein im Kirchhof von Aberlemno, auch bekannt als Aberlemno II. Er zeigt möglicherweise Einzelheiten der Schlacht bei Nechtanesmere, in der die Pikten 685 über Angeln siegten.

Der erste piktische König in den Quellen ist Maelchon; Nachfolger wurde sein Sohn Brude. Zu ihm hatte Columban ein relativ gutes Verhältnis. Brudes Kerngebiet lag um Inverness, und er beanspruchte die Oberhoheit über die Orkneyinseln. Etwa 653 bis 657 herrschte Talorcen. Zu den bedeutenden Königen der Folgezeit zählten Brude, Sohn von Bile (671–692), der 685 in einer Schlacht bei Nechtanesmere die northumbrischen Angeln unter König Ecgfrith, Sohn des Oswiu besiegte. Óengus I., Sohn von Fergus (729–761) unterwarf in den 730er Jahren die Skoten von Argyll.

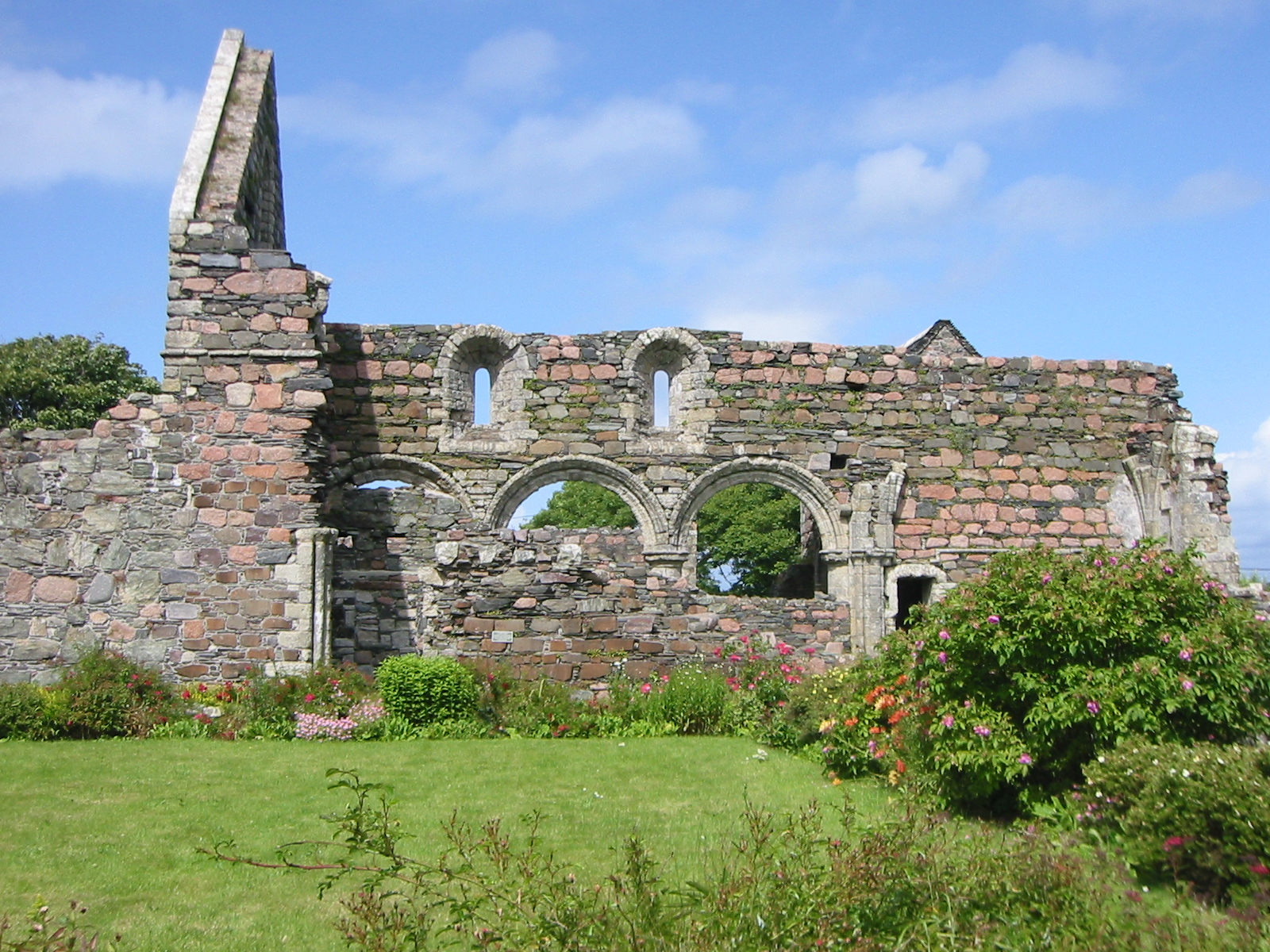
Ruinen des Nonnenklosters von Iona

Domnall Brecc (629–642) machte sich die irische Sippe des Columban zu Feinden und unterlag ihnen 637. Auch in Schottland unterlag er in drei Schlachten – gegen die Pikten 635 bei Caladrois und 638 bei Glen Morriston, gegen Strathclyde 642 in der Schlacht von Strathcarron; in ihr kam er ums Leben. Domangart II. (660–673) gelang es, im südlichen Teil des Piktenreiches Fuß zu fassen, wo er 673 einen Aufstand unterdrückte. Ihm folgten jeweils nur kurz regierende Könige, unter Selbach (700–723) folgte eine relativ lange Friedenszeit. Áed Find, Áed der Weiße, regierte über vier Jahrzehnte lang, nämlich von vor 736 bis 778. Er galt als Urgroßvater von Cináed mac Ailpín, dem ersten König der Schotten, doch könnte es sich hierbei auch um eine legitimierende Legende handeln. 768 kam es zu einem „Bellum i Fortrinn iter Aedh & Cinaedh“, wie es in den Annalen von Ulster heißt, womit der Piktenkönig Ciniod I. gemeint ist. Die kulturelle Einheit zwischen dem Westen Schottlands und Nordirland, die das Reich von Dalriada schuf, lässt sich bis in die frühe Neuzeit fassen.
Mit der Unterwerfung der Skoten von Argyll in den 730er Jahren stand für kurze Zeit fast ganz Schottland unter piktischer Kontrolle, doch wurden die Pikten ihrerseits kulturell stark von den Skoten und Briten beeinflusst. Bei den Pikten herrschten um 800 zwei Brüder nacheinander, nämlich Konstantin und Óengus II. (bis 834). 839 besiegten die Pikten ihre skotischen Nachbarn aus Dalriada und töteten deren König Eoganan. Doch dann trafen skandinavische Überfälle alle Parteien Englands und Schottlands fast gleichzeitig, von Lindisfarne bis Iona. Der Piktenkönig Uen kam gleichfalls bei Kämpfen gegen sie ums Leben.
Das führte um 843 zum neuen Königreich Alba, einer Vereinigung Dál Riatas mit dem Piktenreich. Der erste gemeinsame König der Pikten und Skoten war Cinead mac Alpin oder Kenneth I. (bis 858). Cinead, König Alpins Sohn, hatte die Gelegenheit genutzt und das durch den Tod des Königs seit 839 führerlose Piktenreich erobert. Seinen Thronanspruch begründete er mit der mütterlichen Erbfolge, die bei den Pikten anerkannt war, seine Mutter muss also eine Piktin gewesen sein. Er begründete das Haus Alpin (bis 1058); Krönungs- und Residenzort wurde Scone. Der Legende nach soll er seine piktischen Rivalen ermordet haben. Die Dynastie nannte sich bis um 900 Könige der Pikten (reges pictorum), zwischen 800 und 1000 verdrängte das Gälische die piktische Sprache, von der nur wenige Wörter überliefert sind. Die Nachfolge wurde durch die Tradition der Tanistry entschieden, das heißt, ein Mitglied der königlichen Familie wurde vorab zu diesem Amt des neuen Königs bestimmt. Unter den Nachfolgern Kenneth MacAlpins verschmolzen die Pikten und die Skoten. Die Pikten erscheinen zuletzt um 875 in einer Quelle. Ob dies eine kulturelle Verdrängung des Piktischen kennzeichnet oder doch eher den Übergang vom Lateinischen zur Volkssprache, ist unklar. In jedem Falle schrieb man nicht mehr vom „Rex Pictorum“, sondern vom „Rí Alban“, dem König von Alba.
Die Briten von Strathclyde, dessen britischer Name Ystrad Clud („Tal des Clyde“) lautete, blieben jedoch weiterhin ein bedeutender Machtfaktor. Schon im 5. Jahrhundert war die Führungsgruppe wohl christianisiert, denn einer ihrer Könige erhielt einen Brief des hl. Patrick. Mungo oder Kentigern, der erste Bischof von Glasgow, soll, folgt man einer Vita des 12. Jahrhunderts, um 540 erfolgreich bei den Briten am Clyde als Missionar gewirkt haben. Rhydderch Hael wird in Adomnáns Vita des heiligen Columban erwähnt. Zu Beginn des 7. Jahrhunderts stand das Königreich Dalriada unter Áedán mac Gabráin auf dem Höhepunkt seiner Macht. Seine Vorherrschaft endete jedoch 603 in einer Niederlage gegen die Northumbrier. Die Annalen von Ulster berichten, dass die Briten, angeführt von Eugein I., 642 bei Strathcarron ein Heer Dalriadas besiegten und dessen König Domnall Brecc töteten. Offenbar gaben die Nachbarn in ihren Bemühungen nicht auf, denn die Annalen berichten von zwei weiteren Schlachten unter dem Jahr 711 bei Lorg Ecclet und 717 bei dem Felsen, der Minuic heißt. Auch die Pikten drangen mehrfach an den Clyde vor, so dass Strathclyde bald keine größere Rolle mehr spielte. 870 eroberten Wikinger die Hauptstadt Dumbarton. Ihre Grabsteine, die Hogbacks, deuten auf bald einsetzende Siedlungstätigkeit der Normannen hin. Zwischen 1018 und nach 1054 wurde das Königreich Strathclyde endgültig von den Schotten erobert. Zwar wiegelte Eduard der Bekenner, der englische König, 1054 die Briten unter Máel Coluim II. erneut gegen die Schotten unter Mac Bethad mac Findlàich, bekannter als Macbeth, auf, doch waren sie spätestens 1070 wieder Schottland unterworfen.
Der erste überlieferte anglische König von Bernicia, das sich zwischen Tyne und dem Firth of Forth erstreckte, war Ida, der etwa von 547 bis 559 herrschte. Seine Dynastie herrschte bis 716. Den Angeln gelang die Expansion nach Westen, als sie die kumbrischen Gebiete Rheged und Gododdin sowie Teile des Königreichs Strathclyde eroberten. Der Königssitz befand sich in Bamburgh. Auf Ida folgten Glappa und Adda. Dessen Nachfolger König Æthelfrith (568 oder 569 bis 572 oder 573) vereinigte 604 sein Reich mit dem südlicheren Deira und gründete damit Northumbria. 633 wurde Northumbria wieder in Bernicia und Deira geteilt, Bernicia wurde für kurze Zeit von einem Sohn Æthelfriths namens Eanfrith regiert. 634 bis 642 wurden die Könige von Bernicia zugleich Herren über Northumbria, erneut ab 651. Unter König Oswiu (642 bis 670) gelang 655 bis 658 die zeitweilige Ausdehnung bis nach Mercia. Er hatte einige Jahre im Exil bei König Eochaid Bude (608–629) von Dalriada verbracht und war einer der Sieger von 634. Um 657 gründete er das Kloster von Whitby, stand mit Papst Vitalian in Schriftwechsel, und er berief 664 die Synode von Whitby ein, die sich für den katholischen Ritus entschied. Viele Anhänger der iroschottischen Tradition zogen daraufhin nach Schottland. 685 kam es zum Krieg mit den Pikten unter Brude mac Bili; sie besiegten die Angeln beim heutigen Dunnichen am 20. Mai 685 in der Schlacht bei Dunnichen Mere. Damit endete die northumbrische Herrschaft im Norden.

## Skandinavische Normannen, Iren
Das Reich der Pikten lag im östlichen Hochland. Die aus Nordirland eingewanderten Skoten oder Gaelen („Scoti“ nach einem Ausdruck von Beda Venerabilis aus dem 8. Jahrhundert) lebten in Dalriada, im westlichen Hochland und auf den Hebriden. Im Südosten lebten Angeln.

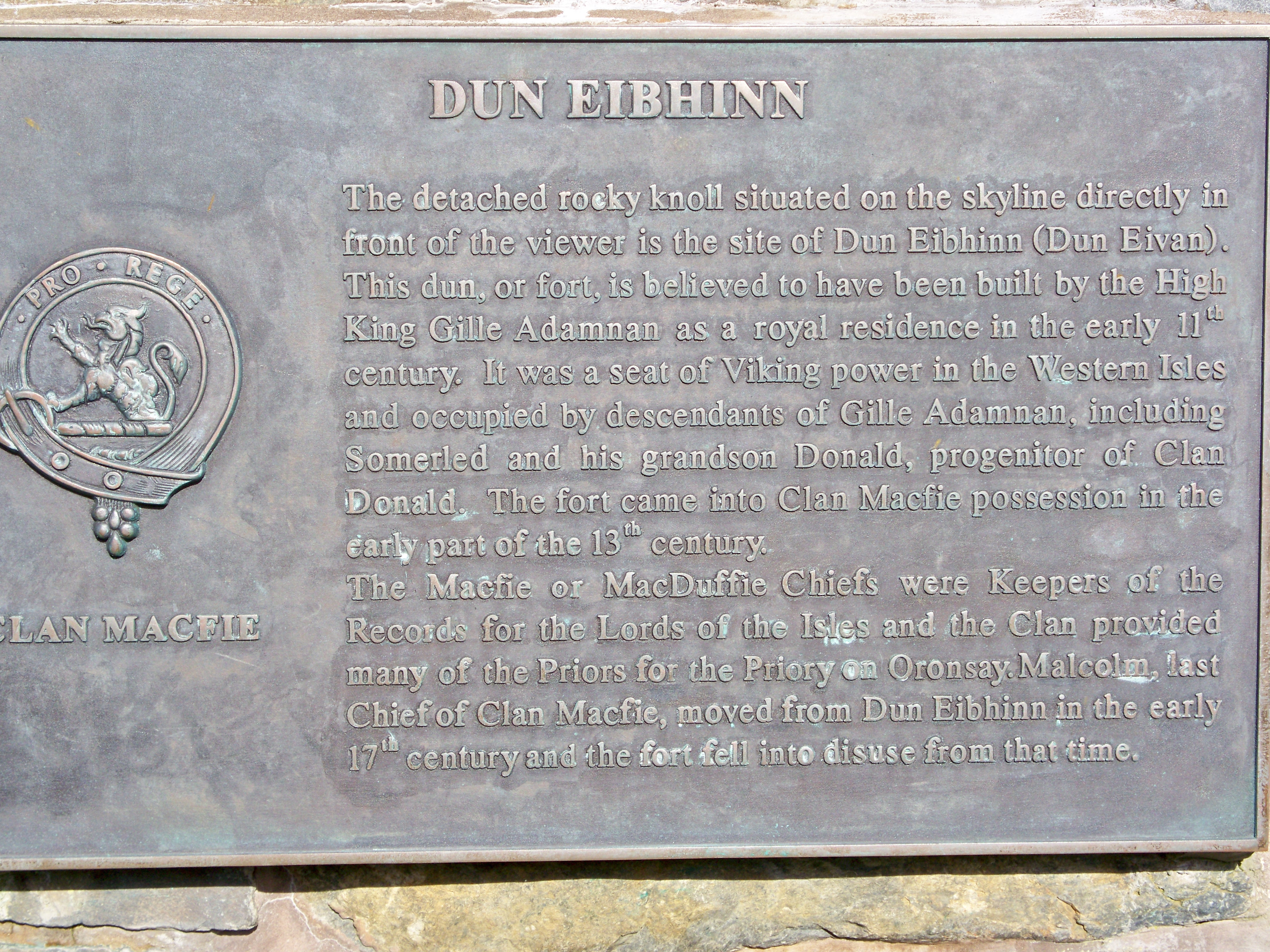
Gedenktafel für Dùn Eibhinn, ein Wikingerfort aus dem frühen 11. Jahrhundert

Im späten 8. Jahrhundert kam eine weitere ethnische Gruppe hinzu. Wikinger drangen ins Land ein und errichteten Stützpunkte an den Küsten des Festlands und auf den Shetlandinseln, auf Orkney und den Hebriden bis hinunter zur Isle of Man. Von dort aus plünderten sie Klöster und das umliegende Land in Irland, England und im nordwestlichen und nordöstlichen Hochland. So wurden die Normannen, quasi als fünfte ethnischsprachliche Gruppe neben Skoten, Pikten, Angeln und Briten, zu einem wichtigen politischen Faktor in Schottland. 839 besiegten sie die Könige von Dál Riata und Fortriu. Eine gälisch-normannische Mischbevölkerung, Gall-Gaidel, beherrschte bald das Land, das heute nach ihr Galloway heißt. Im 9. Jahrhundert entstand das Königreich der Inseln, als die Normannen und Iren die Hebriden eroberten. Dieser äußere Druck setzte die Vereinigung von Skoten und Pikten in Gang und brachte letztlich das Haus Alpin hervor, das ab etwa 840 zwei Jahrhunderte lang führend in Schottland wurde. 867 besetzten die Wikinger Northumbria und gründeten das Königreich Jórvík um das spätere York, bald eroberten sie große Teile Englands. In der Irischen See und vor allem auf den Hebriden und den Orkneys blieben regionale Herrscher bis weit in das 13. Jahrhundert dominierend, auch wenn die norwegischen Könige immer wieder die Oberhoheit an sich zogen.

## Schottische Einheit und Unabhängigkeit

### Königreich Alba (843–1034)

Zeit- und Abstammungstafel der schottischen Könige von Kenneth I. bis zum Act of Union

Erst mit dem Königreich Alba erscheint erstmals eine Quelle, die in Schottland selbst entstand, dessen älteste im Lande entstandene Chroniken aus der Mitte des 12. Jahrhunderts stammen. Doch auch die Chronik der Könige von Alba ist nur als Abschrift des 14. Jahrhunderts einer Zusammenfassung der Zeit um 1200 überliefert. Sie reicht von etwa 850 bis zum Ende des 10. Jahrhunderts. Ihre Grundlage bildet eine Königsliste aus der Zeit um 950 mit Zusätzen, die wahrscheinlich in Dunkeld entstand. Da die Führungsrolle Ionas, das für die Iren von großer Bedeutung war, endete, spielten nach dem 10. Jahrhundert irische Quellen eine geringere Rolle als für die Jahrhunderte davor. Daher ist es für das 11. Jahrhundert nicht möglich, eine Geschichte Nordschottlands, der westlichen Inseln oder von Ayrshire, Dumfries and Galloway zu schreiben, da sich die englischen Quellen auf den Südosten südlich des Forth beziehen, die einzige schottische vorrangig auf die Gegend um Perthshire. Es existieren keine Verwaltungsdokumente aus dem 10. Jahrhundert, und Landvergaben erscheinen in sehr geringer Zahl erst im 11. Jahrhundert, dann aber auch nur in Abschriften des 12. Jahrhunderts.
Der erste König, der einige Autorität in Gebieten südlich des Flusses Forth hatte und der als zentral für die weitere Entwicklung gilt, war Konstantin II. (900–943). Er wurde allerdings nach zahlreichen Siegen 937 in einer Schlacht gegen die Angeln geschlagen und zog sich in ein Kloster zurück, wo er nach neun Jahren in einem Alter jenseits von 75 starb. Im dritten Jahr seiner Regierungszeit durchzogen zahlreiche wikingische Plündererscharen das Land. Doch 904 konnte er einen bedeutenden Sieg in Strathearn erringen, wobei die Männer von Fortrin, also die Pikten, eine besondere Rolle spielten. 906 feierte er erstmals eine Zeremonie, in der er und Bischof Cellach in Scone, dem späteren Krönungsort der schottischen Könige, Eide schworen. Das nächste Ereignis, von dem wir erfahren, ist die Schlacht von Corbridge (918).
Sein Nachfolger Malcolm I. (Máel Coluim), von 943 bis 954 König, unterhielt gute Beziehungen zu König Edmund I. von Wessex. Dieser verwüstete 945 das Königreich Strathclyde, trat es jedoch an Malcolm I. ab (wenn „let“ im Altenglischen wirklich „überlassen“ bedeutete), um ihn als Verbündeten zu gewinnen. Allerdings gab es dort weiterhin Könige, so dass nicht klar ist, ob Strathclyde nur kurzzeitig zu Alba gehörte oder ob es zu einer Art Oberherrschaft kam. Auch ist nicht klar, ob die Angeln und der König von Alba gemeinsam gegen den Einfluss der Wikinger vorgingen, die um diese Zeit in Northumbria wieder auf dem Vormarsch waren. In diesem Zusammenhang könnte Malcolms Zug nach Northumbria (um 950) stehen. Anscheinend gab es zudem Auseinandersetzungen zwischen den nördlichen und den südlichen Pikten-Skoten, so dass der König auch dorthin einen Angriff führte. Der König wurde von eigenen Leuten ermordet, aber es ist nicht klar, ob sie damit gegen den königlichen Einfluss vorgehen wollten oder ob es sich um dynastische Auseinandersetzungen handelte. Ihm folgte sein Sohn Ildulb (954–962), eine gälische Nachbildung des Namens Hildulf, was auf normannische Vorfahren mütterlicherseits hindeuten könnte, doch könnte es sich auch um einen fränkischen Namen handeln. Folgt man der alten schottischen Chronik, so kam das northumbrische Edinburgh durch ihn an Alba. Ildulb kam wahrscheinlich im Kampf gegen Normannen ums Leben. 962 bis 966 kam es zu innerdynastischen Kämpfen zwischen Cuilén, einem Sohn des Königs, und einem Rivalen namens Dub; aus diesen ging Cuilén († 971) als Sieger hervor. Der Sohn Dubs, Cinead, folgte auf dem Thron (971–995). Er besiegte einen weiteren Sohn Ildulbs namens Amlaíb im Jahr 977. Amlaíb ist ebenfalls ein normannischer Name, nämlich Óláfr. Dennoch ist unklar, ob es sich um ein Anzeichen der Sesshaftwerdung und Vermischung der schottischen mit der norwegischen Bevölkerung handelte oder um kulturelle Übernahmen. In jedem Falle war Alba zu dieser Zeit an drei Seiten von normannischen Gebieten umgeben.
Cinead zog wahrscheinlich zu einer Strafaktion nach Strathclyde („Britannia“), dann zog er gegen „Saxonia“. 973 segelte er um Wales herum zu den Krönungsfeiern nach Chester zu König Edgar. Dieser ließ sich dort als Oberherr von sechs Königen, die nicht namentlich genannt werden, am Bug sitzend über den Dee rudern. Mit dem Ende der alten schottischen Chronik „geht in Schottland das Licht aus“, wie es Alex Woolf formulierte, und zwar für eine ganze Generation. Nur wenige Nachrichten, wie die vom Tod des Königs im Jahr 995, finden sich in irischen Quellen, wie zum Beispiel in den Annalen von Ulster. Ihm folgte Cuiléns Sohn Constantin (995–997), womit das strenge Wechseln zwischen den beiden Erblinien fortgesetzt wurde. Damals betrachteten sich die Könige als gälische Herrscher, nicht mehr als piktische. Über Constantin wissen wir fast nichts, ebenso wie über seinen Nachfolger Cinead, den Sohn des Dub (997–1005).

Das Anglo-Skandinavische Reich Knuts des Großen (1014–1035)

Unter Malcolm II. wurde dem Königreich Alba 1018, nach der Schlacht bei Carham am Tweed, ein Teil des angelsächsischen Northumbria südlich vom heutigen Edinburgh bis an den Tweed angegliedert. Das entspricht etwa dem Gebiet der heutigen Borders. Gleiches geschah nach dem Tod Malcolms 1034 auch im Westen. Sein Enkel Duncan I. wurde König des Königreichs Strathclyde. Er vereinigte beide Königreiche in seiner Person. 1034 befand sich zum ersten Mal das gesamte Land, mit Ausnahme der normannischen Inseln, aber einschließlich des Hochlands nördlich von Edinburgh und Glasgow, unter einer Herrschaft. Zugleich beherrschte das Anglo-Skandinavische Reich Knuts des Großen, der 1016 König von England und 1019 König von Dänemark wurde, 1028 eroberte er zudem Norwegen, bis zu seinem Tod im Jahr 1035 den Nordseeraum. Ein Versuch, auch Schottland zu erobern, scheint gescheitert zu sein.
Das neue Königreich war gesellschaftlich völlig gegensätzlich strukturiert. Die Lowlands wurden zudem nach dem anglo-normannischen Lehnswesen organisiert. In den Highlands hingegen hielten sich die Clanstrukturen keltischen Ursprungs. Wegen der fortdauernden Überfälle der Wikinger und der Auseinandersetzungen mit den Hochlandclans konnten die schottischen Herrscher nur mit Mühe ihre Unabhängigkeit gegenüber den englischen Nachbarn aufrechterhalten. Malcolm sah sich etwa der Opposition der in Moray ansässigen und mächtigen Familie des Clann Ruaidri gegenüber. Zwei ihrer Angehörigen wurden sogar als Könige von Schottland bezeichnet. Möglicherweise war es diese Opposition, die dazu führte, dass Malcolm das Gewohnheitsrecht, die Herrschaft zwischen den dominierenden Clans zu wechseln, nicht mehr respektierte. Hinzu kam, dass das entstehende nordeuropäische Großreich unter Knut dem Großen dazu zwang, die inneren Differenzen beizulegen, die viele Angehörige der herrschenden Familien das Leben gekostet hatten. Bezeichnenderweise folgte auf Malcolm der Sohn des Abtes von Dunkeld und einer Tochter des Königs, Donnchad, 1034 südlich des Mounth im Amt des Königs. Dies war ein Rückgriff auf die weibliche Linie, wie er seit Jahrhunderten außer Gebrauch war. Seine Legitimität war daher fragwürdig, zudem war sein Angriff auf Durham ein Desaster. Er unterlag schließlich gegen Macbethead bei Pitgaveny im Morayshire, der die Reichseinheit wiederherstellte. William Shakespeare machte die beiden Rivalen als „Duncan“ und „Macbeth“ berühmt.

#### Donnchad und Macbethead, Normannisierung, Städte (ab 1040)

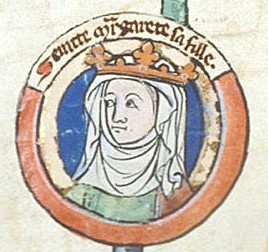
Darstellung der 1251 heiliggesprochenen Margareta von Schottland in einer genealogischen Tafel des 13. Jahrhunderts. Die in Ungarn geborene Königin übte einen starken kulturellen Einfluss aus.

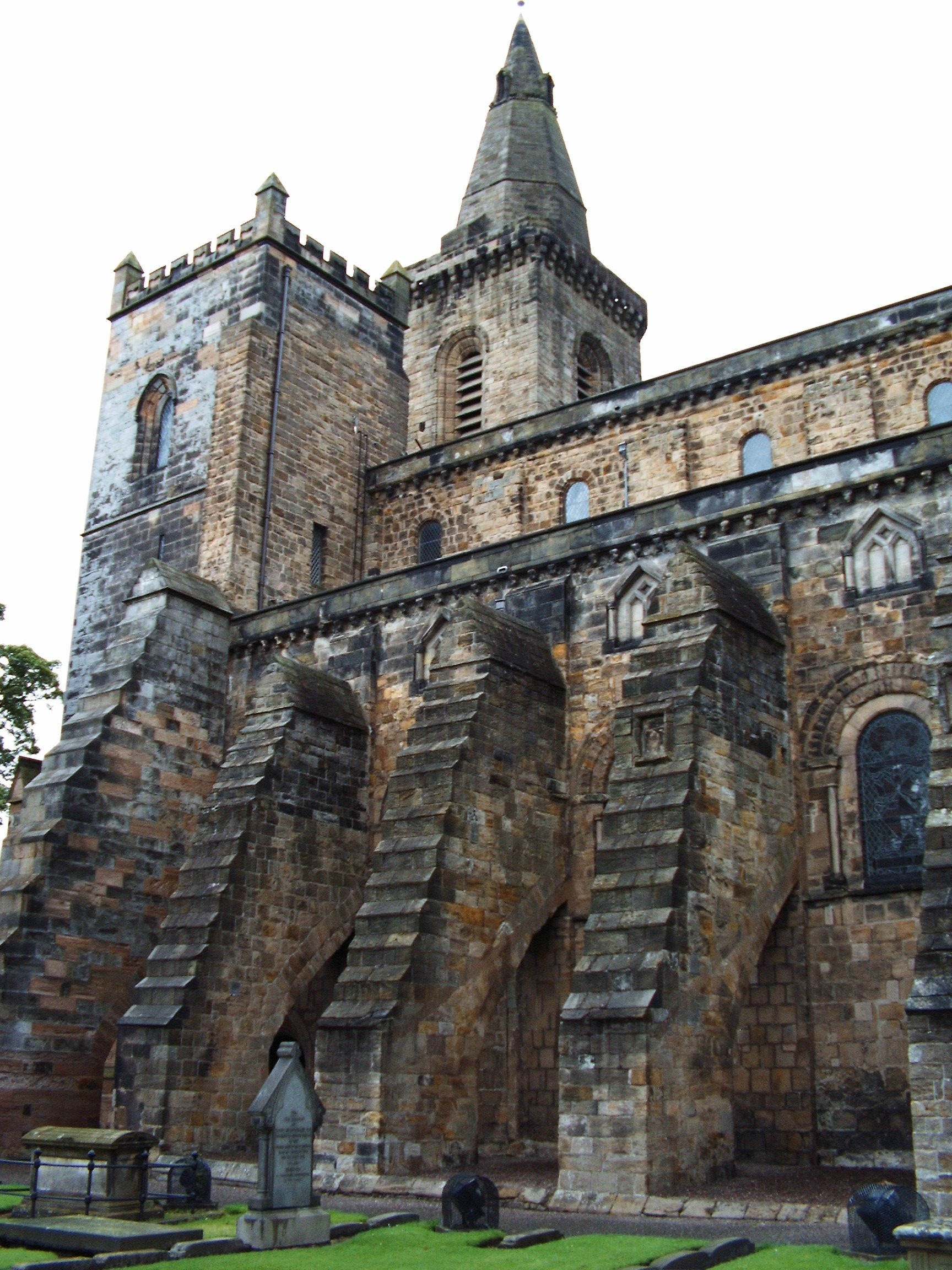
Mauern der Dunfermline-Abtei

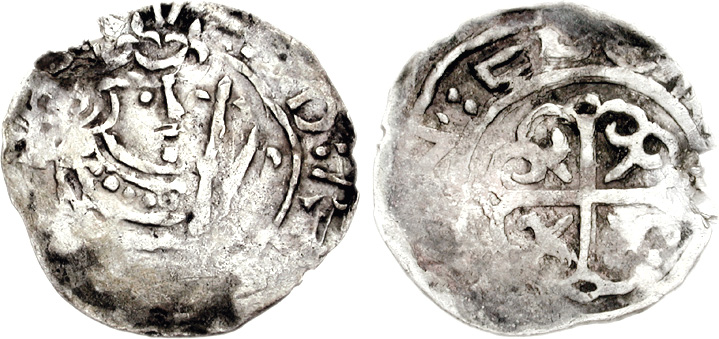
Pennymünze aus der Zeit Davids I. (1124–1153), geprägt zwischen 1136 und den 1140er Jahren, eine der ersten Münzen mit dem Abbild des schottischen Königs, 1,28 g

Duncan I. (auch Donnchad), Enkel und Nachfolger des Reichsgründers Malcolm II., unterlag 1040 in einer Schlacht seinem Cousin Macbeth. Dieser Macbethead (geb. etwa 1005) hatte auf Grund seiner Herkunft seinerzeit einen ebenso berechtigten Thronanspruch wie Donnchad. Macbethead regierte Schottland von 1040 bis 1057 und stärkte seine Position durch seine Ehe mit Gruoch, der Enkelin Kenneth III. Ihr Sohn Lulach aus erster Ehe übernahm 1057, wenngleich nur für ein Jahr, den schottischen Thron. 1054 war Macbethead nicht weit von Scone von Donnchads Sohn Malcolm besiegt worden. In einer weiteren Schlacht bei Lumphanan (in der Nähe von Aberdeen) wurde er 1057 getötet. Nach seinem Tod und dem Lulachs bestieg Macbetheads Gegner Máel Coluim als Malcolm III. Canmore (1058–1093) den schottischen Thron.
Er gründete zwölf Jahre später mit seiner Frau Margareta eine der wichtigsten Dynastien in der mittelalterlichen Geschichte des Landes. Margareta war eine Schwester des legitimen sächsischen Thronfolgers von England, Edgar Ætheling, eines Enkels von Edmund Ironside. Auf der Flucht vor dem normannischen Eroberer Wilhelm, der 1066 England eroberte, war sie 1068 zusammen mit ihrem Bruder in Schottland gelandet. Mit ihren acht Kindern leitete diese Familie eine grundlegende Wende in der schottischen Kulturgeschichte ein.
Margaretas Einfluss führte zu einer starken Normannisierung Schottlands. Handel, Handwerk und die Künste erhielten bedeutende Impulse, und auch im kirchlichen Bereich kam es zu einschneidenden Veränderungen. Nicht länger war die keltische Kirche des heiligen Columban (Culdees) tonangebend, sondern die römische Kirche, Iona verlor seine Rolle als königliche Grablege, stattdessen wurden die Könige nun in Dunfermline Abbey beigesetzt. 1075 wurde unter dem Einfluss der Königin das Fundament für das Benediktinerkloster gelegt, und 1128 wurde es von David I. (Dabíd mac Maíl Choluim) zu einer Abtei unter der Leitung von Geoffrey of Canterbury erhoben. Erzbischof Lanfranc von Canterbury unterstützte die Königin bei der Berufung der Benediktiner nach Dunfermline. Unter David wurden neun Bistümer auf dem Festland eingerichtet oder bestätigt. Es waren dies zunächst St. Andrews, dann Glasgow, Dunkeld, Aberdeen, Moray, Brechin, Dunblane, Ross und Caithness.
Malcolm und sein ältester Sohn wurden 1093 in der Schlacht von Alnwick gegen die Engländer getötet. Auf Schottlands Thron folgten nach einigen Wirren und der Intervention des englischen Königs in den darauf folgenden 30 Jahren Margaretas Söhne Edmund, Edgar, Alexander I. und David I. 1092 gingen die Gebiete südlich des Solway Firth an England verloren. Die Thronfolgekämpfe hingen damit zusammen, dass die Schotten einer anderen dynastische Erbfolge anhingen als die Engländer. Konservative Familien versuchten zum Vorrang der Seitenverwandtschaft, die in Schottland gängig gewesen war, zurückzukehren, so dass die Brüder eher dem verstorbenen König folgten als die Söhne. Dies zwang die drei Söhne Malcolms, zu Gefolgsleuten der normannischen Könige Wilhelm II. Rufus und Heinrich I. zu werden. England betrachtete sich zunehmend als überlegen und dem Reich jenseits seiner Grenzen übergeordnet. Zudem gewann es durch geschickt arrangierte Ehen mit dem schottischen Königshaus immer mehr Einfluss auf das Land im Norden der Insel. Alexander I. heiratete beispielsweise eine illegitime Tochter von Heinrich I. von England, und David heiratete Mathilda, die Tochter des Earl of Northumbria. Als Heinrich jedoch 1135 starb, konnte David I. die englische Vorherrschaft abschütteln. Er gewann die südlichen Teile von Cumbria zurück, die Wilhelm Rufus annektiert hatte.
Schottland erlebte unter David I. (1124–1153), dem jüngsten Sohn Malcolms III. und Margaretas, eine relativ friedliche Periode. Vielen Städten, die damals entstanden, wurde eine Charta verliehen, oder sie wurden sogar zu freien Städten erhoben. Eine Hauptstadt gab es nicht, wenn auch zwölf bis fünfzehn Burghs die Stützen der königlichen Machtausübung wurden und Städte wie Edinburgh, Roxburg, Aberdeen, Perth und Stirling die wichtigsten von ihnen waren.
David setzte das Reformwerk seiner frommen Mutter Margareta, die später hauptsächlich für die Einführung der römischen Kirche in Schottland heiliggesprochen wurde, fort. Er gliederte das Land in Diözesen und Pfarreien, wobei weltliche und geistliche Gliederung identisch waren. David war einer der eifrigsten Klostergründer in der Geschichte Schottlands. Die Klöster waren die einzigen Bildungseinrichtungen. Aus ihnen gingen Verwaltungsfachleute und Neuerer der Agrarwirtschaft hervor. Zugleich führte er im Süden des Landes die normannische Feudalordnung ein, während im Norden die älteren Earldoms und Thanages fortbestanden – letztere Grundherrschaften von normannischen Gefolgsmännern –, wie auch seine Nachfolger diese Ordnung nicht in die Highlands übertrugen. Zwischen 1130 und 1230 wurden 26 Sheriffdoms oder Counties, eine Art Grafschaften, eingerichtet. Dies vereinheitlichte die Eintreibung der an den König zu entrichtenden Abgaben und schuf direkten Zugriff auf die Lokalgewalten. Die im 12. Jahrhundert entstandenen Provinzen, in die große Teile Schottlands aufgeteilt wurden, unterstanden je einem Mormair, der in den lateinischen Quellen als Comes erscheint. Er war für Heerführung und Rechtsprechung zuständig und entstammte meist seinem Zuständigkeitsbereich, also einer der lokalen, einflussreichen Familien. Ob das Amt erblich war, ist unbekannt, ebenso unklar ist, ob der bereits im 10. und 11. Jahrhundert erscheinende Mormair-Titel bereits dem Amt entsprach. Möglicherweise bestanden sieben dieser Provinzen, als gesichert gelten für die Mitte des 12. Jahrhunderts Angus, Atholl, Marr, Buchan, Moray, Fife und Strathearn, vielleicht auch Gowrie, Mearns und Ross. Um 1200 unterstanden auch Menteith und Lennox einem Mormair.
Ein Großteil der Zuwanderung in die wachsenden Städte erfolgte aus England, Flandern und Nordfrankreich. Voraussetzung dieser städtischen Blüte war die Veränderung der Agrarwirtschaft von der Weidewirtschaft und dem Fischfang zu einer intensivierten Landbebauung. Dabei spielten die Klöster eine entscheidende Rolle. Sie führten bessere Getreidemühlen, effizientere Pflüge, Entwässerung, aber auch neue Produkte wie verschiedene Getreidesorten, Erbsen und Bohnen ein. Ihrem Beispiel folgten die Grundherren, vor allem im Süden. Durch die Schafzucht wuchs der Export von Wolle an, insbesondere nach Flandern. Auch entwickelten sich der Kohletagebau und die Salzgewinnung. Die Gründung von Burghs, von privilegierten Städten, ballte diese wirtschaftlichen Aktivität und steuerte sie zunehmend im ländlichen Bereich. Die Zuzügler aus dem Süden brachten neue Techniken der Färberei, der Tuchherstellung, der Lederverarbeitung und der Gerberei mit, aber auch der Metallbearbeitung und der Bierherstellung. David I. konnte daher die erste Münzprägestätte Schottlands einrichten. Deren Sterlings waren bis Mitte des 14. Jahrhunderts den englischen Münzen gleichwertig.

#### Dominanz in Britannien, englische Lehnsherrschaft (1135–1189)
Durch seine Verwandtschaft mit dem englischen Königshaus war David I. einer der größten Landbesitzer in England, vor allem in Northumbria, Cumbria und Westmorland, so dass er sich allein schon deshalb in die englische Politik einmischte. Er gelangte zu Einfluss in Yorkshire und Lancaster. David war der Schwager König Heinrichs I. Im englischen Thronfolgestreit (1135–1154) nahm er 1138 Partei für seine Nichte, unterlag jedoch in der Standartenschlacht bei York. Dennoch gilt David, der nach dem südlichen Vorbild sein Land reformierte, als einer der bedeutendsten schottischen Könige. Zudem brachte er die Familien der Bruce, Comyn und der Stewarts nach Schottland, wo sie erheblichen Einfluss gewannen. Unter ihm entstanden die bedeutenden Klöster von Dunfermline, Kelso, Melrose und Holyrood, wie er 1113, noch vor seiner Thronbesteigung, als erster Benediktiner auf die Britischen Inseln holte, nämlich die Mönche aus der französischen Abtei Tiron nach dem schottischen Selkirk. Zusammen mit seinem Sohn Henry, der ab 1139 Earl of Northumberland war und 1152 starb, machte er ab 1136 Schottland zur vorherrschenden Macht auf den Britischen Inseln.
1157 musste jedoch Davids Enkel, Malcolm IV. ‚the Maiden‘ (‚der Jungfräuliche‘) (1153–1165), Northumbria an den englischen König Heinrich II. abtreten. Malcolm stieß zudem bei den Fürsten und Chiefs im Hochland auf Ablehnung, doch wurde er von den normannischen Adligen der Lowlands unterstützt. 1160 kam es zu einem Aufstand des Mormaer von Strathearn, auch Galloway und Moray widersetzten sich der zunehmenden königlichen Macht.
Malcolms Bruder Wilhelm I., genannt ‚der Löwe‘ (1165–1214) – der Beiname wurde seinem Namen wohl erst nach 1300 hinzugefügt –, pflegte zunächst freundschaftliche Beziehungen zu England und begleitete den englischen König 1166 sogar auf einem Feldzug in Frankreich. Er erhielt jedoch von einer der streitenden Parteien in England das Angebot, Northumbria bis zum Tyne zu erhalten, wenn Wilhelm ihn unterstützte. David, der Bruder des Königs, sollte zudem Huntingdon und Cambridge erhalten. So fiel Wilhelm 1174 in England ein, um die 1157 verlorenen Gebiete zurückzuerobern. Das Unternehmen scheiterte jedoch, Wilhelm wurde mitsamt seiner Leibwache gefangen genommen und zunächst nach Northampton vor den englischen König gebracht, dann in die Normandie nach Falaise. Dort wurde er im Dezember 1174 gezwungen, den Vertrag von Falaise zu unterzeichnen, der Schottland der englischen Lehnsherrschaft unterstellte und Northumbria als englischen Besitz bestätigte. Die Burgen von Edinburgh, Berwick, Jedburgh, Roxburgh und Sterling erhielten englische Besatzungen. Sein Bruder David und 21 Große wurden als Geiseln gestellt, der König musste jederzeit damit rechnen, an den Hof gerufen zu werden. Wollte er gegen einen Aufstand in Schottland vorgehen, musste er in England um Erlaubnis fragen. Auf diese Abmachungen wurden 1175 alle Großen und der Klerus sowie die königliche Familie vereidigt. Die Erzbistümer York und Canterbury konnten sich allerdings nicht darüber einigen, wer die Suprematie über Schottland erhalten solle, so dass sie Papst Clemens III. 1188 unmittelbar Rom unterstellte. Zugleich wehrte sich Wilhelm gegen einen päpstlichen Kandidaten für das Bischofsamt von St Andrews, bis er von Alexander III. 1181 exkommuniziert wurde. Erst nach dem Tod des Papstes kam es wenig später mit Lucius III. zu einer Aussöhnung. Der König wurde 1186 gezwungen, eine Enkelin Heinrichs I. zu heiraten. Als Mitgift brachte sie Edinburgh Castle ein.
Diese Politik änderte sich erst unter dem Nachfolger Heinrichs II. 1189 beendete Richard Löwenherz das Vasallitätsverhältnis gegen eine Zahlung von 10.000 Mark Silber, um seinen Kreuzzug finanzieren zu können. Damit begann eine verhältnismäßig lange, friedliche Phase zwischen Schottland und England. Die schottische Kirche sollte unabhängig bleiben.

#### Anerkennung der Grenze, königliche Machtkonzentration (bis 1289)

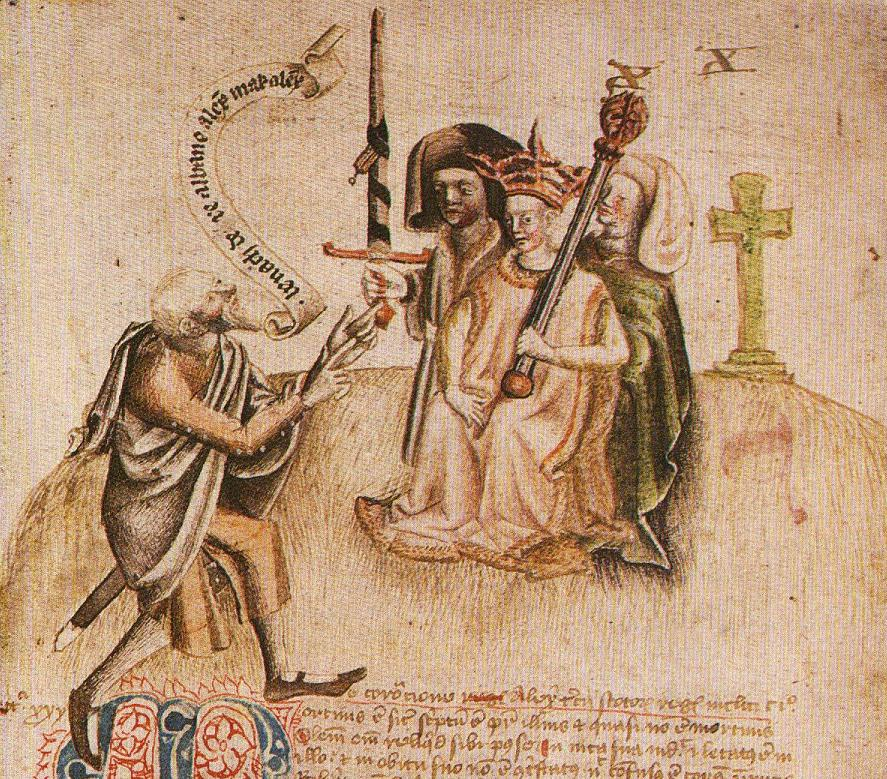
Krönung Alexanders III. auf dem Moot Hill in Scone am 13. Juli 1249. Der König wird vom Ollamh Rígh, dem königlichen Dichter mit den Worten „Benach De Re Albanne“ („Gott segne den König der Bewohner von Alba“, d. h. der Schotten) begrüßt. Der Mann neben dem König ist Máel Coluim II († 1266), der Mormaer von Fife. Die Illustration aus dem Scotichronicon von Walter Bower, 1447, zeigt, dass der König stets der König der Schotten, nicht Schottlands ist, während der englische König der König des Landes ist.

Erst Wilhelms Sohn Alexander II. (1214–1249) gelang es, die königliche Autorität innen- und außenpolitisch wiederherzustellen. 1237 erkannte er im Vertrag von York gegenüber seinem Schwager, dem englischen König Heinrich III., die Linie zwischen Tweed und Solway als schottische Südgrenze an. Damit verzichtete er auf die Ansprüche auf die nordenglischen Grafschaften, die die schottischen Könige seit dem 12. Jahrhundert hatten. Alexander war es aber auch, der erstmals die westlichen Inseln, die seit Jahrhunderten dem Königreich Norwegen unterstanden, 1249 wieder seinem Herrschaftsbereich einzugliedern versuchte. Er starb während dieses Feldzugs auf der Insel Kerrera vor Oban. Innenpolitisch setzte er sich ebenfalls gewaltsam durch. Gegen die Familien, die sich gegen die Normannisierung, also vor allem die Einführung grundherrschaftlicher Macht- und Wirtschaftsstrukturen, zur Wehr setzten, ging er mit brachialer Gewalt vor. Dies galt etwa für die Clans aus Ross, Moray und Galloway. Den Höhepunkt der Übergriffe bildete die Ermordung eines Säuglings, der letzten Erbin der Macilliams von Canmore, die am Marktkreuz von Forfar zerschmettert wurde.
Des Königs Sohn Alexander III. (1249–1286) begann 1263 einen neuen Krieg gegen Norwegen. Der Feldzug des norwegischen Königs Haakon IV., der 1263 mit einer mächtigen Flotte vor der westschottischen Inseln erschien, scheiterte. Im Frieden von Perth kamen die westlichen Inseln 1266 an Schottland. Aus seiner ersten Ehe hatte Alexander III. zwei Söhne und eine Tochter. Als aber alle drei innerhalb weniger Jahre starben, heiratete er ein zweites Mal. So erfüllte sich die Prophezeiung des Wahrsagers Thomas the Rhymer: Alexander stürzte 1286 bei Kinghorn in Fife von den Klippen und hinterließ außer seiner Enkelin Margarete, der Tochter des norwegischen Königs Eric, keine Erben.
Im Rückblick auf die politisch zerrissene Zeit nach 1286 sah man in Schottland ein ‚Goldenes Zeitalter‘ unter den Königen Malcolm IV., William I. sowie unter Alexander II. und III. Die Königsmacht war nach innen gefestigt worden, man hatte sich gegen England durchsetzen können, der Einfluss der Skandinavier war beinahe verschwunden. Nun begann eine Phase, die insbesondere im Rahmen nationalistischer Deutungsmuster aus schottischer Perspektive als ein tiefer Absturz galt. England spielte die internen Kräfte gegeneinander aus, und die Existenz des Königreichs wurde bedroht.
Margarete, die Enkelin von Alexander III., die später als The Maid of Norway bekannt wurde, wurde nach dem Tod ihres Großvaters als kleines Mädchen und letzte Überlebende aus der direkten Linie von Malcolm III. Canmore als schottische Thronerbin anerkannt. Die Regentschaft für das kleine Mädchen übernahmen vier Barone und die Bischöfe von St Andrews und Glasgow. Sie wurden als The Guardians (die Wächter) bezeichnet. Gegen diese Regelung erhob sich Robert de Brus, Lord of Annandale, der als Ururenkel Davids I., als nächster männlicher Verwandte des verstorbenen Königs Alexander III. Anspruch auf den Thron erhob. Seine Revolte scheiterte jedoch, und auch de Brus erkannte den Thronanspruch von Margaret an. 1289 wurde einer der Guardians, Duncan von Fife, ermordet; er hatte anscheinend versucht, seine Position zur Bereicherung und zur Ausdehnung seiner Macht zu nutzen. Amt und Besitz teilten sich seine Rivalen, darunter die anderen Guardians. Auch andere, ältere Rivalitäten zwischen den Familien brachen 1289 aus, so dass die Herrschaft zunehmend in einen Kampf der zwei bis drei Fraktionen mündete.
Margarets Vater, der König von Norwegen, wollte seine Tochter nicht in diese unsicheren Verhältnisse schicken, sondern sie mit dem Erben des englischen Königreichs, mit Eduard, dem Sohn Eduards I., verheiraten. Im Vertrag von Birgham einigten sich das schottische Parlament und Eduard I. darauf, dass die Königin Herrscherin eines eigenen Landes sein sollte, und selbst dann, wenn ein Erbe aus der Ehe hervorgehen sollte, sollte Schottland ein separates Königreich bleiben. Auf dem Weg zu ihrer Krönung starb die siebenjährige Margaret jedoch im Herbst 1290 auf der Überfahrt von Norwegen nach Schottland auf den Orkneys.

#### Erstes und zweites Interregnum, englische Oberherrschaft, Allianz mit Frankreich (1290–1296)

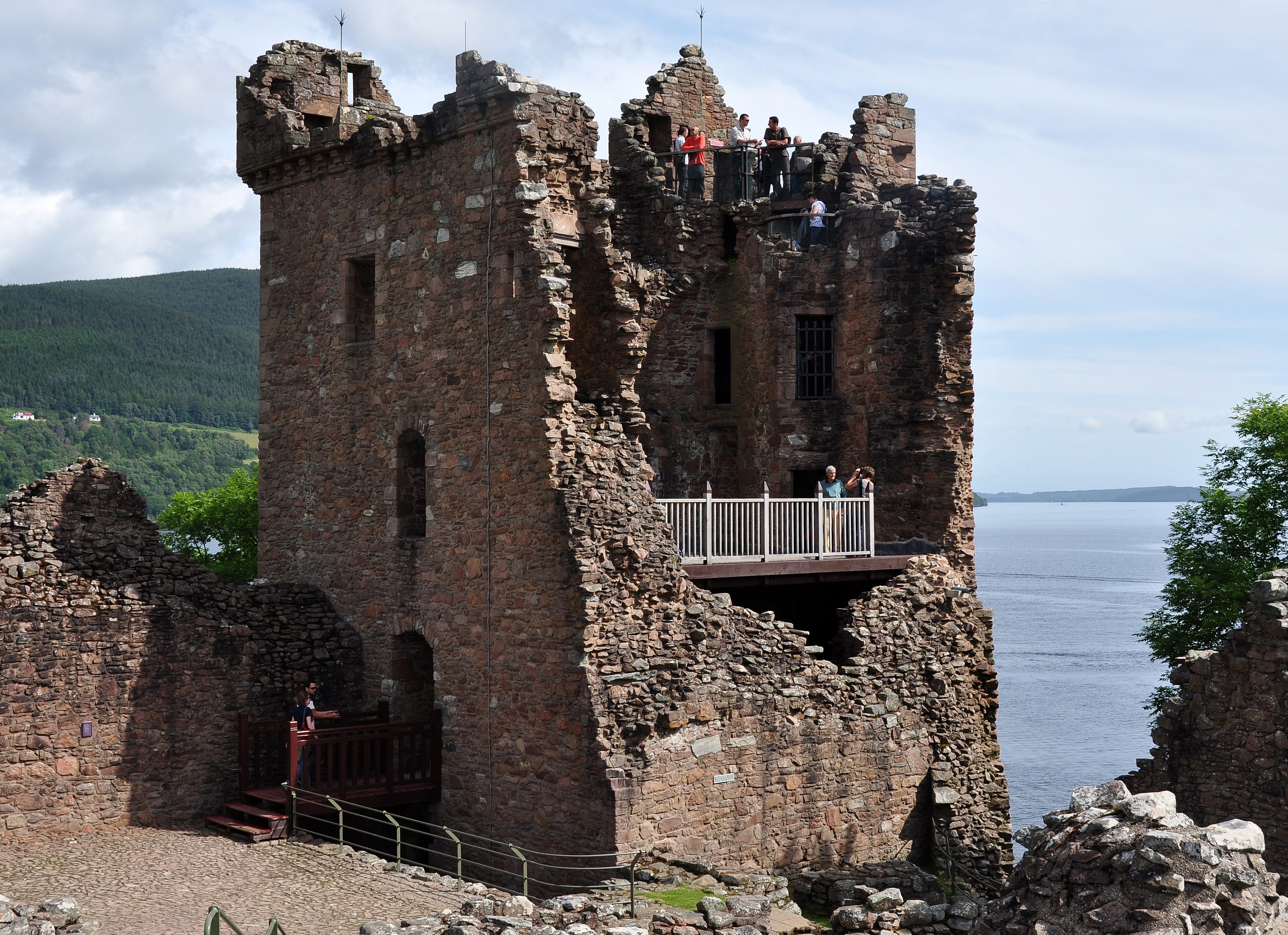
Der Große Turm von Urquhart, einer Burg am Loch Ness. Urquhart Castle entstand wohl im 13. Jahrhundert an der Stelle einer erheblich älteren Burg des Durward-Clans. Sie wurde 1296 von Engländern erobert. 1692 wurde sie endgültig zerstört.

Schottland hatte nun keinen Monarchen mehr, und so begann die Zeit des Ersten Interregnums. Mehrere Bewerber kämpften um den schottischen Thron, weltliche und kirchliche Fürsten konnten keine Einigung erzielen. So machte sich der Schwager Alexanders III., der englische König Eduard I., in dem Thronfolgestreit zum Schiedsrichter, als er im Mai 1291 seinen Plan offenbarte, Oberherr Schottlands zu werden. Bischof Wishart lehnte dies ab, doch Eduard, der mit Armee und Flotte im Land stand, drohte mit Gewaltanwendung und setzte eine knappe Frist zur Entscheidung. Gleichzeitig förderte er weitere Prätendenten, im Bewusstsein, dass ihm die weitere Machtzersplitterung zugutekam. Zwischen dem 5. und 11. Juni 1291 unterstellten sich alle Kandidaten dem englischen König. Eine eingesetzte Kommission ließ sich bis August 1292 für die Prüfung der Ansprüche Zeit, Zeit, die Eduard nutzte, sein Regiment zu sichern. Die beiden entscheidenden Thronbewerber waren Robert de Brus, Großvater des späteren Robert I., und John Balliol. Eduard votierte am 17. November 1292 für John Balliol, der zwei Wochen später zum König der Schotten gekrönt wurde. Mit ihm hoffte Edward über einen Sachwalter englischer Interessen zu verfügen und setzte ihn auch für seine festländischen Interessen ein.
Als England vier Jahre später Krieg gegen Frankreich führte und Eduard I. von den Schotten militärische Hilfe verlangte, verweigerte Balliol ihm jedoch die Unterstützung. Eduard marschierte daraufhin 1296 in Schottland ein, ließ den Großteil der Bevölkerung von Berwick-upon-Tweed massakrieren und blieb in der darauf folgenden Schlacht bei Dunbar am 27. April Sieger. Er zwang König John Balliol im Juli zur Kapitulation. Adel und hoher Klerus mussten Eduard als Oberherrscher (overlord) von Schottland anerkennen. Englisches Recht und englische Verwaltung wurden eingeführt, gedeckt von Garnisonen in vielen Burgen. Balliol wurde im Londoner Tower inhaftiert und später nach Frankreich verbannt. Damit begann das Zweite Interregnum, in dem sich eine schottische nationale Identität entwickelte. Diese zeigte sich in einer Kette von Widerständen, so dass 1297 vor allem die mittleren Ränge der schottischen Lokalherren zum bewaffneten Aufstand bereit waren. Sie sahen sich englischen Herren gegenüber, die ihre gesellschaftliche und wirtschaftliche Stellung gefährdeten. Einer ihrer Führer wurde William Wallace, der den Sheriff von Lanark tötete. James Stewart unterstützte den Aufstand, die Bruces, bald auch Bischof Wishart und viele frühere Gegner von Balliol. Einige Schotten desertierten aus dem Heerlager Edwards in Frankreich und wurden zu Führern der Aufständischen. Schottland schloss mit Frankreich einen Vertrag zur gegenseitigen Unterstützung gegen den gemeinsamen Feind England, die Auld Alliance.

#### Die westlichen Inseln (550–1266)

Königreiche von Man und der Inseln

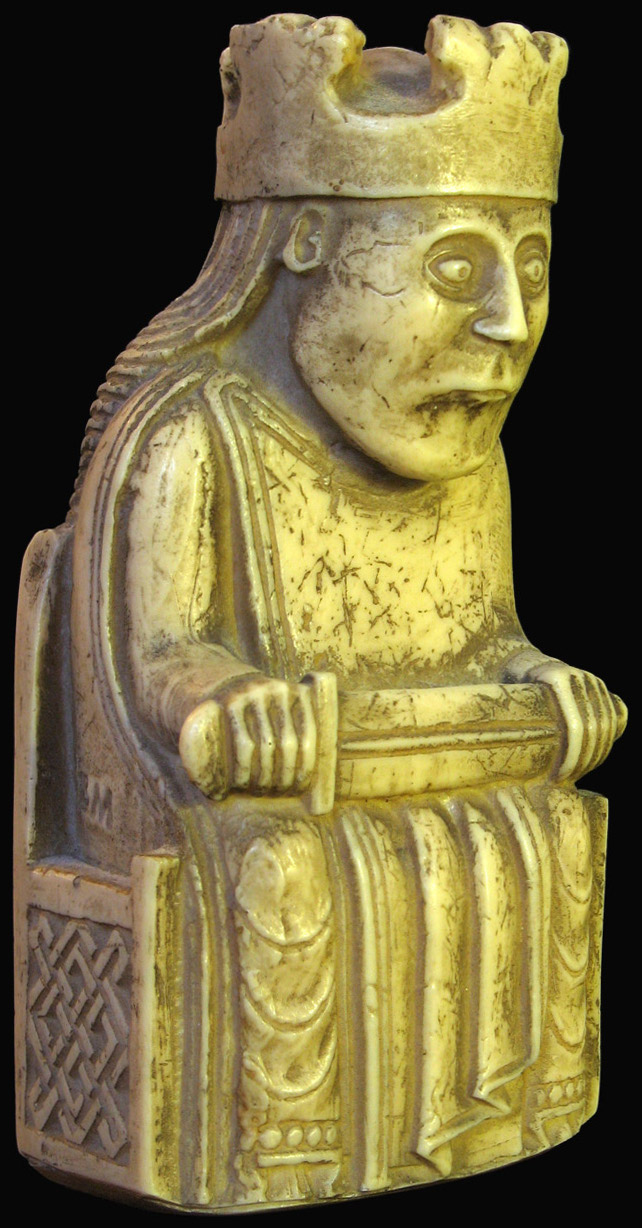
Kopie einer Schachfigur des frühen 12. Jahrhunderts, die 1831 auf Lewis gefunden wurde. Es handelt sich um Elfenbeinfiguren, die als Lewis-Schachfiguren bekannt sind.

Bedingt durch das Kloster Iona und seine Überlieferung ist die Quellenlage für die westlichen Inseln zwischen etwa 550 und 849, als die Reliquien des hl. Columban vor den Wikingern in Sicherheit gebracht wurden, vergleichsweise günstig. In den nächsten drei Jahrhunderten stammten die Hauptquellen aus Irland, England oder Norwegen. Eine der wichtigsten skandinavischen Quellen ist die Orkneyinga saga, eine mündliche Überlieferung, die erst Anfang des 13. Jahrhunderts verschriftet wurde.
Die Hebriden bildeten, ausdrücklich seit 1098, keinen Teil des schottischen Königreichs. Ihre Bevölkerung sprach nach wenigen Generationen der Vermischung die Sprache der Eroberer; die Bewohner wurden Gallgáedil genannt. Davor gehörten die Inseln zu Dalriada. Wie die Eroberung verlaufen ist, ist nicht bekannt, doch sind erste Wikingerangriffe ab 793 überliefert, die England betrafen. 802 und 806 wurde Iona geplündert. In den irischen Annalen erscheinen mehrere norwegische Anführer, wie etwa unter dem Jahr 837 ein Soxulfr. Auch ist dort die Rede von einem wikingischen Schottland, dessen Erbe Thórir 848 nach Irland segelte. Als 872 Harald I. große Teile Norwegens unter seine Gewalt zwang, floh ein Teil seiner Gegner auf die westlichen Inseln. Daraufhin besetzte er 875 die nördlichen Inseln, etwa ein Jahrzehnt später die westlichen. Einen Aufstand unterdrückte im Auftrag des Königs Ketill Bjǫrnsson, doch machte er sich als König der Inseln bald selbstständig.
870 attackierten Führer aus dem Haus Ímar, die eine Seeherrschaft zwischen Irland und Schottland errichtet hatten, Dumbarton Castle, oberhalb von Dumbarton in den westlichen Lowlands, was für eine frühe Konsolidierung eines Inselkönigreichs spricht. Um 877 eroberten sie Man, gesichert ist dies jedoch erst um 900. Zwar erlitten die Norweger in Irland 902 einen Rückschlag, doch 914 siegten sie bereits wieder in einer Seeschlacht vor Man. Die Zeit zwischen 900 und 940 ist so quellenarm, dass darüber kaum Aussagen getroffen werden können. Die Machtbasis des in den Jahren 941 bis 952 erscheinenden Olaf Cuaran lag eher in England und Irland, doch endete die norwegische Herrschaft in Dublin 980. Er wurde als Rex plurimarum insularum bezeichnet, womit wohl die Hebriden gemeint waren. Seine Neffen plünderten 986 und 987 Iona. In die Seeschlacht vor Man, die 987 stattfand, griff vielleicht schon die Flotte des norwegischen Königs Olav I. Tryggvason ein. Olaf Cuaran wurde als König von „Innse Gall“ bezeichnet, doch ist unklar, ob die Inseln nicht eher von Versammlungen freier Männer regiert wurden.
Nach 990 übernahm Sigurður Hlöðvisson, Jarl der Orkneys, die Herrschaft über die Hebriden und setzte dort einen Jarl namens Gilli oder Gilla ein. Doch um 1004 machte sich zumindest ein Teil der Inseln unter Ragnall mac Gofraid wieder unabhängig. Erst nach dessen Tod konnte Sigurður die Herrschaft 1014 wieder zurückgewinnen. Ihm folgte Håkon Eiriksson als König von Norwegen und Vasall Knuts von Dänemark. Die Imar-Dynastie setzte Olaf Sigtryggsson fort († 1034); sein Herrschaftsgebiet überlappte sich wahrscheinlich immer wieder mit dem der Norweger. Im norwegischen Gebiet folgte 1035 Thorfinn Sigurdsson der Mächtige, nach dessen Tod um 1065 der norwegische König offenbar eine direkte Herrschaft ausübte. Parallel zu diesen Vorgängen herrschte der Imar Echmarcach mac Ragnaill weiterhin, und auch hier ist die räumliche Abgrenzung zu den Norwegern unklar. Erst mit Godred Crovan wird die Situation deutlicher erkennbar. Nach 1066 kam er nach Man und konnte bis spätestens 1079 die Herrschaft über die Insel erlangen. Erst König Magnus III. stellte 1098 die direkte norwegische Herrschaft wieder her. In diesem Jahr schloss er mit dem Königreich Schottland einen Grenzvertrag. Die Schotten gaben ihre Ansprüche auf die Hebriden formal auf. Aus den folgenden innerfamiliären Kämpfen ging Lagman zwar als Sieger hervor, doch starb er auf einer Pilgerreise nach Jerusalem. 1111 wurde Domnall mac Taidc Ua Briain Oberherr der Inseln, doch vertrieben ihn die Inselbewohner zwei Jahre später. Ein ansonsten unbekannter Ingemund sollte für Norwegen die Oberherrschaft wiederherstellen, doch seine Männer vergewaltigten und plünderten auf Lewis derartig, dass die Inselbewohner sich verbündeten und seine Leute und ihn niedermachten und verbrannten. Erst Olaf  Godredsson gelang es, auf den Inseln vier Jahrzehnte relativen Frieden zu halten. Ihm folgte sein Sohn Godred Olafsson (König 1154 bis 1187).

Königreich der Inseln um 1200

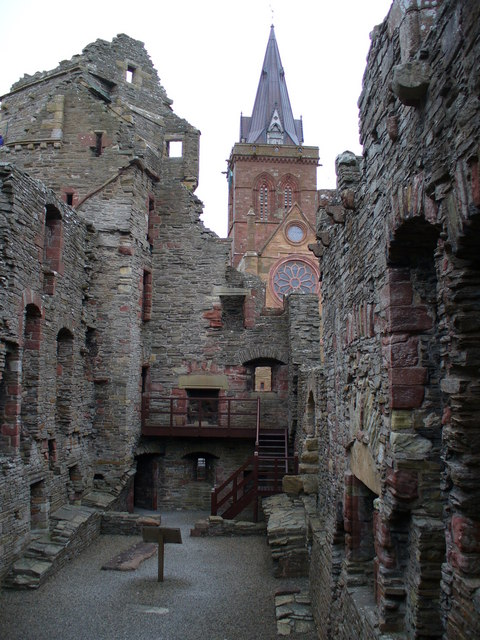
Die Ruine des Bischofspalasts von Kirkwall auf Orkney, wo 1263 König Håkon IV. starb

Doch der Sohn Gillebrides Somerled führte die Inselbewohner gegen die norwegische Herrschaft. Er unterstützte Olaf Godredson zunächst bei der Rückeroberung der nördlichen Hebriden von den Earls of Orkney, doch bis 1158 machte er sich zum unbestrittenen Herrn der Inseln. Er belebte Dalriada gewissermaßen neu und sah sich als Angehöriger des Clann Somhairle in der Erblinie der Uí Ímair. Doch unterlag er 1164 gegen das königliche Heer unter Führung Walter Fitzalans und des Bischofs von Glasgow bei Renfrew. Nach seinem Tod im Jahr 1164 wurde das Königreich jedoch unter seine vier Söhne aufgeteilt, was den Aufstieg des Clan MacDougall und des Clan Macruari einleitete. Sie waren als Lord of the Isles bekannt. De iure unterstanden die Inseln nach wie vor dem König von Norwegen, das Festland dem Königreich Alba, Man und die nördlichen Inseln waren demnach norwegische Vasallen. Der schottische König Alexander II. unternahm 1249 einen Feldzug, um die Inseln zu erobern. Er starb aber auf dem Feldzug. Sein Nachfolger Alexander III. setzte die Politik seines Vaters fort, nachdem er volljährig geworden war. Im Krieg gegen Norwegen konnte er die Inseln ab 1263 unter seine Kontrolle bringen, obwohl der norwegische König Håkon IV. eine Flotte nach Westschottland führte. Die Schlacht von Largs Anfang Oktober 1263 brachte keine Entscheidung, doch Ende 1263 starb der norwegische König auf Orkney. Mit dem Vertrag von Perth wurden die norwegischen Inseln 1266 endgültig Schottland zugesprochen, als Håkons Nachfolger als König von Norwegen die Oberherrschaft gegen eine jährliche Zahlung abtrat. Diese Machtausweitung übte auf England erheblichen Druck aus.

### Unabhängigkeitskriege (1296–1371)

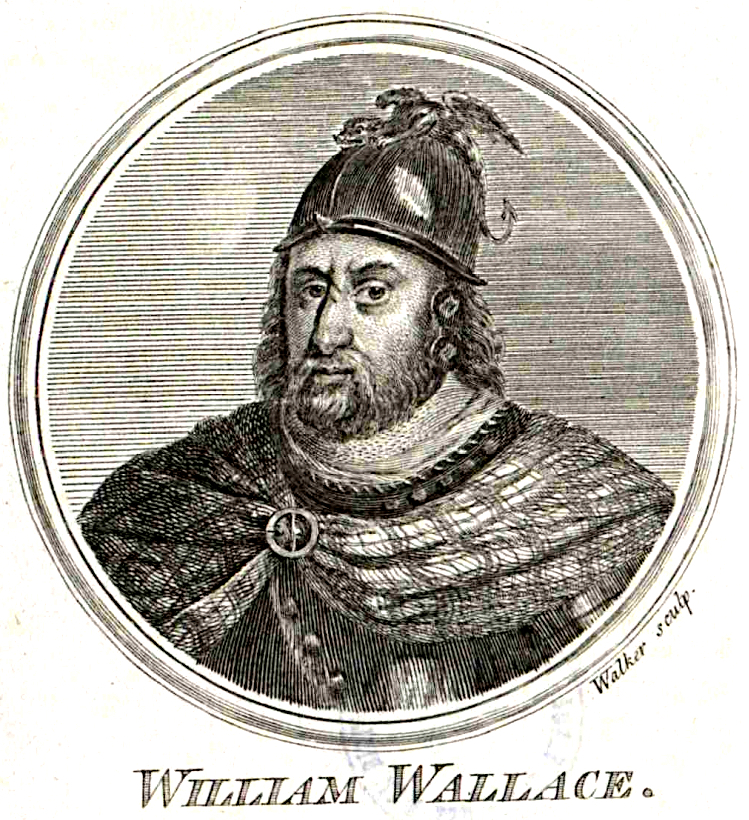
William Wallace, Kupferstich aus dem 17. oder 18. Jahrhundert

Einer der ersten, die sich gegen die englische Präsenz zur Wehr setzten, war William Wallace, der einer Familie des Ritterstands entstammte. Er wurde zum Führer der schottischen Rebellen in Südschottland, während in Nordschottland der Adlige Andrew Moray zum Führer der Rebellion wurde. Die Rebellion wurde zu einem landesweiten Aufstand, und Wallace und Moray vereinigten schließlich ihre Anhänger. Zusammen konnten sie im September 1297 einen spektaluären Erfolg erringen, als sie in der Schlacht von Stirling Bridge ein überlegenes englisches Heer besiegten. Allerdings erlitt Moray schwere Verwundungen, an denen er wenige Monate später starb. Aufgrund seines Erfolges wurde Wallace als Guardian of Scotland alleiniger politischer und militärischer Führer des schottischen Aufstands. Nach der Niederlage von Stirling Bridge führte der englische König 1298 selbst ein starkes Heer nach Schottland. Das von Wallace geführte schottische Heer stellte sich den Engländern in offener Schlacht entgegen. In der Schlacht von Falkirk erlitt das schottische Heer eine schwere Niederlage. Wallace konnte zwar flüchten, doch aufgrund der Niederlage trat er als Guardian zurück. Er ging zeitweise ins Ausland, kehrte dann aber nach Schottland zurück und kämpfte weiter gegen die Engländer. Nach der Niederlage bei Falkirk übernahmen mehrere schottische Adlige als Guardians die Führung des Widerstands gegen die Engländer. Fortan verzichteten sie darauf, sich den englischen Truppen in offener Schlacht zu stellen. Mehrere englische Feldzüge brachten deshalb keine Entscheidung, doch auch zwischen den Guardians kam es zu Streitigkeiten. Ein Teil der schottischen Adligen kämpfte bereits seit 1296 auf englischer Seite, und 1302 wechselte der frühere Guardian Robert Bruce die Seiten und unterwarf sich dem englischen König. Die Hoffnung der Schotten ruhten jetzt auf den mit ihnen verbündeten französischen König und auf den Papst, die sich beide für eine Wiedereinsetzung von John Balliol als König einsetzten. 1303 schloss der französische König jedoch einen Frieden mit England, von dem die Schotten ausgenommen wurden. Eduard I. konnte jetzt seine Kräfte auf den Krieg in Schottland konzentrieren und führte einen neuen Feldzug nach Norden. In militärisch aussichtsloser Lage und ohne diplomatische Unterstützung ergaben sich Anfang 1304 die meisten der schottischen Adligen, die noch Widerstand geleistet hatten. Nur William Wallace und wenige andere konnten vom englischen König keine Gnade erwarten. Wallace wurde 1305 gefangen genommen und nach einem öffentlichen Verfahren am 23. August 1305 in London auf grausamste Weise hingerichtet. Im Bewusstsein der Schotten wurde er aber zum schottischen Nationalhelden.
1304 hatte der englische König wieder die Verwaltung von Schottland übernommen. 1305 wurde die Regierung und Verwaltung von Schottland neu geordnet. Viele der eingezogenen Besitztümer wurden zurückgegeben, 18 der 22 Sheriffs waren nun Schotten. Dennoch blieb die eigentliche Macht bei der vom englischen König eingesetzten Regierung. Robert Bruce plante aber vermutlich bereits seit 1304 die Fortsetzung der Rebellion. Er wollte sich selbst zum König der Schotten erheben. Wohl darüber geriet er mit dem früheren Guardian John Comyn in Streit. Während eines Treffens in einer Kirche in Dumfries ermordete Bruce Comyn. Kurz darauf rief er sich in Scone zum König aus ließ sich Ende März krönen. Er wurde von mehreren Bischöfen und Adligen und zahlreichen Rittern unterstützt, während andere Adlige ihren Treueschwur gegenüber dem englischen König einhalten wollten oder Bruce aufgrund des Mords an Comyn ablehnten. Im Juni 1306 schlug der englische Statthalter Aymer de Valence das Aufgebot von Bruce vernichtend in der Schlacht bei Methven. Bruce musste mit wenigen Getreuen flüchten und versteckte sich vermutlich mehrere Monate lang auf den westschottischen Inseln oder in Irland. Seine Frau, die meisten seiner Angehörigen und viele seiner Anhänger gerieten in englische Gefangenschaft und wurden auf Befehl des englischen Königs grausam bestraft. Im Februar 1307 kehrte Bruce, der von Adligen der westschottischen Inseln unterstützt wurde, nach Südwestschottland zurück. Er begann einen Kleinkrieg gegen die Engländer. Im Juli starb Eduard I. Dessen Sohn und Erbe Eduard II. überließ aufgrund innenpolitischer Probleme den weiteren Kampf gegen Bruce seinen Kommandanten. Bruce erhielt in Schottland zunehmend Unterstützung und konnte bis 1308 seine schottischen Gegner, darunter John Comyn, 7. Earl of Buchan besiegen. Gegen die Engländer führte er weiter einen Kleinkrieg. Nach und nach konnten sie Schotten unter seiner Führung die von englischen Truppen gehaltenen Burgen erobern. 1309 hielt Bruce ein erstes Parlament ab, bei dem er von zahlreichen Adligen als König bestätigt wurde. Am 23. und 24. Juni 1314 feierte Robert Bruce seinen größten militärischen Erfolg: In der Auseinandersetzung um Stirling Castle, der letzten von Engländern gehaltenen Burg in Schottland, wurde das englische Heer in der Schlacht von Bannockburn vollständig aufgerieben. Rund 8000 Schotten unter der Führung von Robert the Bruce besiegten ein zahlenmäßig überlegenes englisches Heer.
Der unerwartete Sieg über Eduard garantierte die vollständige Anerkennung von Robert I. als König durch den schottischen Adel. Nach dem Trauma der Unabhängigkeitskriege machten die Freien und Mächtigen des Reichs 1320 ihrem König allerdings klar, dass er nicht willkürlich handeln konnte. In der Declaration of Arbroath erklärten sie, dass sie ihn nur so lange unterstützen würden, wie er die Rechte der Nation zu wahren bereit war. Damals standen die Menschen noch immer deutlich unter dem Eindruck der englischen Besetzung und des Banns, den die Kirche über den König und größten Helden Schottlands – Robert the Bruce – verhängt hatte. So waren die meisten führenden Persönlichkeiten in der Abtei von Arbroath zusammengetroffen, hatten eine Erklärung in bestem und geschliffenstem Latein verfasst und sie an Papst Johannes XXII. geschickt. In diesem Manifest betonte die Führungsschicht des Landes – Landherren und Fürsten, hohe Bürger und die gesamte kirchliche Obrigkeit – ihre Entschlossenheit, die Unabhängigkeit Schottlands zu verteidigen. Gleichzeitig wollten sie Robert auch weiterhin unterstützen – es sei denn, er würde sich den Feinden des Landes (also an erster Stelle dem englischen König) beugen. Als erste ihrer Art im mittelalterlichen Europa ist diese Willenserklärung die Antwort einer unterdrückten Nation auf die Politik viel stärkerer Mächte, die ihre Freiheit bedrohten, sowie ein Ausdruck schottischen Eigenbewusstseins. Schottland hebt sich damit unter den anderen europäischen Nationen, in deren Selbstverständnis das Gottesgnadentum der Krone grundlegend war, singulär hervor. Diese „Deklaration von Arbroath“ hat dennoch nie die Bekanntheit der berühmten Magna Carta erreicht, die 1215 von der englischen Obrigkeit dem dortigen König John abgerungen worden war.
Zwar hielt der Krieg zwischen England und Schottland noch an, doch wurde 1328 die Unabhängigkeit des Landes durch den englischen König Eduard III. im so genannten Abkommen von Edinburgh und Northampton anerkannt. Robert the Bruce starb 1329. Sein Sohn David II. wurde, erst fünf Jahre alt, zum König Schottlands ausgerufen.
Die Engländer griffen weiterhin in die schottische Politik ein und ermutigten Edward Balliol, Sohn des glücklosen John Balliol, als Gegenkönig nach der schottischen Krone zu greifen. Der junge David II. musste ins verbündete Frankreich in Sicherheit gebracht werden. Edward Balliol wurde aber von königstreuen Adligen vertrieben. Eduard III. nutzte die Gelegenheit, um 1333 erneut nach Schottland zu marschieren. Er gewann einen großen Teil des schottischen Südens nach seinem Sieg in Halidon Hill. Der zurückgekehrte David fiel 1346 mit französischen Truppen in England ein, geriet jedoch in der Schlacht von Neville’s Cross in Gefangenschaft. Als 1348 die Pest in England wütete, sahen einige Schotten darin eine Möglichkeit, das geschwächte Land zu erobern, wie Henry Knighton in seiner Chronik berichtet (S. 61 f.). Die Epidemie tötete, unter der Annahme, dass sie ähnlich viele Opfer forderte wie in England, in mehreren Wellen etwa die Hälfte der rund eine Million Einwohner Schottlands.
1357 konnte der König infolge des Interimsvertrags von Berwick aus der englischen Gefangenschaft zurückkehren. Für die Freilassung musste Schottland ein Lösegeld von 100.000 Mark in zehn Jahresraten zahlen.

Ungefähres Verbreitungsgebiet der drei großen Sprachen Schottlands um 1400:
Scots
Schottisch-Gälisch
Norn

Robert Stewart – durch seine Mutter Marjorie Bruce ein Enkel von Robert I. – war der Neffe von David II. Sein Vater hatte das Amt seiner Vorväter – Lord High Steward of Scotland – in seinen Namen übernommen (der Lord High Steward ist auch heute noch einer der höchsten Repräsentanten der Krone). Für die Zeit, in der David in England gefangengehalten wurde, übernahm Robert die Regierungsgeschäfte in seinem Namen. Durch die Zahlung des überaus hohen Lösegelds an England ermöglichte er ihm die Rückkehr auf den Thron.
Schottland litt demzufolge nach 1357 unter einer enormen Steuerlast, 1361 folgte eine zweite Pestwelle. Als David II. 1371 kinderlos starb, hinterließ er seinem Nachfolger Robert II. ein von Hunger und seit 1349 von der Pest geschwächtes Land. Robert, Sohn von Walter the Steward und Marjorie, der Tochter Roberts I., folgte dem Erbenlosen König als Inhaber des Steward-Titels. Die Stewart-Dynastie herrschte in Schottland bis 1702.

### Stewart-Dynastie, Konflikt mit England, Reformation und Gegenreformation
Mit Robert II. saß ab 1371 zum ersten Mal ein Angehöriger des Hauses Stewart auf dem Thron. Diese Dynastie stellte über 350 Jahre lang die Könige der Schotten, später auch die von England. Auf der Seite Frankreichs trat Schottland in die Kämpfe zwischen Frankreich und England ein, die als Hundertjähriger Krieg bekannt sind. Frankreich nutzte Schottland als Aufmarschgebiet. Olivier de Clisson sollte aus dem Mündungsgebiet der Themse nach London vorstoßen, der Admiral Jean de Vienne von Norden her angreifen. Doch Clisson kam gar nicht erst nach England, und auch die französischen Operationen des Jahres 1385 in der Grafschaft Durham waren ohne nennenswerte Erfolge. Im Gegenteil sahen sich die Engländer veranlasst, nach Schottland vorzustoßen und Edinburgh zu plündern. 1386 und 1387 plante Frankreich neue Invasionen, doch kamen sie nicht zur Ausführung. 1388 gelang den Schotten in der Schlacht von Otterburn ein Sieg über die Engländer, ein Krieg, der 1390 beendet werden konnte, doch unterlagen sie am 14. September 1402 bei Humbleton Hill (auch Homildon Hill) unter hohen Verlusten, nachdem Heinrich IV. 1400 in Schottland eingefallen war.
Auch Robert III. (John Stewart), der den Thron 1390 bestieg, waren keine großen politischen Erfolge beschieden. Da er durch einen Unfall teilweise gelähmt war, wurden die Regierungsgeschäfte von seinem Bruder Robert Stewart, 1. Duke of Albany, wahrgenommen. Dieser brachte im Kampf um die Macht wahrscheinlich seinen eigenen Neffen um – den ältesten Sohn von Robert und Thronfolger David.

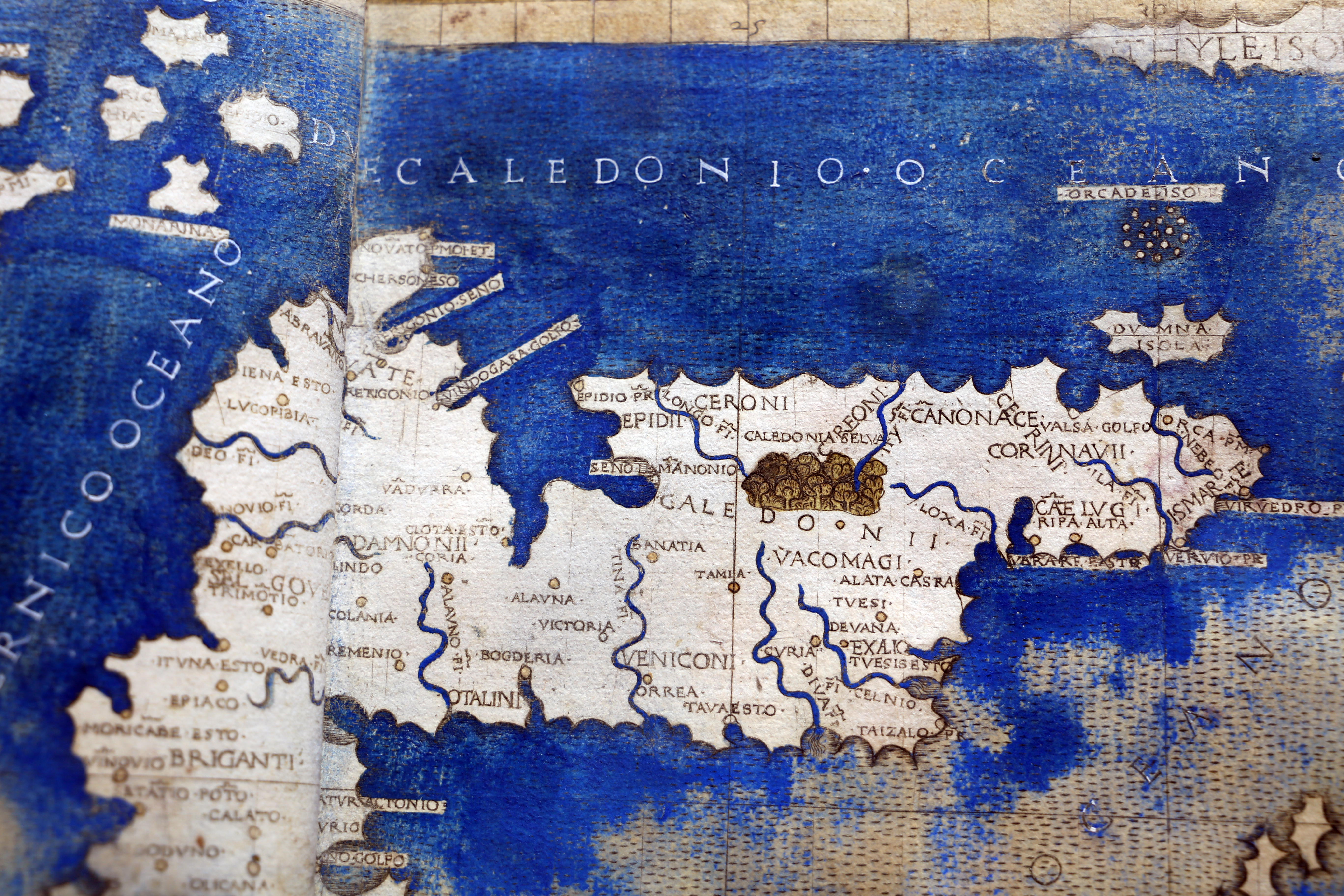
Highlands um 1482

Roberts Sohn James I., in der deutschsprachigen Historiographie als Jakob I. bekannt, wurde zwar 1406 König von Schottland, konnte den Thron aber nicht einnehmen, da er zu diesem Zeitpunkt in Gefangenschaft am Hof des englischen Königs Henry IV. saß. Sein Onkel Robert Stewart, nach dem Tode Roberts III. zum Statthalter ernannt, hatte keine Eile, das verlangte Lösegeld aufzubringen; die Summe von 40.000 Pfund wurde erst 1420 bezahlt. Im Mai 1424 wurde er nach seiner Rückkehr gekrönt. James gelang es während seiner Regierungszeit, die rivalisierenden Hochlandclans und die einflussreichen Lords of the Isles in Schach zu halten, sowie 1428 die Auld Alliance mit Frankreich zu erneuern. Er verfocht ein starkes Königtum. Im Februar 1437 wurde er jedoch von schottischen Adligen unter Führung von Walter Stewart und Robert Graham ermordet. Letzterer war von 1425 bis 1428 gefangengehalten worden. Nach einer militärischen Niederlage hatte Robert Graham versucht, den König zu verhaften, wurde jedoch selbst gefangengesetzt und ins Exil geschickt.

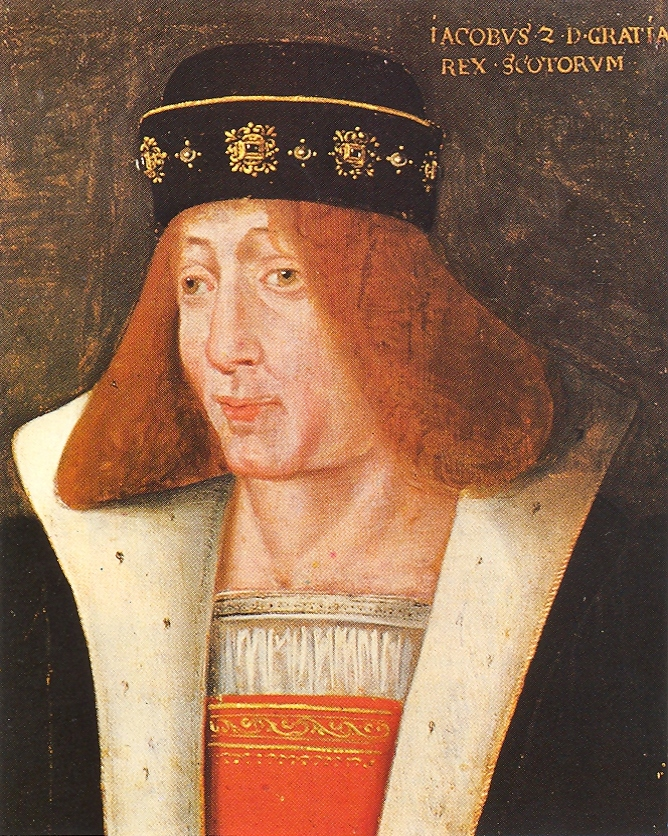
Darstellung Jakobs II. aus dem 17. Jahrhundert mit dem Zusatz „Dei gratia Rex Scotorum“ („von Gottes Gnaden König der Schotten“)

Als James II. (Jakob II.) kam sein Sohn 1437 mit sieben Jahren auf den Thron. Die Rosenkriege, die in dieser Zeit in England als Thronfolgekriege zwischen den Fürstenhäusern York und Lancaster tobten, schwächten den südlichen Nachbarn. Das begünstigte den Frieden im schottischen Reich und gestattete eine Ausdehnung des Handels. In seiner Regierungszeit wurde 1451 – nach der bereits 1410/1413 entstandenen University of St Andrews – die zweite Universität in Glasgow gegründet. 1495 wurde die Universität Aberdeen gegründet. Edinburgh dürfte um diese Zeit auf etwa 10.000 Einwohner angewachsen sein. James II. starb 1460 auf dem Höhepunkt seiner Macht.
Sein Sohn James III. heiratete 1468 Margarethe von Dänemark und konnte auf diese Weise die Orkneys und die Shetlands – zunächst als Pfand – ins Königreich eingliedern. 1472 gelang ihm nach langen Versuchen die Erhebung von St Andrews zum Erzbistum. Papst Coelestin III. wehrte Ansprüche englischer Erzbistümer ab, indem er die Schottische Kirche, die Ecclesia Scoticana, die ja bereits 1176 dem englischen Einfluss entzogen worden war, dem Papst unterstellte. Deren enge Beziehung zu Rom hatte sich schon darin gezeigt, dass sie den Avignoneser Päpsten bis zuletzt (1418) verbunden geblieben war; zudem waren schottische Kleriker 1296 so weit gegangen zu behaupten, es sei ebenso ehrenvoll, die Engländer zu bekämpfen wie die Sarazenen. Die Kirche Schottlands spielte für den Widerstand gegen englische Ambitionen eine überaus wichtige Rolle, zumal die englischen Universitäten für schottische Studenten ab 1378 verschlossen waren und diese stattdessen nach Frankreich gehen mussten, wo sie jedoch ab 1408 ebenfalls nicht mehr zugelassen waren. Die Gründung der Universität St Andrews war eine unmittelbare Konsequenz aus diesem Dilemma. Jakobs Regierungszeit zeichnete sich durch innenpolitische Kämpfe mit dem schottischen Adel aus, wobei die weltlichen Mächte zunehmend die Kontrolle über kirchliche Mittel an sich zogen. Zugleich verweigerte der König die Durchführung von Reformen. Nach der Schlacht von Sauchieburn gegen eine Gruppe von Aufständischen, die vielleicht von seinem Sohn unterstützt wurden, wurde er am 11. Juni 1488, der Legende nach von einem als Priester verkleideten Täter, ermordet.
Der Sohn des Getöteten kam im Alter von 16 Jahren als James IV. auf den Thron. 1493 erlangte er die Lordship of the Isles, die Herrschaft über die westlichen Inseln. Um 1500 bestanden fast 1000 Pfarrkirchen im Land. Außenpolitisch war er weniger erfolgreich. Aus politischen Gründen heiratete er 1503 Margaret Tudor, die Schwester Heinrichs VIII. Aufgrund der alten Allianz mit Frankreich (Auld Alliance) wandte er sich jedoch gegen den englischen König und wurde in der Schlacht von Flodden Field geschlagen und getötet. Sein Sohn war 1512 in Linlithgow geboren worden und erst 17 Monate alt, als er seinem Vater als Jakob V. im Jahr 1513 auf den Thron folgte.
Seit Beginn der Reformation gab es neben dem politischen auch noch ein kirchliches Element in den internationalen Beziehungen. Große Teile des heutigen Deutschland und Skandinaviens hatten sich bis Mitte der 1530er Jahre von der römisch-katholischen Kirche losgesagt. Weil der Papst die Scheidung des englischen Königs von seiner Frau Katharina von Aragon nicht akzeptierte, löste sich 1534 dieser dann auch von Rom.
Rom zielte darauf ab, das Land im Norden Britanniens zu einem wichtigen Stützpunkt für die Gegenreformation unter der Führung Spaniens oder Frankreichs zu machen. Andererseits war England bestrebt, gemeinsam mit Schottland ein protestantisches Großbritannien als Gegengewicht zu den römisch-katholischen Mächten des Kontinents zu bilden. Heinrich VIII. bot deshalb dem jungen Jakob V. seine Tochter Mary (später Mary „die Katholische“ oder „Bloody Mary“) zur Frau an. Doch der lehnte ab. James wies darüber hinaus die weiteren englischen Vorschläge zurück und entschloss sich stattdessen, Schottland in das französisch-päpstliche Lager zu bringen. Neben seiner Suche nach einer reichen Mitgift war das einer der Gründe für seine Ehen mit zwei Französinnen. Im Januar 1537 heiratete er Madeleine, Tochter des französischen Königs Franz I., die jedoch im Juli desselben Jahres starb. Kurz darauf nahm James in zweiter Ehe Marie de Guise zur Frau. Am 24. November 1542 kam es im Südwesten des Landes zur Schlacht von Solway Moss gegen seinen Onkel Heinrich VIII., bei der die schottischen Streitmächte vernichtend geschlagen wurden. Nur drei Wochen nach der Schlacht starb James V., und sein einziges ihn überlebendes legitimes Kind, die gerade sechs Tage alte Maria, wurde seine Nachfolgerin.

### Maria Stuart, französisch-englischer Gegensatz, Konfessionskriege (1543–1587)

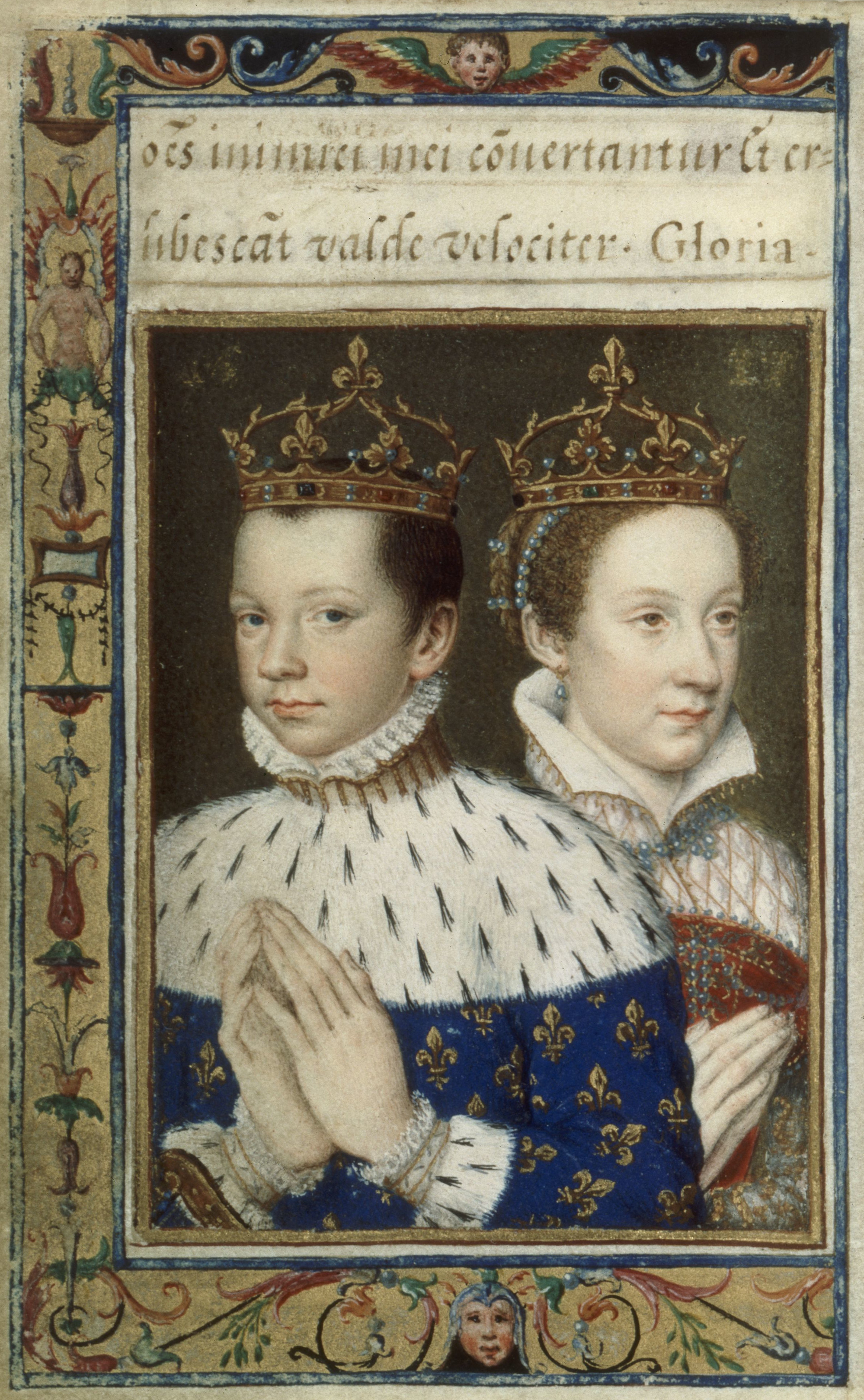
Miniatur von Franz II. und Maria um 1558

Bereits kurz nach ihrer Geburt wurde Maria Stuart von ihrem Regenten Arran dem jungen englischen Prinzen Edward versprochen. Das Versprechen wurde vom schottischen Parlament für ungültig erklärt, was zu einem neuen Krieg mit England und am 10. September 1547 zur katastrophalen Niederlage der schottischen Armee in der Schlacht bei Pinkie östlich von Edinburgh führte, in der 6.000 bis 15.000 Schotten fielen.
Währenddessen versteckte Marie de Guise ihr Kind zunächst, und man brachte es am 7. August 1548 nach Frankreich zu ihrer am französischen Hof einflussreichen Familie. Der darüber geschlossene Vertrag sah vor, dass sie den ältesten Sohn des französischen Königs Henri II. und seiner Frau Katharina von Medici heiraten solle. Am 24. April 1558 heiratete Maria wie vereinbart den Kronprinzen François. Sie unterzeichnete ein geheimes Abkommen, in dem sie versicherte, ihr Königreich sowie ihren Anspruch auf den englischen Thron an Frankreich abzutreten, sollte sie kinderlos sterben. 1559 starb der französische König durch einen Unfall, und Marias Ehemann wurde als Franz II. inthronisiert. Bereits ein Jahr später starb der 16-jährige König. Marias Schwiegermutter wurde Regentin für ihren dritten Sohn, den neuen König.
Maria Stuart war, nachdem es zu Kämpfen zwischen der hugenottischen und der katholischen Fraktion gekommen war (die den Auftakt zu den Hugenottenkriegen bildeten), nach 13 Jahren bei Hof nun unerwünscht. Frankreich zog seine Truppen aus Schottland ab, ließ Maria fallen und erkannte die Herrschaft Elisabeths I. über England an. Maria erreichte am 14. August 1561 Edinburgh. Sie bestand darauf, ihre katholische Konfession beizubehalten, was das Misstrauen von John Knox und anderen Reformatoren hervorrief. Der Witwe wurden nun die Könige von Schweden, Dänemark und Frankreich, der Erzherzog Karl von Österreich, Don Carlos von Spanien, die Herzöge von Ferrara, Namur und Anjou, der Earl of Arran und der Earl of Leicester als Ehemänner vorgeschlagen, letzterer 1563 von ihrer Rivalin Elisabeth. An Don Carlos zeigte Maria Interesse, doch König Philipp II. fürchtete, dass diese Ehe ihn zu sehr in Gegensatz zu England gebracht hätte.
Schließlich verliebte sie sich 1565 in ihren neunzehnjährigen Cousin Henry Stuart, Lord Darnley, den Sohn des Earl of Lennox. Die beiden wurden am 19. Juli 1565 getraut. Die Eheschließung führte zu einer schnell niedergeschlagenen Rebellion unter der Führung von Moray und den Hamiltons gegen das katholische Paar. Maria gewährte ihrem Ehemann zwar den königlichen Titel, räumte ihm aber keine Machtbefugnisse ein.
Nach Morays Aufstand wurde ihr Sekretär David Rizzio zu ihrem Hauptberater. Darnley sah in Rizzio das größte Hindernis auf seinem Weg zum Thron und schmiedete gemeinsam mit protestantischen Rebellen um den Earl of Moray, Lord Ruthven und den Earl of Morton ein Komplott. Am 9. März 1566 drangen sie gemeinsam in das Esszimmer der Königin im Palast von Holyroodhouse ein und erstachen Rizzio im Vorzimmer. Maria konnte fliehen.

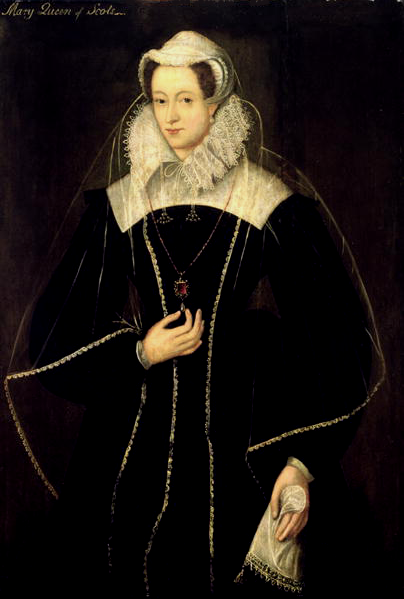
Maria in englischer Gefangenschaft, 1575

Am 19. Juni 1566 wurde ihr Sohn James in Edinburgh Castle geboren. In der Nacht zum 10. Februar 1567 wurde das Haus, in dem sich Darnley, an Pocken erkrankt, aufhielt, durch eine Schießpulverexplosion vollständig zerstört. Der Hauptdrahtzieher dieses Attentats war sehr wahrscheinlich der Maria ergebene James Hepburn, 4. Earl of Bothwell. Er wurde des Mordes angeklagt; das Gericht sprach ihn frei. Zwölf Tage später entführte Bothwell die Königin auf ihrem Weg von Stirling nach Edinburgh auf seine Burg nach Dunbar. Am 3. Mai ließ er sich von seiner Frau scheiden, am 12. Mai vergab Maria ihrem Entführer öffentlich, indem sie ihn zum Duke of Orkney erhob; am 15. Mai (drei Monate nach der Ermordung ihres zweiten Gatten) heirateten die beiden.

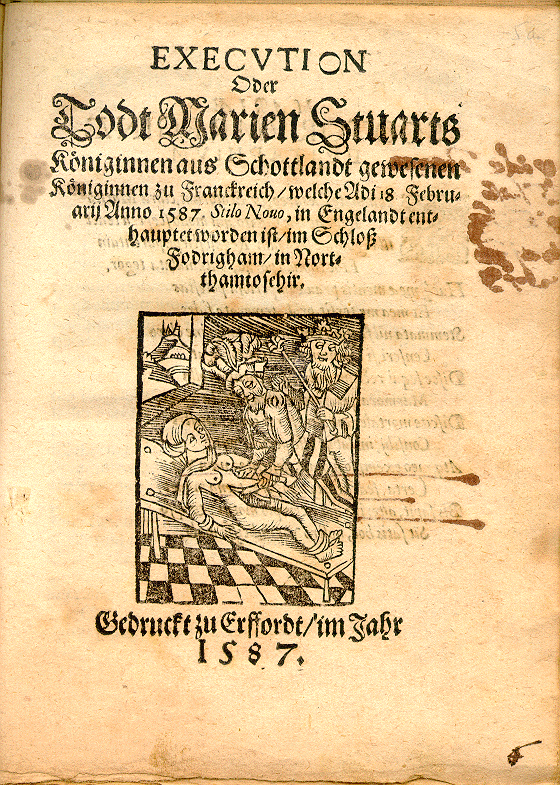
Flugschrift zu „Execution Oder Todt Marien Stuarts Königinnen aus Schottlandt“, Erfurt 1587 (Volltext)

Der Ruf nach Abdankung wurde laut, und als sich ihr eigenes Heer gegen sie wandte, musste sich Maria am 15. Juni 1567 ergeben und im Loch Leven Castle gefangensetzen lassen. Am 24. Juli unterzeichnete sie ihre Abdankung zugunsten ihres Sohnes, der fortan als König James VI. regierte. Doch bis 1573 bekämpften sich noch ihre Anhänger und die ihres Sohnes. Unterdessen gelang Maria am 2. Mai 1568 die Flucht von Loch Leven Castle. Erneut führte sie eine Armee von 6000 Mann an; diese wurde am 13. Mai bei Langside in der Nähe von Glasgow vernichtend geschlagen. Maria flüchtete nach Carlisle, wo sie ihre Tante zweiten Grades und Rivalin, Königin Elisabeth, um Unterstützung bitten wollte.
Elisabeth fühlte sich jedoch von Maria bedroht. Als Tochter Heinrichs VIII. war sie protestantisch und wurde von vielen englischen Katholiken nicht unterstützt – diese betrachteten stattdessen Maria Stuart, die katholische Urenkelin Heinrichs VII., als legitime Thronfolgerin. Deshalb wurde Maria in den 19 Jahren nach ihrer Flucht von Vasallen Elisabeths eingesperrt, zuletzt in Fotheringhay. Schließlich wurde die Babington-Verschwörung, die die Ermordung Elisabeths und die Befreiung Marias vorsah, aufgedeckt und Maria der Mitwisserschaft beschuldigt. Ihr wurde in England wegen Hochverrats der Prozess gemacht, das Todesurteil am 25. Oktober 1586 gefällt, am 8. Februar 1587 wurde sie enthauptet.
Mehr Anhänger als der Katholizismus und die anglikanische Kirche fand die aus der schottischen Reformation hervorgegangene calvinistisch-presbyterianisch geprägte Church of Scotland. Unter ihrem charismatischen Anführer John Knox, einem bedeutenden Gegenspieler Maria Stuarts, setzte sie sich ab 1560 im Land durch. Der englische Puritanismus wiederum, in der zweiten Hälfte des 16. Jahrhunderts entstanden, war vom Genfer Calvinismus und von den Hugenotten beeinflusst und forderte eine liturgische und moralische Erneuerung der Kirche. Er erhielt zwar erst mit Oliver Cromwell zwischen etwa 1640 und 1660 seine entscheidende politische Durchschlagskraft, doch der Kampf um den Episkopat spaltete auch schon früher die schottische Gesellschaft. 

## Union mit England

### Personalunion, schottische Revolution und Bürgerkrieg (1603–1660)
James, der gegen die Hinrichtung seiner Mutter lediglich der Form halber protestiert hatte, hielt sich auch in Sachen Religion in Schottland diplomatisch zurück. Um auch weiterhin seine Thronansprüche als Verwandter der kinderlosen Elisabeth von England nicht zu gefährden, stimmte er 1586 sogar dem Vertrag von Berwick zu. Dieser Vertrag war ein Schutzbündnis gegen Frankreich, jahrhundertelang ein Verbündeter Schottlands.
Mit dem Tod Elisabeths im Jahr 1603 bestieg James VI. als direkter Verwandter und Nachkomme von Heinrich VII. den englischen Thron und wurde damit König James I. von England. Beide Länder wurden fortan in einer Personalunion von einem Monarchen regiert, behielten jedoch eigene Parlamente, ein separates Verwaltungs- und Rechtswesen sowie eine eigene Nationalkirche.
Nach dem Regierungsantritt James’ zentrierte sich das politische Leben fortan um das englische London. Der König zog mit seinem gesamten Hofstaat von Edinburgh dorthin und kehrte nur noch ein einziges Mal (1617) nach Schottland zurück. James versuchte zwar, neu zu vergebende Ämter gleichmäßig mit Engländern und Schotten zu besetzen und eine weitergehende Union der beiden Staaten voranzubringen. Verständlicherweise trafen diese Versuche jedoch bei der politischen Elite Englands auf wenig Gegenliebe und blieben im Anfangsstadium stecken.
James’ zweiter Sohn Charles I. wurde zwar in Dunfermline in Schottland geboren, wuchs jedoch in England auf und war bei seiner Thronbesteigung 1625 mit den schottischen Verhältnissen nicht sehr vertraut. Sein ältester Bruder Henry, der eigentliche Kronprinz, starb 1612 im Alter von 18 Jahren. Die Schwester Elisabeth heiratete den Deutschen Friedrich V., Kurfürst von der Pfalz. Dieser wiederum wurde 1619 zum böhmischen König Friedrich I. gewählt, jedoch ein Jahr später, zu Beginn des Dreißigjährigen Krieges, ins Exil gezwungen.

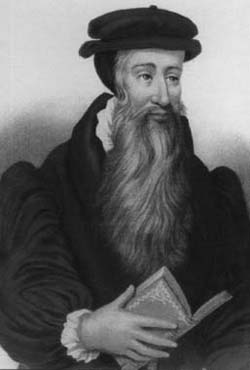
John Knox

Charles führte zwar die Royal Mail ein, machte sich aber durch hohe Steuern und Abgaben sowie durch seinen extravaganten Lebensstil äußerst unbeliebt. Die größten Probleme im Umgang mit Schottland bereiteten ihm aber sein Festhalten am Gottesgnadentum der Krone sowie sein Versuch, die episkopale anglikanische Kirchenordnung im schon seit 1560 calvinistisch reformierten Schottland durchzusetzen, in dem die Church of Scotland eine bischöfliche Hierarchie zugunsten der presbyterialen Kirchenverfassung strikt ablehnte.

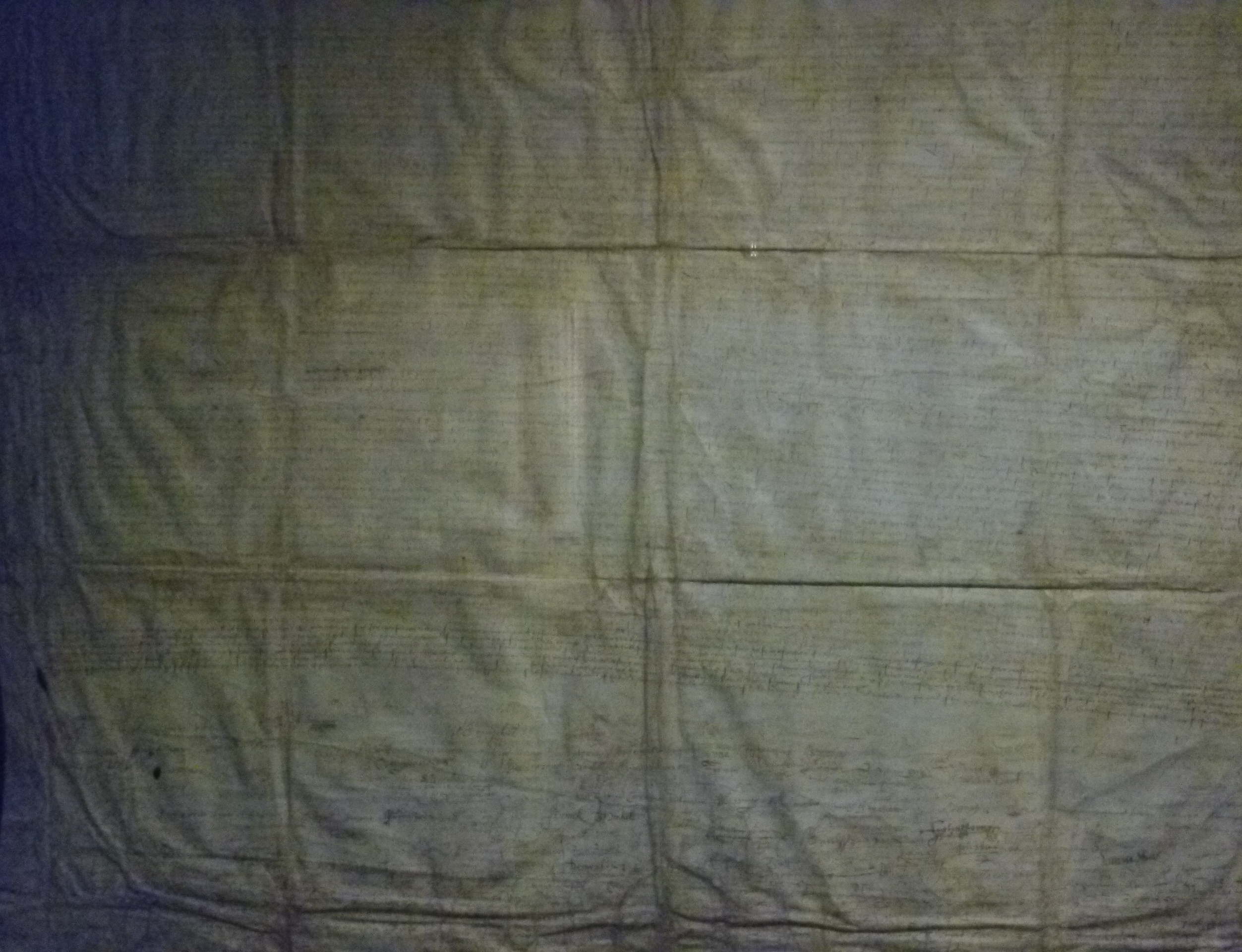
Edinburgher Kopie der Erklärung von 1638 (National Covenant), die die Unabhängigkeit der schottischen reformierten Kirche und die Abschaffung des Episkopats verlangte

Der verbreitete Unwille zeigte sich 1637 im Aufruhr in Edinburghs Kathedrale St. Giles. Als dort erstmals die neue Liturgie eingeführt wurde, beschwor das den Zorn der von John Knox reformierten Gemeinde herauf. Ein Teil verließ die Kirche und protestierte vor ihr lautstark, und der Bischof musste Hals über Kopf fliehen. Das Ganze gipfelte 1638 darin, dass sich der reformierte schottische Adel und das Bürgertum in dem so genannten National Covenant zusammenschlossen. In dieser Erklärung erkannten sie zwar die weltliche Herrschaft des Königs an. Sie forderten aber mit Nachdruck die Unabhängigkeit der neuen, reformierten Kirche von weltlichen Einflüssen und die Abschaffung der bisherigen Hierarchien zugunsten eines Presbyteriums. Die Mitglieder der Bewegung nannten sich seitdem „Covenanters“. 1638 nutzte diese einflussreiche Gruppe die Generalversammlungen der Nationalkirche (unter dem Moderator Alexander Henderson) und des schottischen Parlaments, um das Bischofswesen abzuschaffen. Unterstützung erhielt die Revolution aus Schweden und den Niederlanden. Auch streckte man 1639 bis 1640 Fühler nach Paris aus, um dort wieder einen Verbündeten zu gewinnen.
Auf ähnliche Widerstände stieß Charles I. auch in England. Hier regierte er als absoluter Souverän seit 1629 sogar ohne das ihm unbequeme Parlament. Doch musste er es 1640 wieder einberufen, um sich die Bekämpfung der religiösen Unruhen in Schottland finanzieren zu lassen, zumal die Einmischung Frankreichs drohte. Aus den alten Differenzen zwischen dem König und dem englischen Parlament in London entbrannte schließlich der englische Bürgerkrieg, der von 1642 bis 1648 andauerte. In seinem Verlauf setzte das puritanisch dominierte Parlament die neu geschaffene New Model Army unter Oliver Cromwell gegen den König ein. Im Sommer 1643 unterzeichnete das englische Parlament einen „Solemn League and Covenant“. Dieser Akt verpflichtete es den Covenanters gegenüber, um des schottischen Beistandes gegen die Royalisten willen den Presbyterianismus auch in England und Irland einzuführen und dazu auch noch eine hohe Geldsumme zu zahlen.
Unterdessen bildete sich in Schottland unter James Graham, 1. Marquess of Montrose, in den Highlands eine Royalistenstreitmacht, die die Covenanters erbittert bekämpfte, jedoch niemals die Unterstützung der Lowlands erlangte und mit der Niederlage des Königs aufgelöst wurde.

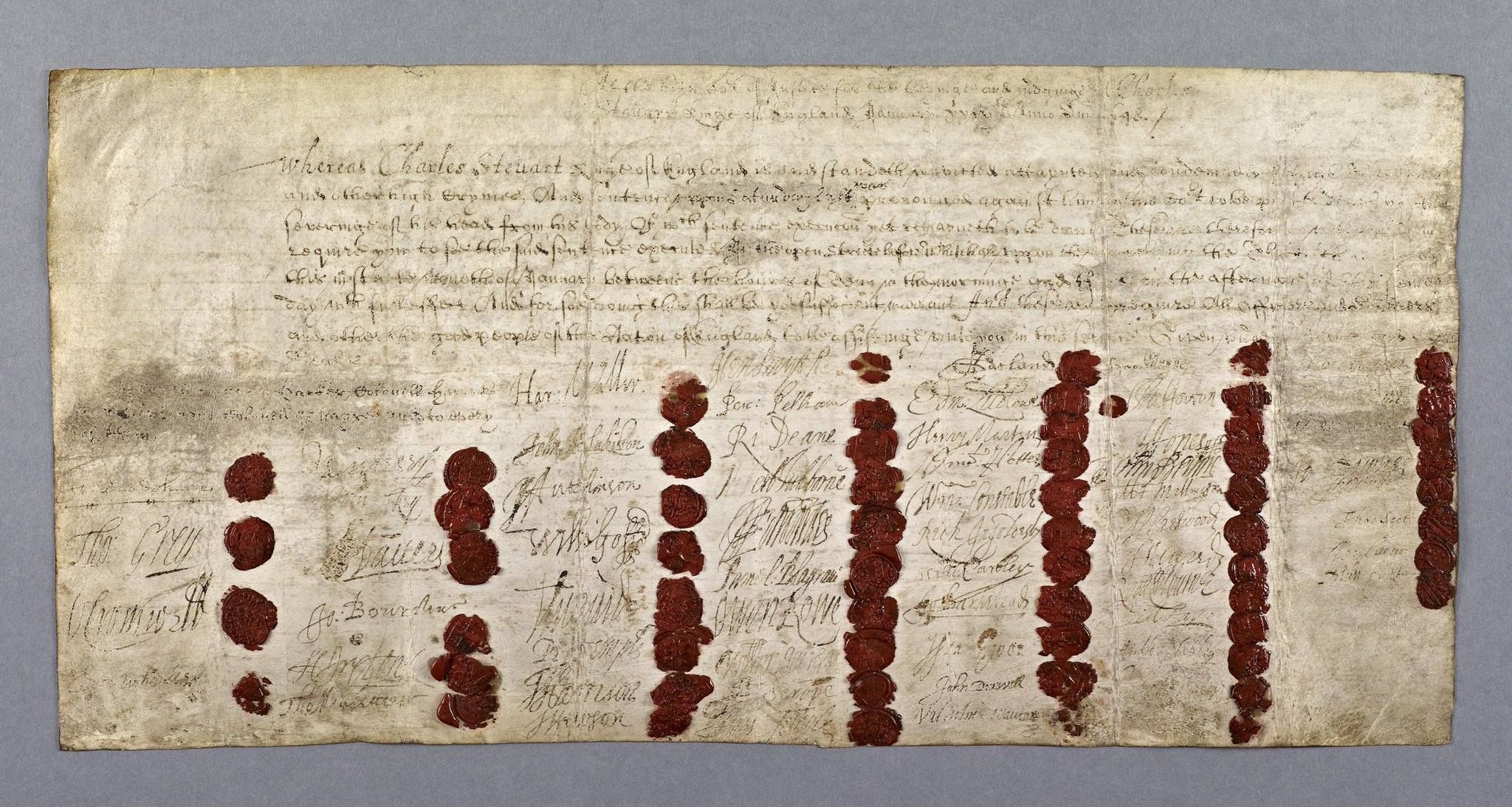
Todesurteil über Karl I. und Siegel der 59 Unterzeichner

Zunächst kämpfte die Mehrzahl der Schotten also für die Sache des englischen Parlaments, aber das änderte sich, als sich Charles der schottischen Armee ergab. Er lehnte es ab, die presbyterianische Kirche in England zu etablieren, und so übergaben die Schotten ihren König an die Puritaner. Die Engländer ließen Charles am 30. Januar 1649 vor Whitehall hinrichten. Die an sich königstreuen Schotten waren über die Hinrichtung des Königs derart entsetzt, dass sie seinen Sohn in Edinburgh kurz danach zum König ausriefen und am 1. Januar 1651 in Scone inthronisierten. Charles II. war der letzte König, der dort gekrönt wurde.
Oliver Cromwell schlug 1650/51 mit seinen Elitetruppen, den Ironsides, die Schotten zunächst bei Dunbar und dann nochmals bei Worcester in England. Charles kämpfte an der Spitze des schottischen Heeres, doch nach seiner Niederlage in Worcester musste er auf einer abenteuerlichen Flucht ins Ausland fliehen. Schottland wurde danach von Cromwells Armee besetzt. Bis 1654 erstickte sein General Monck im Hochland auch den letzten royalistischen Widerstand. Insgesamt dauerte die Besetzung Schottlands bis zum Tod Oliver Cromwells (1658). Obwohl Cromwells Sohn die Nachfolge seines Vaters antrat, scheiterte er und wurde abgesetzt. Das von Monck neu einberufene Parlament sorgte für die Restauration der Monarchie, indem es Charles einlud, nun auch den englischen Thron zu besteigen.
- siehe auch Hauptartikel Schottland in den Kriegen der drei Königreiche

### Kampf um die Bistumsfrage, Covenants,Killing Times, erneute Konfessionskämpfe

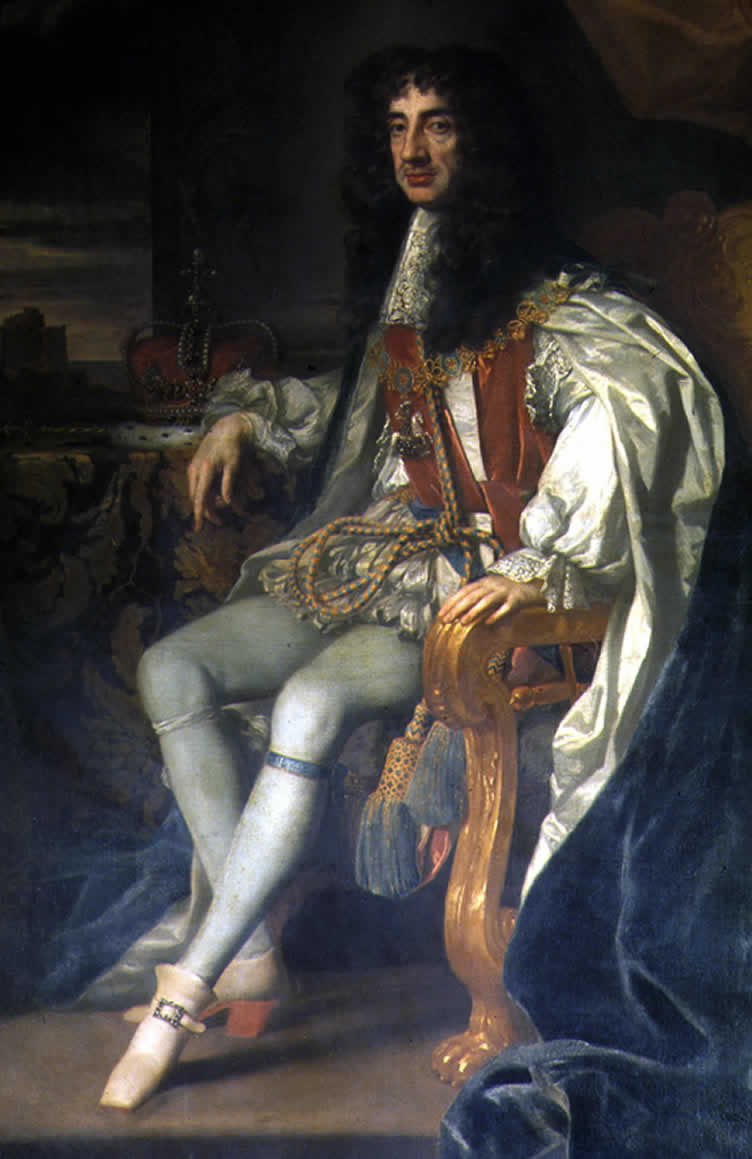
Karl II., Gemälde von John Michael Wright (1617–1700), um 1660/65

Nach seiner Deklaration von Breda im Jahr 1660, in der er für jedermann Religionsfreiheit versprach, wurde Charles II. in London inthronisiert. Obwohl er in religiösen Angelegenheiten zunächst zurückhaltend war, betrachtete Charles die Partei der Covenanters in Schottland als Bedrohung seiner dortigen Autorität. 1662 widerrief er den von ihm zunächst widerstrebend unterzeichneten Covenant und setzte dafür in der Kirche das Episkopat wieder ein.
Charles betrat nie wieder schottischen Boden und ließ sich dort durch John Maitland, 1. Earl of Lauderdale, vertreten. Dieser versuchte ebenfalls mit Nachdruck das Episkopat in Schottland durchzusetzen. Das Ergebnis war, dass es besonders in dem im Südwesten liegenden Dumfries and Galloway zu blutigen Auseinandersetzungen kam. Zwei Aufstände gab es 1666 und 1679 (das Pentland Rising und die Schlacht bei Bothwell Bridge) – sie wurden beide blutig niedergeschlagen.
Die Anhänger des Covenant trafen sich in Konventikeln, die in Privathäusern oder sogar unter freiem Himmel Gottesdienste abhielten und teilweise sogar von bewaffneten Männern bewacht wurden. Auf der einen Seite gab es die moderat reformierten Königstreuen, auf der anderen die extremen, reformierten Anhänger des Covenant. 1668 oder 1669 konvertierte Jakob zum Katholizismus. Seine protestantischen Gegner im Parlament unter der Führung von Anthony Ashley Cooper erreichten mit der Verabschiedung der Testakte, dass alle Staatsbediensteten einen Eid ablegen mussten, der mit der Lehre der römisch-katholischen Kirche unvereinbar war. Außerdem mussten sie nach dem Ritus der Church of England die Kommunion empfangen. Der Duke of York, der spätere König James II., weigerte sich, den Eid abzulegen und die Kommunion zu empfangen. König Charles II. widersetzte sich dem Konfessionswechsel seines Bruders und verlangte, dass die Kinder des Dukes als Protestanten erzogen wurden. Dennoch erlaubte er seinem Bruder, 1673 die Katholikin Maria von Modena zu heiraten.
Der Duke of York entschloss sich angesichts des starken Widerstands in England, das Land zu verlassen und nach Brüssel zu gehen. 1680 wurde er jedoch zum Lord High Commissioner von Schottland ernannt. Die damit verbundene Verfolgung der Presbyterianer gipfelte in rücksichtslosen Kämpfen und Massakern. Sie ging in die Geschichte ein als die „Killing Times“ – die „Jahre des Tötens“ –, die ihren Höhepunkt zwischen 1681 und 1689 erreichten. 1683 kam es zu einem Anschlagsversuch (dem Rye House Plot), der die Tötung des Königs und seines Bruders vorsah. Der König starb ohne legitime Nachkommen am 6. Februar 1685.
Der Duke of York bestieg 1685 als James II. den englischen Thron und wurde damit James VII. in Schottland. Er versuchte, Großbritannien zu rekatholisieren. Als sein einziger Sohn James, der künftige Thronfolger aus zweiter Ehe, dann auch noch katholisch getauft wurde, befürchtete die Mehrzahl der englischen Protestanten eine langfristige Dominanz des Katholizismus.

### Glorreiche Revolution, presbyterianische Staatskirche, Jakobiten
In der Glorious Revolution von 1688 beschloss das englische Parlament in London, Jakob II./VII. abzusetzen und der protestantischen Tochter von Jakob – Maria – und deren protestantischem Ehemann Wilhelm von Oranien, Statthalter der Niederlande, den Thron anzutragen. Sowohl die parlamentsnahen Whigs als auch die Mehrheit der ansonsten königstreuen Tories befürworteten die Einladung. Nach diesem (bis dahin) unblutigen Umsturz floh Jakob II./VII. ins französische Exil. Das schottische Parlament in Edinburgh erkannte Wilhelm ebenfalls als König an. Es gelang ihm in der Folge, wie dem englischen Parlament, seine Rechte zu mehren. So musste es fortan regelmäßig einberufen werden und führte den Presbyterianismus wieder als Staatskirche ein.
In den schottischen Highlands hingegen war die Unterstützung des rechtmäßigen Stuart-Königs noch sehr groß. Wilhelm ließ die zögernden Clanchefs des Hochlands unter Druck einen Treueeid auf die Fahne schwören, was von den meisten nur äußerst widerstrebend befolgt wurde. Die Jakobiten waren Stuart-Anhänger, die sich in England, Irland und vor allem in Schottland nach ihrem ehemaligen König Jakob benannten. Sie hielten in der Folge besonders im schottischen Hochland und im Nordosten um Aberdeen an der Stuart-Dynastie fest. In uralter Tradition fühlten sich dort die Clanchefs und Feudalherren trotz religiöser Differenzen durch ihren Treueeid dem König verbunden. Jetzt trat die bisher ungekannte Situation ein, dass der neue, protestantische König Wilhelm von ihnen ebendiesen Treueeid forderte, während der ins Exil geflohene James noch lebte.
Als dann aber der Chef der MacDonalds von Glencoe um fünf Tage verspätet zu der Eidesleistung eintraf, sah Wilhelm die Gelegenheit, ein Exempel zu statuieren. Er ließ 1692 durch seinen schottischen Vertreter im Tal Glencoe ein Massaker unter den Angehörigen des MacDonald-Clans anrichten. Die Loyalität zu London erlitt dadurch einen schweren Schlag.

### Darién-Projekt, Staatsbankrott
Während England zunehmend von seinen Kolonien profitierte, war Schottland vom Zugang ausgeschlossen. Der schottische Kaufmann und Finanzexperte William Paterson, der in London die Bank of England gegründet hatte, glaubte, er habe eine Lösung für das Dilemma. Er gründete eine Handelsgesellschaft, die Company of Scotland, und plante, eine Kolonie in der Region des heutigen Panama zu gründen. Die englische East India Company opponierte jedoch gegen das Projekt. Das Projekt wurde demzufolge ein rein schottisches. Das am 13. November 1695 in London eröffnete Subskriptionsbuch brachte binnen kurzer Zeit 300.000 Pfund zusammen, doch englische Kaufleute wurden davon abgehalten, in das Darién-Projekt zu investieren. Es konnte also nur schottisches Kapital eingesammelt werden. Die Gründung der Handelsgesellschaft erfolgte am 26. Februar 1696. Die Hälfte des gesamten Kapitals Schottlands wurde in Patersons Gesellschaft gesteckt, aber das Abenteuer endete als Desaster. Das ausgewählte Gebiet, die Kolonie New Edinburgh, war malariaverseucht, und die schottischen Siedler wurden von spanischen Kolonialisten angegriffen. Der König gab ausdrückliche Anweisungen, den schottischen Siedlern keine Hilfe zu gewähren, da er sonst Konflikte mit Spanien befürchtete. Nach dem Zusammenbruch der Kolonie war das investierte Geld verloren, 2000 schottische Siedler waren tot, bevor der Plan im Jahr 1700 endgültig aufgegeben wurde. Schottland war bankrott.

### Vollständige Union mit England (1707) und Königshaus Hannover (1714)

Zeit- und Abstammungstafel der englischen, ab 1707 britischen Könige seit Wilhelm dem Eroberer

Angesichts der zerrütteten Finanzsituation betrieb das Königshaus die endgültige Vereinigung Englands und Schottlands. Zunächst drängte jedoch angesichts zahlreicher Todesfälle im Königshaus die dynastische Frage. Die zukünftige Königin Anne verlor 1700 mit dem Tod von William, Duke of Gloucester, den letzten möglichen Nachfolger. Er war das jüngste ihrer 17 Kinder – seine Geschwister waren schon alle vor ihm gestorben. Der englische Act of Settlement von 1701 machte es danach Katholiken grundsätzlich unmöglich, zu regieren oder ein Staatsamt zu bekleiden. Das englische Parlament bestimmte darüber hinaus, dass die Nachfolge Annes durch das Haus Hannover erfolgen solle. Da sie nun kinderlos war, bestimmte Anne die Kurfürstin Sophie von Hannover zu ihrer Nachfolgerin. Diese war die fünfte und einzige protestantische Tochter von Elisabeth von Böhmen und damit eine Enkelin von James VI./I.
1703 verabschiedete das schottische Parlament ein Gesetz, das verhindern sollte, dass Schottland durch die Nachfolger Annes in kriegerische Unternehmen außer Landes hineingezogen wurde. Im Gegenzug beschloss Annes Regierung 1705 den so genannten Alien Act. Dieses Gesetz drohte damit, alle Schotten außerhalb Englands als Ausländer zu behandeln und sie so vom Handel mit England und seinen Kolonien auszuschließen. Viele schottische Adlige, unter ihnen der Duke of Argyll und der Duke of Queensberry, sahen daraufhin in der parlamentarischen Union mit England den einzigen Weg, die Interessen ihres vom Bankrott hart getroffenen Standes zu schützen.
Doch nach 1705 schien eine vollkommene Union weiter entfernt denn je. Durch eine Reihe von wechselseitig herausfordernden Handlungen und Gesetzen waren die Beziehungen auf einem weiteren Tiefpunkt angelangt. Neben dem Zusammenbruch der Company of Scotland, die von der englischen Regierung sabotiert worden war, hatte das schottische Parlament 1703 durch den Act of Security faktisch den englischen Act of Settlement für Schottland außer Kraft gesetzt und die Möglichkeit einer separaten Thronfolge in den beiden Ländern geschaffen. Es beanspruchte zusätzlich, die schottische Außenpolitik zu lenken (Act Anent Peace and War). Das englische Parlament seinerseits reagierte auf diese Herausforderung mit einem Handelsembargo und der Behandlung aller Schotten als Ausländer, bis die Frage der Nachfolge sowie der politischen Union geklärt sei (Alien Act).

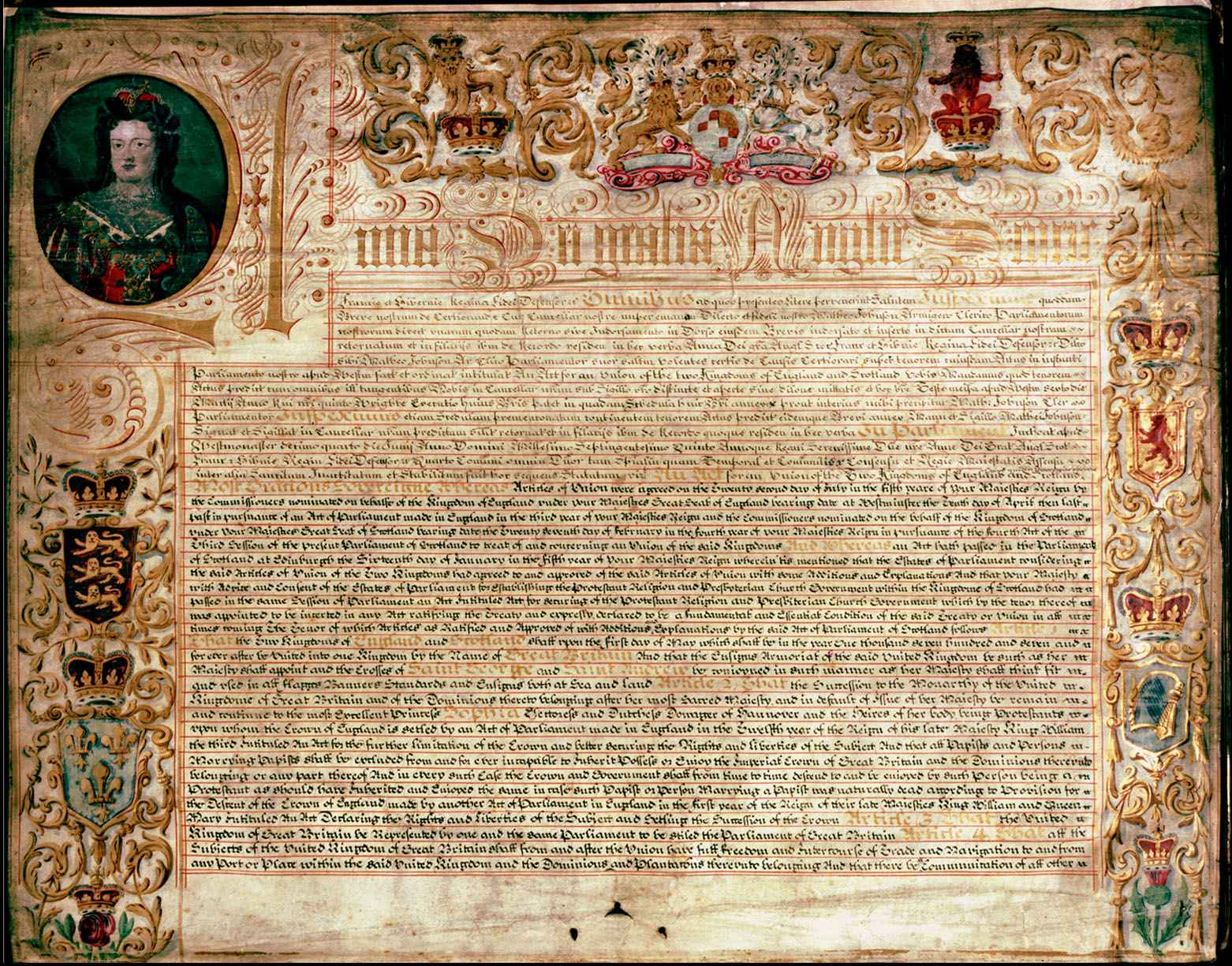
Der Treaty of Union von 1707 mit dem Bildnis der Königin Anne

Der Abschluss der Unions-Verhandlungen von 1706/07 bot für beide Länder Vorteile. Die schottische Wirtschaft konnte darangehen, sich zu sanieren, da sie fortan unbegrenzten Zugang zu den wichtigen Märkten in England und in dessen Kolonien hatte. Der schottische Staat konnte seine Schulden nunmehr auf London abwälzen, und die Gläubiger der Scottish Company wurden von England vollständig entschädigt. England seinerseits konnte nun die protestantische Erbfolgeregelung des Act of Settlement in beiden Ländern durchsetzen und musste nicht mehr befürchten, dass Schottland das alte Bündnis mit Frankreich, die Auld Alliance, erneuerte und dadurch die Nordflanke Englands im Spanischen Erbfolgekrieg gefährdete.
Die Unionsvereinbarung (Act of Union) wurde am 16. Januar 1707 mit einer Mehrheit von nur 43 berechtigten Stimmen, aber gegen den Wunsch eines erheblichen Teils der Bevölkerung Schottlands vom schottischen Parlament ratifiziert. Das Parlament in Edinburgh wurde aufgelöst, und Schottland entsandte fortan 45 Commons und 16 Peers ins neue britische Parlament nach Westminster. Bezogen auf die Bevölkerungszahl, war Schottland in der gemeinsamen Union damit deutlich unterrepräsentiert: 45 (8,1 %) der 558 Abgeordneten im Unterhaus von Westminster kamen aus Schottland, obwohl dort etwa 15,1 % der Bevölkerung des Vereinigten Königreichs lebten. Allerdings ist dabei zu berücksichtigen, dass nur ein sehr kleiner Teil der Bevölkerung überhaupt das Wahlrecht hatte. In ganz Schottland waren das im Jahr 1800 bei einer Bevölkerung von etwa 1,6 Millionen nur etwa 4500 Personen. Durch das stärkere Bevölkerungswachstum Englands kehrten sich die Verhältnisse im Laufe der Jahrhunderte allmählich um, und ab etwa 1885 entsprach der schottische Anteil an Parlamentssitzen etwa dem Anteil an der Gesamtbevölkerung. Ab dem Jahr 1918 war Schottland sogar parlamentarisch in Westminster überrepräsentiert. Die Eigenständigkeit der Church of Scotland und der Erhalt des schottischen Rechtssystems wurden garantiert und erhebliche wirtschafts- und steuerpolitische Konzessionen festgesetzt.
1714 starb Königin Anne. Das nunmehr britische Parlament holte Georg von Hannover, den deutschen Nachkommen von James VI./I., als George I. an die Themse. Dieser König verstand wenig von der britischen Mentalität und der Politik. Hinzu kam, dass er die Sprache nicht beherrschte. So musste er sich von einem Premierminister, dem ersten in der britischen Geschichte, vertreten lassen.

### Die Jakobitenaufstände und die katholischen Staaten (1688–1746)

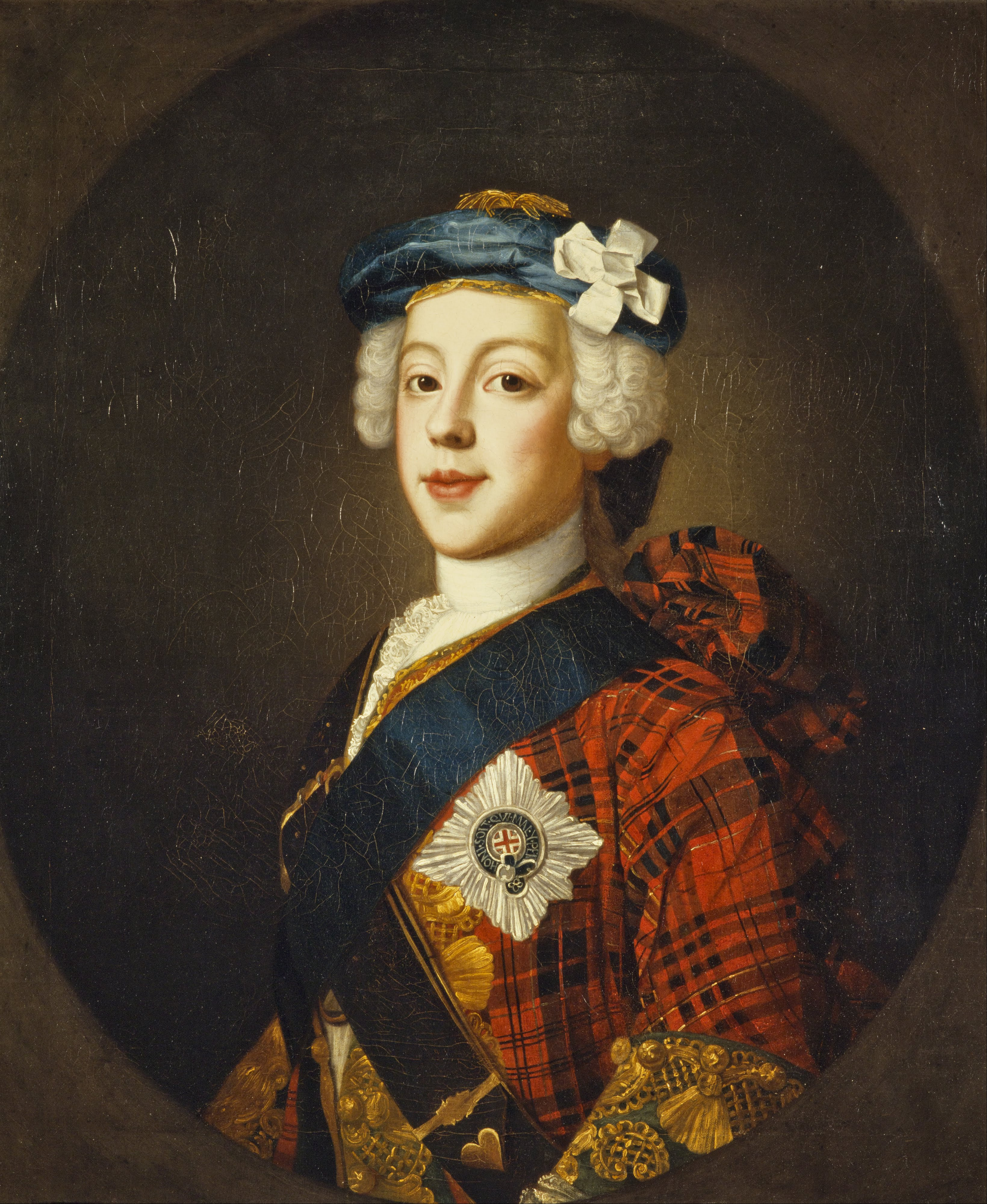
Charles Edward Stuart, „Bonnie Prince Charlie“, der 1745 einen letzten Jakobitenaufstand anführte

Die Geschehnisse in Schottland waren nach der Flucht von James VII. nach Frankreich im Dezember 1688 absolut undurchsichtig und widersprüchlich. Keine einzige größere Stadt unterstützte den katholischen König oder kam ihm zu Hilfe. Selbst Aberdeen, einst eine Bastion der Stuarts, erkannte jetzt Maria und Wilhelm an. Außer im Hochland und im Nordosten um Aberdeen gab es wenig Opposition, wenn die Bewegung der Jakobiter auch eine ständige Bedrohung des Welfenkönigtums Georgs für fünfzig Jahre darstellte.
Während es in England so ausgelegt wurde, als habe Jakob mit seiner Flucht gleichzeitig auf den Thron verzichtet, trat das schottische Konventionsparlament am 4. April 1689 mehrheitlich dafür ein, Jakob die Krone abzunehmen. In Schottland war diese Entscheidung aus einem einzigen Grund heraus getroffen worden – das Parlament sah die Monarchie seit Hunderten von Jahren als eine vertraglich gebundene, fast konstitutionell zu nennende Monarchie an (siehe oben: Robert the Bruce).
Der Oranier William war der Sohn Marys, der Tochter von Charles I. William war protestantisch und heiratete Mary, die Tochter von James VII., die ebenfalls eine Protestantin war. Für einige war das die perfekte protestantische Alternative zu dem katholischen James. Erstmals erhoben sich in Schottland die katholischen Royalisten im Aufstand von 1689 unter der Führung von John Graham of Claverhouse, genannt Bonnie Dundee. Eine Racheaktion, die in das Massaker von Glencoe ausartete, rief dessen ungeachtet im westlichen Hochland viel Sympathie für die Jakobiten hervor. Sehr schnell wurde nämlich klar, dass der König in London sich herzlich wenig für schottische Belange interessierte. Er ratifizierte englische Gesetze des englischen Parlaments, die die englischen Kolonien stärkten und den englischen Handel beschützten, Schottland aber von allem ausschlossen.
Das Besondere der verworrenen politischen Situation war, dass ihr die Nachfolgeschaft der Stuarts zu Grunde lag. Das wird durch die Aufstände der Jakobiten in den Jahren 1715, 1719 und letztlich 1745 vollends klar, doch dazwischen und nur ein Jahr nach der Union fand 1708 schon eine Rebellion statt. Im Quadrat zwischen dem im Exil lebenden Hof von James VII./II., dem unzufriedenen schottischen Tieflandadel, den Hochlandchiefs und der französischen Regierung wurde von 1700 an und in den darauf folgenden 40 Jahren zunächst von Frankreich und später auch von Rom aus immer wieder ein doppeltes Spiel gespielt: Französische Hilfe hing jeweils davon ab, ob weitgehende Unterstützung eines Aufstands in Schottland selbst gewährleistet schien. Dagegen war das schottische Engagement wiederum davon abhängig, wie weit militärische Unterstützung und Material von Frankreich aus zugesichert wurden.
Die Regierung reagierte auf den letzten Aufstand, der schließlich in der Schlacht bei Culloden 1746 scheiterte, sehr entschieden und mit drakonischen Maßnahmen. Über das bereits in den 1730er Jahren ausgebaute Wege- und Straßennetz wurden Truppen ins Hochland gebracht und dort an strategisch wichtigen Punkten in Festungen wie dem speziell dafür gebauten riesigen Fort George in der Nähe von Inverness postiert.
Die am Aufstand beteiligten Clanchiefs und oft auch die Clanmitglieder mussten ins Ausland fliehen oder wurden hingerichtet. Durch den 1746 erlassenen Act of Proscription, der neben dem Besitz von Waffen auch das Tragen der traditionellen Hochlandkleidung weitgehend unter Strafe stellte, wurde das Clansystem der Highlands endgültig zerschlagen. Die Wirtschafts- und Sozialstruktur im Hochland wurde drastisch geändert. Was blieb, war aber die romantische Erinnerung an den letzten katholischen Stuart – Bonnie Prince Charlie.

## Die Schottische Aufklärung

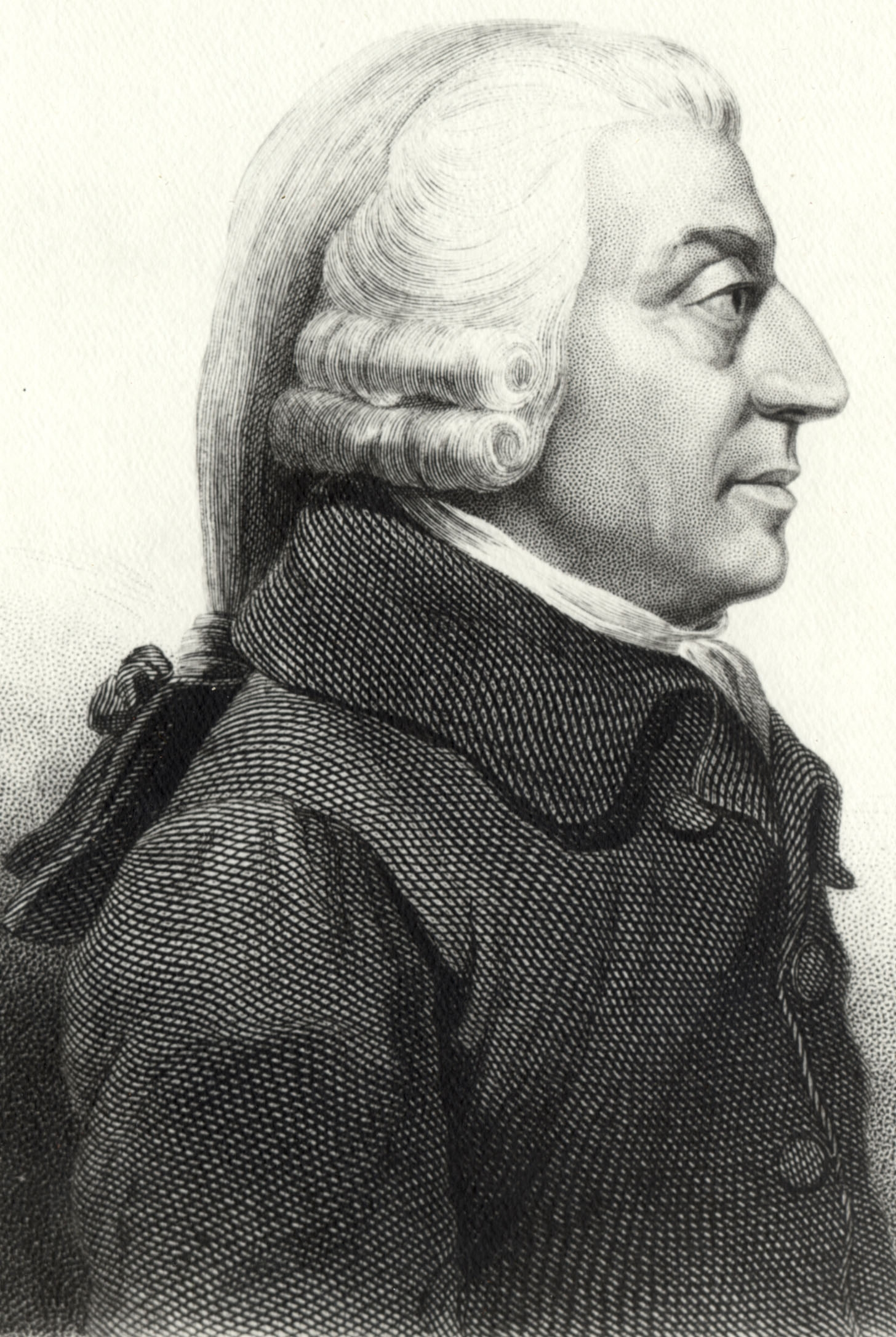
Adam Smith

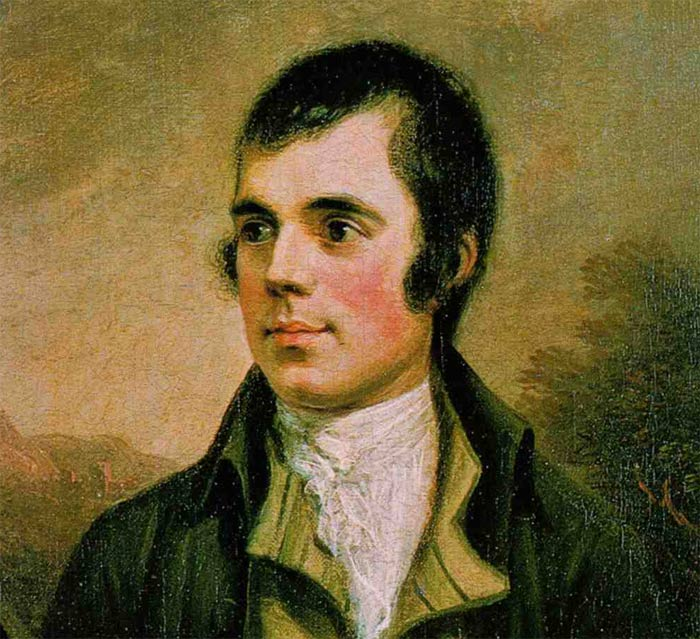
Robert Burns, Schottlands „Nationaldichter“

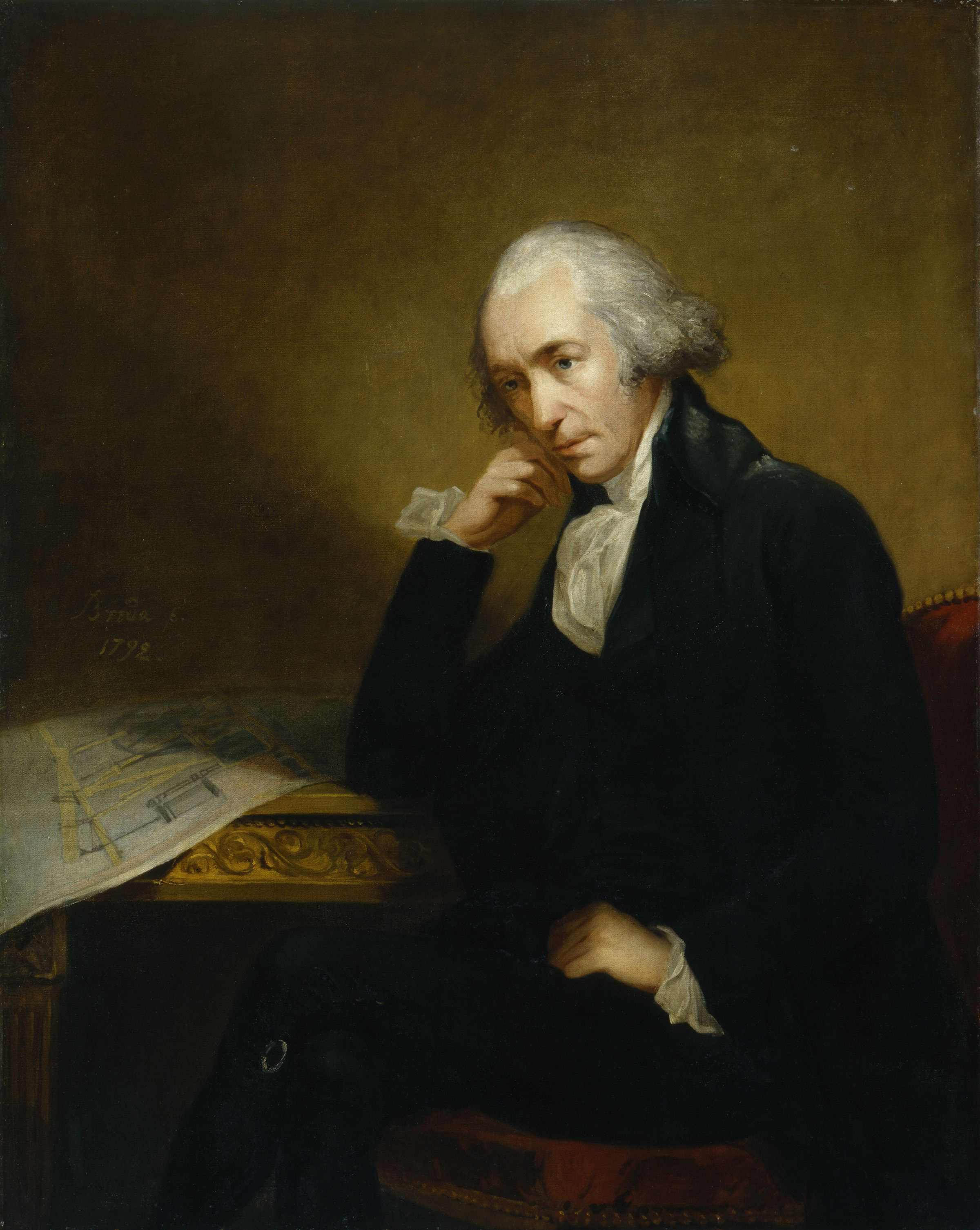
James Watt, der Erfinder der modernen Dampfmaschine

Zu Beginn des 18. Jahrhunderts war Schottland mit seinen vielleicht 1,2 Millionen Einwohnern noch eines der ärmsten Länder in Europa. Die einzigen Exportprodukte waren Tierhäute, Holz, Kohle, Salz und Wolle oder Leinen. Zugleich begann aber die Zeit der Schottischen Aufklärung. Sie brachte herausragende Persönlichkeiten auf den Gebieten der Kunst und Literatur, der Wissenschaften, der Technik und der Architektur hervor.
Das Scottish Enlightenment, die Schottische Aufklärung, hatte sein Zentrum in Edinburgh. Der Schotte, der auf dem Gebiet der Ökonomie am weitesten wirkte, war Adam Smith (1723–1790). Einige weitere herausragende Persönlichkeiten der Schottischen Aufklärung waren Schriftsteller und Poeten wie Robert Burns (1759–96) und Sir Walter Scott (1771–1832), Maler wie Allan Ramsay (1713–84) und Henry Raeburn (1756–1823) oder Techniker wie James Watt (1736–1819). Die besondere Rolle Schottlands wirkte auch nach dem 18. Jahrhundert. Viele Persönlichkeiten vollbrachten auch nach der eigentlichen Phase eine beachtliche Reihe von Ersttaten, Entdeckungen und Leistungen auf den verschiedensten Gebieten, so die Schriftsteller Robert Louis Stevenson (1850–94) und Arthur Conan Doyle (1859–1930), der Afrikaforscher David Livingstone (1813–73) und der Arzt Alexander Fleming (1881–1955), der das Penicillin entdeckte. John Logie Baird (1888–1946) erfand das Farbfernsehen.

## Industrialisierung, irische Zuwanderung, Clearances
Mit der Wende zum 19. Jahrhundert war eine Wende vom Agrar- zum Industriestaat verbunden. Großbritannien wurde zum Modellfall der industriellen Revolution. Diese Entwicklung erreichte Schottland und speziell die Lowlands in den 1820er Jahren. Hand in Hand damit ging ein rapides Bevölkerungswachstum. Viele Farmer in den Highlands wurden im Rahmen der Highland Clearances, der „Räumungen“ der Highlands, vertrieben und an die Küste umgesiedelt oder mussten auswandern. Ihre Häuser wurden zerstört, ihr Land in Schafweiden umgewandelt. Nutznießer war u. a. der 1. Duke of Sutherland, der reichste Brite des 19. Jahrhunderts. Eine Auswirkung der Räumungen des Hochlands war, dass Zehntausende von Hochländern in die Städte des Zentralgürtels strömten. Sie bildeten die in den neu entstandenen Industriezentren beschäftigte Fabrikarbeiterschaft.
Schwierigkeiten bereitete die unterentwickelte Infrastruktur Schottlands: Es gab nur sehr wenige Wege und Straßen. Wie in England wurden daher ab Beginn des 19. Jahrhunderts in Schottland Kanäle gebaut, die durch die wesentlich ökonomischeren Eisenbahnen allerdings sehr bald überholt waren und an Bedeutung verloren. Die dann einsetzende Zentralisierung der Industrie und die Erschließung von ertragreichen Kohleflözen im südwestlichen Schottland waren die Faktoren, die zum Aufstieg von Glasgow führten.
Mitte der 1840er Jahre wanderten auf der Flucht vor Kartoffelfäule und Hungersnot Hunderttausende von Menschen aus Irland ein. Notdürftige Behausungen wuchsen ohne jede Planung besonders um die Fabrikanlagen Glasgows herum. Es kam mehrfach zu Epidemien, und Typhus und Cholera dezimierten ganze Stadtteile. Trotzdem wuchs die Bevölkerung, sowohl aufgrund weiterer Zuwanderungen als auch aufgrund der sich langsam verbessernden Lebensbedingungen.
Nach seinem Aufstieg unter dem Einfluss des Reichtums der Tabakbarone Mitte des 18. Jahrhunderts hatte Glasgow mit dem Verlust der Plantagen in Virginia einen dramatischen Niedergang erlitten. Mit der Industrialisierung wendete sich das Blatt erneut. Um 1850 war Glasgow eine Arbeiterstadt, zuerst aufgrund ihrer Werften und mit Aufkommen der Eisenbahn als Hochburg des Lokomotivenbaus. Glasgow wurde nach London zur zweiten Stadt des britischen Empire. Architekten wie David Rhynd, die Burnets, James Thomson, Alexander „Greek“ Thompson, Honeyman und später Charles Rennie Mackintosh hinterließen in dieser Metropole ihr Vermächtnis.
Industrialisierung und der riesige Bedarf der zahlreichen Armeen kamen der Woll- und der Nahrungsmittelproduktion zugute. So verhalfen gewissermaßen die Schafe den Landbesitzern zu großem Vermögen.
Trotz des intensivierten Austauschs mit dem Süden war Schottland weit entfernt davon, von England assimiliert zu werden. Dennoch schrieb Sir Walter Scott 1814 als Postskriptum zu seinen Waverley-Novellen: „Keine europäische Nation hat sich innerhalb nur eines halben Jahrhunderts so total geändert wie dieses Königreich Schottland.“ Diesem Beitrag zum Empire entsprach jedoch keineswegs der Grad seiner politischen Partizipation. Im Parlament in London bildeten die schottischen Abgeordneten nur eine kleine Minderheit, die Industriearbeiterschaft besaß kaum Rechte der Selbstorganisation. Doch 1875 wurde den Gewerkschaften das Existenz- und Streikrecht gesetzlich garantiert, 1885 entstand mit dem Scottish Office ein eigenes Ministerium für Schottland.
Als Reaktion auf die Schattenseiten der Industrialisierung und Verstädterung rückte besonders in England mehr und mehr die Sehnsucht nach Natur und Landschaft in den Blickpunkt; Königin Victoria war es vor allem, die Schottland dabei für sich entdeckte und als urwüchsiges Reiseland populär machte.

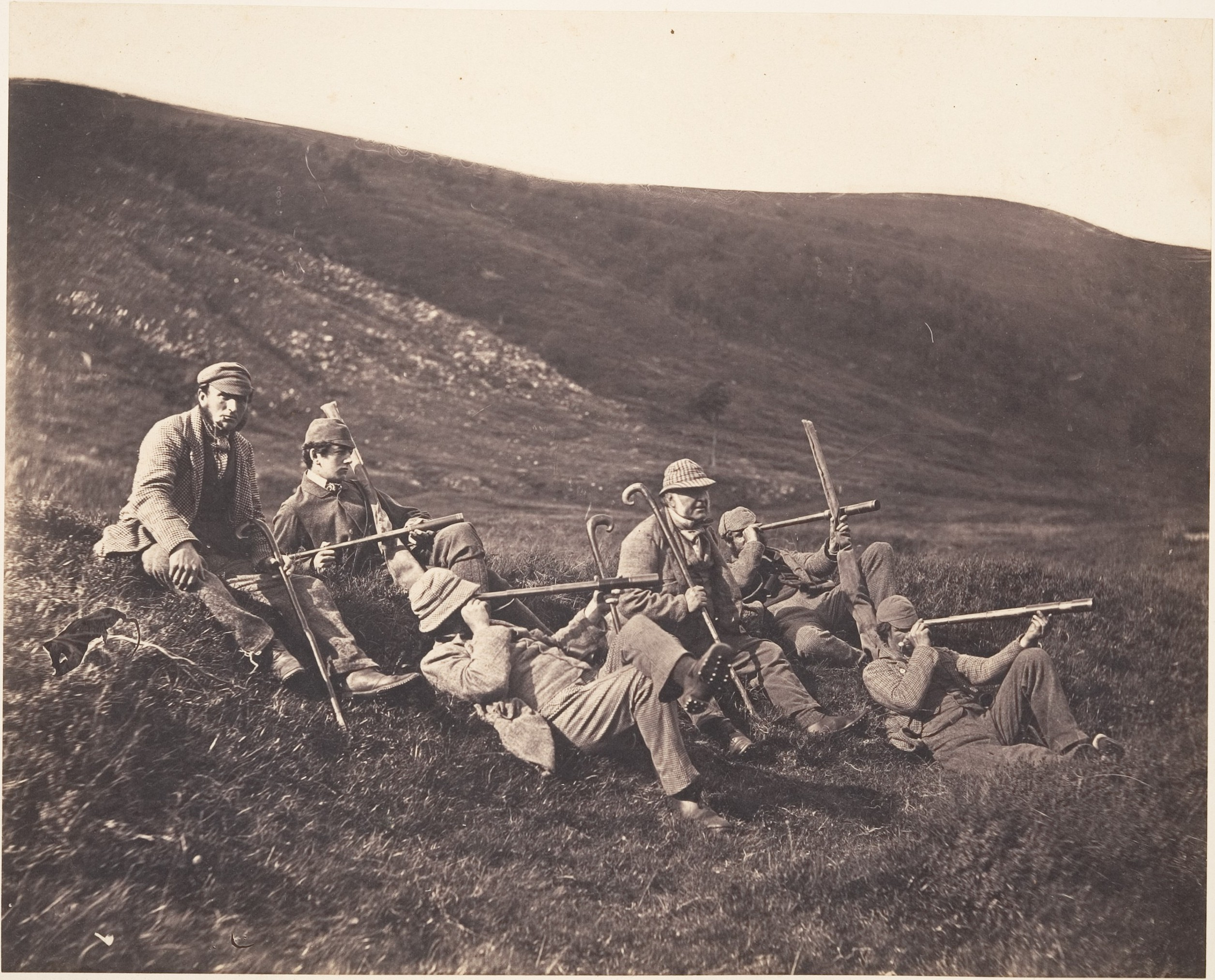
Jäger mit Fernrohren auf Glenfeshie Estate, ca. 1858

Ausgehend von der zunehmenden Verfügbarkeit von Kältemaschinen und den damit einhergehenden günstigen Importen von Schaffleisch und Schafwolle aus Übersee, kam es ab den 1870er Jahren zu einem Verfall der Preise, der die Schafhaltung in Schottland zunehmend unrentabel werden ließ. Die in der Folge einbrechenden Landpreise beschleunigten die sogenannte „Balmoralisation“ Schottlands – benannt nach dem 1848 von Königin Victoria erworbenen schottischen Anwesen und Schloss Balmoral –, eine Ära in der zweiten Hälfte des 19. Jahrhunderts, die von der Etablierung großer, der Jagd gewidmeter Landgüter gekennzeichnet war. Diese sogenannten „sporting estates“, die bis heute weite Teile der Landschaft prägen, wurden insbesondere für die Pirsch auf Rothirsche sowie die Treibjagd auf Raufußhühner ausgelegt, der vor allem Angehörige des Adels sowie Industrielle aus England nachgingen. Die Konzentration des Landbesitzes verstärkte sich durch diese Entwicklung weiter, sodass gegen Ende des 19. Jahrhunderts 60 Prozent des gesamten Landes aus „sporting estates“ bestanden und lediglich 118 Personen die Hälfte allen Landes in Schottland besaßen.

## Arbeitskämpfe, Niedergang der Schwerindustrie, Autonomiestatus

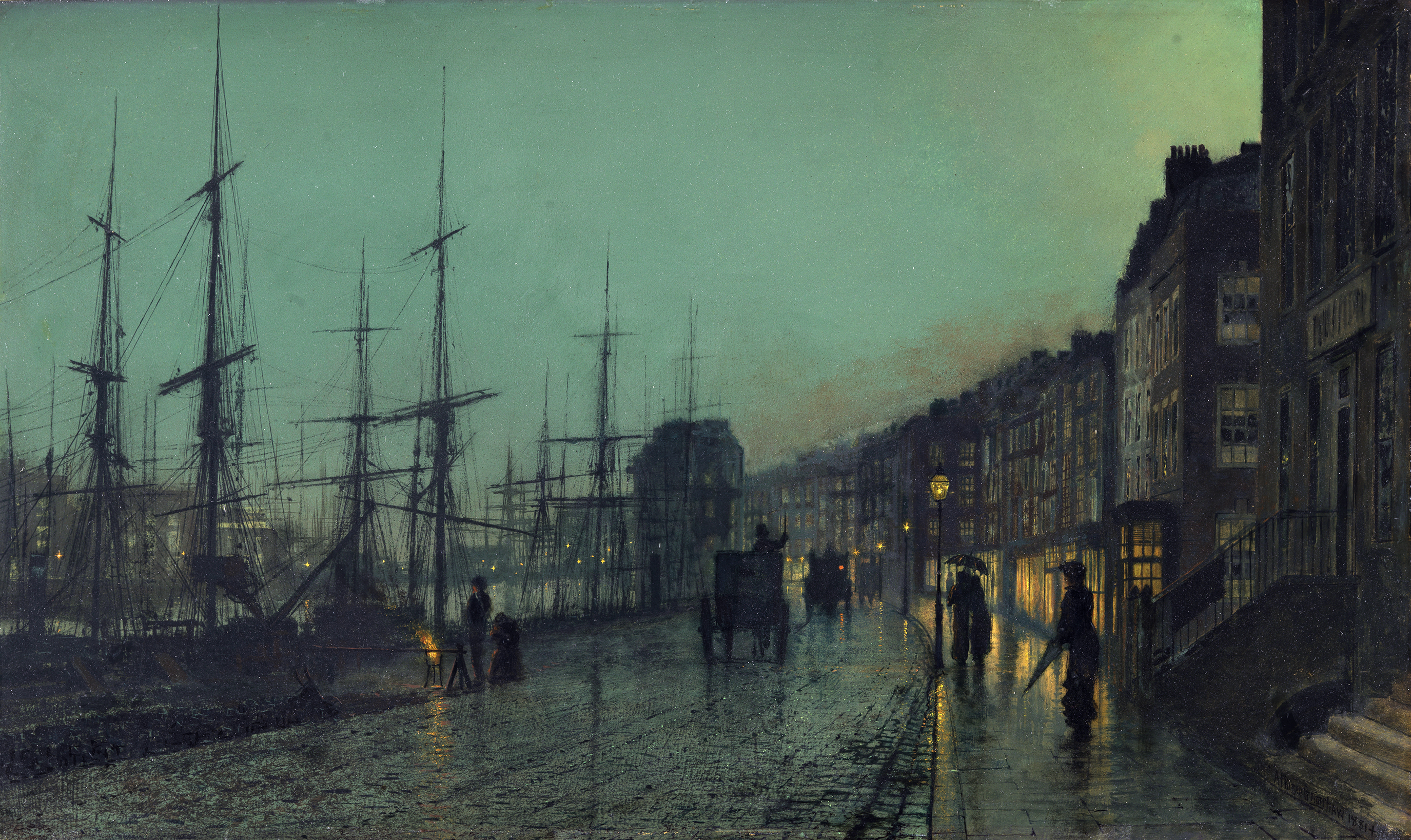
Shipping on the Clyde, Gemälde von John Atkinson Grimshaw 1881

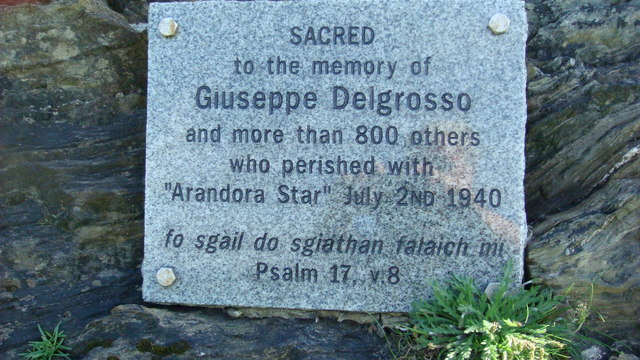
Gedenktafel für Giuseppe del Grosso und 479 deutsche und 734 italienische Kriegsgefangene sowie 254 britische Soldaten und 200 Crewmitglieder, die am 2. Juli 1940 an Bord der Arandora Star waren, die westlich von Colonsay auf dem Weg nach Neufundland von einem deutschen U-Boot versenkt wurde. 56 Besatzungsmitglieder, 91 Militärpolizisten und 713 Internierte und Kriegsgefangene kamen ums Leben, 118 Besatzungsmitglieder, 109 Militärpolizisten und 586 Internierte und Kriegsgefangene wurden gerettet.

Die industrielle Revolution hatte vor allem im Westen Schottlands eine ausgedehnte Schwerindustrie und Schiffbauindustrie sowie eine zahlenmäßig große Arbeiterklasse geschaffen. Vor dem Ersten Weltkrieg lagen etwa ein Fünftel aller weltweiten Schiffswerftkapazitäten in Schottland. Der Friedensschluss nach dem Ersten Weltkrieg brachte für Schottland sehr bald eine massive wirtschaftliche Depression, denn das Land hing von der Schwerindustrie ab, und der internationale Wettbewerb wirkte sich aus.
Die Mehrheit der schottischen Arbeiterschaft war politisch linksorientiert. Glasgow wurde politisch „rot“. 1929 kam es zu Generalstreiks; zeitweise lag sogar Revolution in der Luft, und es drohte der Einsatz von Militär. Auf dem Höhepunkt der Depression 1931 waren dann 65 % der Werftarbeiter am Clyde arbeitslos. Weil sich die wirtschaftliche Situation in Schottland immer weiter verschlechterte, wurde mit einigem Recht angenommen, dass London die Lage durch Vernachlässigung schottischer Belange verschlimmere. Der Ruf nach home rule, einer eigenständigen Regierung, wurde in Schottland immer lauter. Die britische Regierung setzte daraufhin 1928 einen Staatssekretär für Schottland mit dem Rang eines Kabinettsmitgliedes ein. Im Zuge dieses ersten Schrittes in Richtung devolution, der verwaltungsmäßigen Loslösung von London, wurde ihm die Leitung der Bereiche Gesundheit, Landwirtschaft und Erziehung in Schottland übertragen. Dieser Minister hatte seinen Sitz im St. Andrew’s House in Edinburgh.
Doch all das genügte nicht, um in Schottland den Wunsch nach Eigenständigkeit zu unterdrücken. Ein markanter Ausdruck dessen war 1950 die symbolträchtige Entführung des Stone of Destiny vom Krönungsstuhl in Westminster Abbey nach Schottland. Bei den Unterhauswahlen im Februar 1974 und im Oktober 1974 gewann die 1934 entstandene autonomistische Scottish National Party 22 bzw. 30 % der schottischen Wählerstimmen und wurde damit zweitstärkste Partei. Unter dem Druck der SNP stimmte die britische Labour-Regierung einer Volksabstimmung über begrenzte Selbstbestimmung zu. Dieses Referendum zur Dezentralisierung wurde am 1. März 1979 abgehalten und eine knappe Mehrheit von 51,6 % der Abstimmenden votierte dafür. Allerdings waren dies weniger als 40 % der Wahlberechtigten; deshalb trat das Gesetz nicht in Kraft.
Im September 1997 stimmten in einer zweiten Volksabstimmung 74 % der Wähler für eine Teilautonomie Schottlands (engl. devolution), aufgrund dessen am 6. Mai 1999 nach 300 Jahren wieder ein Parlament für Schottland gewählt wurde. Seine Gesetzgebungskompetenzen erstrecken sich auf die Gebiete Gesundheitswesen, Bildung, Kommunalrecht, Soziales, Wohnungswesen, Wirtschaftsentwicklung, Justiz, Umwelt, Landwirtschaft, Fischerei und Forstwirtschaft, Sport, Kunst und Kultur und verschiedene Bereiche des Transportwesens. Einige Teilbereiche dieser Kompetenztitel sind allerdings dem britischen Zentralparlament vorbehalten. Das Parlament wählt einen Ersten Minister (First Minister) als Leiter der schottischen Exekutive, die das bisherige Scottish Office ersetzt und dem Parlament verantwortlich ist. Der erste Amtsinhaber, Donald Dewar, verstarb im Oktober 2000.

## Unabhängigkeitsfrage
Unter dem Ersten Minister Alex Salmond fand am 18. September 2014 eine Abstimmung über die Unabhängigkeit statt. Dieses Referendum wurde von 55,3 % der Wähler abgelehnt. Mit ausschlaggebend hierbei war insbesondere, dass postuliert wurde, dass ein unabhängiges Schottland automatisch nicht mehr Teil der EU wäre. Als nun am 23. Juni 2016 über den EU-Austritt des Vereinigten Königreichs abgestimmt wurde, Schottland (separat gerechnet) jedoch dagegen votierte, wurde die Unabhängigkeitsfrage erneut aufs Tapet gebracht – diesmal jedoch mit anderem Vorzeichen: um weiterhin innerhalb der EU verbleiben zu können.
Vor dem Hintergrund des EU-Austritts des Vereinigten Königreichs strebt die in Schottland regierende Scottish National Party unter Nicola Sturgeon die Unabhängigkeit Schottlands an. Diese beabsichtigte die Unabhängigkeitsfrage in einem erneuten Referendum zu stellen. Im November 2022 urteilte der Oberste Gerichtshof des Vereinigten Königreichs, vertreten durch dessen Präsidenten Robert Reed (einem Schotten), dass nicht ausschließlich das schottische Regionalparlament über eine etwaige Unabhängigkeit Schottlands zu entscheiden habe, sondern das Vereinigte Königreich.